# 机动战士钢弹UC登场机体列表
本列表為日本動畫《機動戰士GUNDAM UC》及其外傳的登場機體。

## UC計劃系列機
「夏亞之亂」終結後的三年，由「畢斯特財團」所提出的宇宙軍再編的計劃方案。其計劃方案的開端是「新安洲」，其特徵後來被用在「鋼彈」系MS身上。
這項計劃原本是用來消滅新類型人與強化人神話的獵殺機器，但在「巴納吉·林克斯」的誤打誤撞之下，不僅見證了戰爭的可怕性、「拉普拉斯之盒」的秘密，和一切的導火線。為此反而保護想要揭露拉普拉斯之盒的秘密的「賽亞姆·畢斯特」和「新·亞加瑪」，與「利迪·馬瑟納斯」的「報喪女妖·命運女神」擋住了「格里普斯II」的鐳射砲的攻擊，因而兌現了「Le Viste」的遺產——《貴婦人與獨角獸》裡的第六幅畫——《我唯一的願望》裡的獅子與獨角獸守護著拉普拉斯之盒的情景。
身高、造型與特徵皆為一致，連編號也都是統一化的「RX-0」，一般形態為「獨角模式」（Unicorn Mode）。裝有著可以隨著駕駛員的新人類能力的不同也會帶來不同的效應的「NT-D系統（NewType Destroy System，新類型人毀滅系統，簡稱NT-D）」。當NT-D發動的時候，外部裝甲張開，展露內部精神感應骨架，同時會有發光現象。這種光一般被認為是精神感應骨架的發光現象，頭上的角一分為二，形成一個V字形，臉上的「面具」也會收在頭部裡面，露出「鋼彈」臉，這種形態名為「毀滅模式」（Destroy Mode），它的機動性能也因此飛躍性地增加。
目前僅存的UC計劃試驗機有一號機的「獨角獸」（精神感應骨架所發出的光芒為紅色）、二號機的「報喪女妖」（精神感應骨架所發出的光芒為黃色）和三號機「鳳凰」（精神感應骨架所發出的光芒為藍色）。
獨角獸鋼彈（Unicorn Gundam）
為本作的主角機兼宇宙軍再造計畫「UC計畫」中之旗艦機，以白色為機體塗裝色。
當UC計畫移交給「阿納海姆電子企業」的關係財團——「畢斯特財團」後，其計畫內容便成為秘密，即便是負責機體開發的阿納海姆，也沒有人知道其計畫的全貌。
在「卡帝亞斯·畢斯特」的籌劃下，以進行空間試驗為名被移送到建設中的工業殖民地——「工業7號」。混戰中卡帝亞斯深受重傷，臨死前與其私生子「巴納吉·林克斯」見面，並將之交給他，之後巴納吉親眼目睹卡帝亞斯飄出駕駛艙後，被捲入火海裡喪生，故事也因此而開始。
它是全身以「精神感應骨架」驅動的實驗機，內部環境採用人機同步全視野監控FF型駕駛艙。安裝了特殊的OS「拉普拉斯程式」和「NT-D系統」。
當「NT-D」發動的話，內部骨架會被擴張，機身出現變化，在合起裝甲接縫分離的部分會有發光現象，這種光一般被認為是精神感應骨架的發光現象，1號機發動「NT-D」時精神感應骨架所發出的光芒為紅色。頭上的角一分為二，形成一個V字形。當NT-D系統發動的時候，它的機動性能飛躍性地增加。
於OVA第二集與「弗爾·伏朗托」的「新安洲」交戰，不料被其俘獲，於OVA第三集逃離「帕勞」，在地球低軌道上再度與新安洲交戰，最後突入大氣層，並進入地球。
於OVA第四集到大型MA——「尚布羅」的面前，並試圖拯救處於失控狀態的「羅妮·賈維」不果後，被突襲而來的「瑪莉妲·庫魯斯」與「報喪女妖」俘虜，並於OVA第五集與報喪女妖對持，救出瑪莉妲後，在護送「葛蘭雪」到宇宙時，與「新·亞加瑪」相連，將面臨燃料短缺危機的葛蘭雪拉到宇宙中。
於OVA第六集結尾改造成配備了大量武裝和大功率推進器的「全裝甲型獨角獸鋼彈」。
- 機體編號：RX-0
- 所屬方：畢斯特財團（後歸属隆德·貝爾）
- 駕駛員：巴納吉·林克斯
- 機體高度：19.7公尺（獨角獸模式）、21.7公尺（毀滅模式）
- 機體重量：23.7噸（本體）、42.7噸（全備）
- 武裝：
- 60mm火神炮×2

聯邦軍不可或缺的裝備之一，可發射機關槍彈。
- 光束重火力步槍

獨角獸鋼彈系列機的專用步槍，內置能量壓縮器，可以發射出具有與大型粒子炮一樣威力的光束（出力約為普通光束步槍的4倍），使用方面與普通光束步槍無異，不同之處在於光束麥林步槍使用E-pac再充填系統，每射擊一發皆需要消耗一個E-pac彈夾（電池），獨角獸可以在後裙甲掛載兩組五連裝的E-pac彈夾條，再加上槍身已安裝的一組，共計可以攜帶三組共15個E-pac彈夾。
- 光束軍刀×4

獨角獸鋼彈的近身戰裝備，其中兩把置於前臂，繼承了新安州的設計理念，手臂中的光束軍刀在不用手掌握持的情況下也能以光束拐刀的方式使用；而進入毀滅模式後，背包中會出現另外兩把光束劍。
- 超絕火箭砲

地球聯邦的標準配置武器，砲身與彈夾槽可以伸縮，更易於收納。
- 光束格林機槍×2

格林式光束武器，擁有相當高的射速。
光束格林機槍是原本是新吉翁的武器，但是由於獨角獸是阿納海姆所生產的標準型機體，所以可以使用阿納海姆的一切常規武器。
- 盾牌

獨角獸鋼彈專用盾牌，內置I-力場產生器，可以在兩種形態下使用，在破壞模式時會進一步展開。
- 武裝戰甲 Defense-Extension （DE）（Armed Zrmor  Defense-Extension ，アームドアーマーDE）（漫畫版）

獨角獸鋼彈專用盾牌組件，是集攻擊、防禦和機動為一體的複合兵裝。
除了作為盾牌的機能，也可以使用配置的鐳射砲；內置I-力場發生器，可以在兩種形態下使用。
- 名稱由來：

獨角獸一名的典故來自於希伯來人的《聖經·舊約》之中的傳說生物，形象通常為頭上長有獨角的白馬。
底部雪白，中間烏黑，頂端鮮紅，獨角獸銳利的角有著奇異的魔力。從角上挫下來的粉末可以解百毒，服下粉末即可抵禦疾病、百毒不侵，更能夠起死回生。
獨角獸的血液也有治病、甚至起死回生的能力，不過傳說只要喝下其血液，就等於玷污了這純潔的生物，會得到詛咒，從今以後只能像行屍走肉般生活。
獨角獸的魔力令人們對這隻離奇的角發狂，每個貴族都想擁有獨角獸角做的酒杯，每個獵人都妄想有朝一日獨角獸落入他的陷阱。
全裝甲型獨角獸鋼彈（Full Armor Unicorn Gundam）
在終戰時改造成配備了大量武裝和大功率推進器的「全裝甲型獨角獸鋼彈」。OVA版中曾和「RX-0[N]獨角獸鋼彈2號機報喪女妖·命運女神」短暫交戰，兩台機體互相牽引，在全裝甲型態下開啟了NT-D模式。
即使大量武器裝備於全身，也不會影響到過程中需要伸展機體的毀滅模式，也不會阻礙肢體的活動，更能全面發揮機體被賦予的攻擊性能。而當武器的彈藥用完後，這些武器都可隨時卸除，從而減少不必要的重量。
然後在保衛「擬・阿卡馬」時被「YAMS-132羅森・祖魯」的腦波遮斷裝置拘束而強制退回成獨角獸模式，因瑪莉妲死亡而受衝擊的巴納吉爆發出無法用數字量度的腦波，令獨角獸鋼彈進入全身泛綠光的NT-D模式。
此時的獨角獸鋼彈可輕易奪取感應兵器的控制權、對具有NT能力的駕駛員造成精神衝擊，另外NT-D系統中搭載精神感應思想操縱系統從而讓沒有推進器的盾牌自行移動、防禦及攻擊等不可思議的能力。
故事最後和報喪女妖合作，開啟了最終的感應力場，與獨角獸鋼彈高度連動，通過精神感應框架，融合力場之海中眾多的意識，使本身變成本機獨一無二的究極存在，展開三面強力精神力場完全抵禦殖民衛星炮「格里普斯II」的全力砲擊，並將來襲的MS隊伍全數癱瘓後(在後作機動戰士NT中解釋，MS部隊癱瘓的真相是機體引擎被時間倒退至組裝之前，換言之完全覺醒的巴納吉之新人類力量加上獨角獸具有操控時間之力量），在「利迪·馬瑟納斯」駕駛的報喪女妖的跟隨下，前往未知的宇宙。
最後，在眾人的呼喚下，巴納吉的自我意識重新回歸，駕駛著獨角獸鋼彈返回「類·阿含」。
- 機體編號：RX-0
- 所屬方：隆德·貝爾
- 駕駛員：巴納吉·林克斯
- 機體高度：19.7公尺（獨角模式）、21.7公尺（毀滅模式）
- 機體重量：45噸（本體）、76.9噸（全備）
- 武裝：
- 60mm火神炮×2

聯邦軍不可或缺的裝備之一，可發射機關槍彈。
- 光束麥林步槍

獨角獸鋼彈的專用步槍，內置能量壓縮器，可以發射出具有與大型粒子炮一樣威力的光束，使用方面與普通光束步槍無異，不同之處在於麥林槍使用E-pac再充填系統，每一發粒子砲彈需要一個E-pac彈夾（電池），獨角獸可以在腰間帶十個E-pac彈夾。
- 光束軍刀×4

獨角獸鋼彈的近身戰裝備，其中兩把置於前臂，繼承了新安州的設計理念，手臂中的光束劍直接在連接在前臂的情況下使用；而進入毀滅模式後，背包中會出現另外兩把光束劍。
- 超絕火箭砲×2

地球聯邦的標準配置武器，不過其長度會隨著獨角獸的形態變化而改變。
全裝獨角獸裝備了兩個火箭筒，每個附加6顆手雷，一個榴彈發射器和三重導彈發射器。
- 光束格林機槍×6

格林式光束武器，擁有相當高的射速。
原本是新吉翁的武器，由於獨角獸是阿納海姆所生產的標準型機體，所以可以使用阿納海姆的一切常規武器。
- 超絕光束戟×2

獨角獸鋼彈的近身戰裝備，利用光束效果可將敵機砍成兩半。
- 盾牌×3

獨角獸鋼彈專用盾牌，內置I-力場產生器，可以在兩種形態下使用，在破壞模式時會進一步展開。
在全裝甲的情況下，獨角獸共配備三面盾牌，從而提供了接近360度的I-立場保護。
介於精神骨架的特性，獨角獸可以讓新人類直接操控沒有任何推進器的盾牌，使其成為浮游盾。
獨角獸鋼彈2號機報喪女妖（Unicorn Gundam 02 Banshee）
「畢斯特財團」為了完成「UC計劃」原本目的而製造的狩獵機體，在地球的「奧古斯塔基地」進行重力下運用實驗。
其設計目的和1號機最初的「扼殺強化人」的目的相同，因此，與1號機同樣搭載有NT-D系統，發動時精神感應骨架也呈現不同於1號機的金色光芒。「獨角獸模式」的面部及與一號機造型不同的「角」則是塗裝成金色。
較1號機有更高的空間機動性，本體為與1號機截然相反的黑色塗裝，有如雄獅的金色鬃毛一般，與純白的「獨角獸」一起暗喻那幅《我唯一的願望》中在老婦人身邊的獅子和獨角獸。
小說版中的「報喪女妖」除了配色以及「角」的設計外，外型及武裝（除沒有光束格林機槍外）跟「巴納吉·林克斯」駕駛的1號機完全相同；而OVA動畫中的「報喪女妖」與1號機的外觀分別除了小說中既有的部分外，還修改了胸領裝甲為金色及帶齒狀造型。武裝方面，與側重火力的1號機不同，武器以格鬥戰為主。
在東京的特別映像中，在12月3日AE公社的指揮下與聯邦軍獨自裝組的3號機鳳凰進行合同實驗作出評價，與「袖章軍團」的「AMX-107R龍飛改良型」交戰時報喪女妖與鳳凰的精神感應骨架產生共鳴而暴走，鳳凰與報喪女妖互相戰鬥時報喪女妖胸部裝甲嚴重損壞才改修為OVA版本的胸部裝甲。
原本交由「普露12」的「瑪莉妲·庫魯斯」駕駛，在「巴納吉·林克斯」與「斯貝洛亞·辛尼曼」的雙重呼喚下，記憶恢復，而被2號機強制排除，2號機被「聯邦軍」回收。隨之便被改造，改由「利迪·馬瑟納斯」少尉駕駛。
- 機體編號：RX-0
- 所屬方：畢斯特財團
- 駕駛員：瑪莉妲·庫魯斯（小說與動畵）、利迪·馬瑟納斯（小說）
- 機體高度：19.7公尺（獨角模式）、21.7公尺（毀滅模式）
- 機體重量：24噸（本體/動畵）、46.7噸（全備/動畵）、23.7噸（本體/小說）、42.7噸（全備/小說）
- 武裝：
- 60mm火神炮×2

聯邦軍不可或缺的裝備之一，可發射機關槍彈。
- 光束麥林步槍（小說）

獨角獸鋼彈的專用步槍，內置能量壓縮器，可以發射出具有與大型粒子炮一樣威力的光束，使用方面與普通光束步槍無異，不同之處在於麥林槍使用E-pac再充填系統，每一發粒子砲彈需要一個E-pac彈夾（電池），獨角獸可以在腰間帶十個E-pac彈夾。
- 光束軍刀×4

獨角獸鋼彈的近身戰裝備，其中兩把置於前臂，繼承了新安州的設計理念，手臂中的光束劍直接在連接在前臂的情況下使用；而進入毀滅模式後，背包中會出現另外兩把光束劍。
- 盾牌（小說）

獨角獸高達專用盾牌，內置I-力場產生器，可以在兩種形態下使用，在破壞模式時會進一步展開。
- 武裝戰甲Beam-Smartgun （BS）（Armed Armor Beam-Smartgun （BS），アームドアーマーBS）

報喪女妖高出力的光束射擊武器，裝在右手上，毀滅模式下可向前方180°展開。
彈道軌跡具有彎曲的特性。
- 武裝戰甲Vibro-Nail （VN）（Armed Armor Vibro-Nail （VN），アームドアーマーVN）

報喪女妖的近戰武器，外層施加了反光束塗層，可以作為盾牌使用，原本設置在右手，後設置在左手上。
獨角獸模式下呈拳套形態覆蓋於前腕部，作為打擊兵器使用；而在毀滅模式時則可變為利爪形態，能利用超振動造成破壞。
- 名稱由來：

報喪女妖一名的典故來自於愛爾蘭神話和中的一類女性精靈，通常被認為是死亡的象徵和凱爾特異世界的信使。
班西的最早形式是關於一個在重要人物的逝去之時號哭的精靈女子，傳說班西只為一些特定的愛爾蘭家族出現，但具體是哪些家族則沒有確定的版本。班西的故事在蘇格蘭高地也十分常見。
班西通常被一個將受暴力而死（例如謀殺）的人所看見。雖然班西並不總是可見，但她的哭聲卻能被聽到——通常是在某人將死時的夜間，往往在樹林附近。
班西能以多種形態的偽裝出現。大多數時候她以一個醜陋嚇人的巫婆形象出現，但她也可以以一個美艷驚人的女子的形象，以任何年齡的形態出現。在部分神話中，被誤認為「班西」的形象會在後來的故事中被指出原來是愛爾蘭的戰爭女神——「摩莉甘」。
班西也可能以其他多種形態出現，包括灰鴉，白鼬，野兔和黃鼠狼等愛爾蘭神話中與巫術有密切聯繫的動物。
獨角獸鋼彈2號機報喪女妖·命運女神（Unicorn Gundam 02 Banshee Norn）
本體的整體性能強化規格，現已達到了作為兵器的真正完成境界，由「利迪·馬瑟納斯」擔任駕駛員，被配屬到新造戰艦——「雷比爾將軍」號上。
於動畫第六集出發，動畫第七集與「巴納吉·林克斯」的「RX-0全武裝獨角獸鋼彈」交戰，雙方都同一時間啟動NT-D系統，在全武裝獨角獸前去護衛「新·亞加瑪」時於「瑪莉妲·庫魯斯」的「NZ-666剎帝利修復型」交戰，由於過渡開啟NT-D導致機師利迪精神紊亂，最後向剎帝利撃發光束麥林，直撃剎帝利駕駛艙，導致瑪莉妲死亡，之後後悔莫及，被瑪莉妲的心靈感應化解了心中的陰影，重新與巴納吉一起戰鬥。
故事最後和全裝甲型獨角獸合作，展開三面強力精神力場完全抵禦殖民衛星炮格里普斯2的全力砲擊。
- 機體編號：RX-0[N]
- 所屬方：畢斯特財團
- 駕駛員：利迪·馬瑟納斯
- 機體高度：19.7公尺（獨角模式）、21.7公尺（毀滅模式）
- 機體重量：27.3噸（本體）、48.8噸（全備）
- 武裝：
- 60mm火神炮×2

聯邦軍不可或缺的裝備之一，可發射機關槍彈。
- 光束麥林步槍

獨角獸鋼彈的專用步槍，內置能量壓縮器，可以發射出具有與大型粒子炮一樣威力的光束，使用方面與普通光束步槍無異，不同之處在於麥林槍使用E-pac再充填系統，每一發粒子砲彈需要一個E-pac彈夾（電池），獨角獸可以在腰間帶十個E-pac彈夾。
槍頭下方裝有轉輪炮，此外還附有光束軍刀的效果。
- 光束軍刀×4

獨角獸鋼彈的近身戰裝備，其中兩把置於前臂，繼承了新安州的設計理念，手臂中的光束劍直接在連接在前臂的情況下使用；而進入毀滅模式後，背包中會出現另外兩把光束劍。
- 盾牌

獨角獸高達專用盾牌，內置I-力場產生器，可以在兩種形態下使用，在破壞模式時會進一步展開。
- 武裝裝甲Defense-Extension （DE）（Armed Armor Defense-Extension （DE），アームドアーマーDE）

獨角獸鋼彈專用盾牌組件，是集攻擊、防禦和機動為一體的複合兵裝。
除了作為盾牌的機能，也可以使用配置的光束炮。
無論在武裝戰甲XC的收納或展開的形態下，也可以收在背包上，以便進一步提高感應效果。
- 武裝戰甲Xeno-Connect （XC）（Armed Armor Xeno-Connect （XC），アームドアーマーXC）

報喪女妖為了提升與搭乘者親和性而裝備的背包裝備，其大量的精神感應資材通過與本體精神感應骨架的共振緩解了機體對於機師精神感應能力的高需求。
毀滅模式下可大幅展開，會變成獅子鬃毛般的形狀，讓報喪女妖完全覺醒，成為猛獸。
- 名稱由來：

諾恩三女神一名的典故來自於是北歐神話中，智慧巨人密米爾的三個女兒，另一說是巨人諾爾維（時間）的女兒。
其中大女兒烏爾德司掌「過去」，二女兒薇兒丹蒂司掌「現在」，小女兒詩寇蒂司掌「未來」。
她們三姊妹不僅掌握了人類的命運，甚至也能預告諸神、巨人以及侏儒的命運，她們的出現被視為諸神黃金時代的結束。同時她們也是司掌法律的女神。
在《新埃達》中，烏爾德被稱作「高貴之人」，薇兒丹蒂被稱作「同樣高貴的人」，詩寇蒂被稱為「第三高貴的人」，同時也稱她們作「支配命運的姊妹」。
另外她們也被稱作「記述的女神」用木片雕刻如尼文字。她們的主要任務織造命運之網、以及從烏爾德之泉中汲水澆灌世界之樹。
她們的形象是：烏爾德是短髮、薇兒丹蒂是長髮、詩寇蒂則綁著髮辮。在古老的圖畫中，手持天秤的諾倫三女神，是公平與正義的化身。
獨角獸鋼彈3號機 鳳凰（Unicorn Gundam 03 Phenex）
塗裝為金色的機體，頭上的「角」製作成烏冠狀，前額部分亦設計成喙狀，背部以增設機械臀架裝備兩個武裝戰甲DE。在NT-D系統發動時，精神感應骨架會發出藍色光芒。
本機並未出現在小說以及OVA1～7中，僅在Gundam Front Tokyo內影像設施DOME-G 2013年8月3日起播放特別影片中登場過。出現的時間軸位置在本篇之前。
在機設發表時有「宇宙世紀0095年，漂浮著無數隕石的暗礁宇域，新吉恩殘黨軍——「袖章軍團」的艦隊，正在進行新型MS的性能試驗。得知該情報的兩艘艦船向著該暗礁宇域航行。其中一艘是地球聯邦軍的戰艦，另一艘是AE社的試驗船。在聯邦軍的戰艦內部，新近建造的獨角獸高達3號機，正在等待著出擊… …」的描述。
與1號機和2號機為同型機，但由地球聯邦軍負責製造，對OS進行了修改，使其必須經由外部輸送指令發動NT-D系統，駕駛倉亦增設了抑制駕駛員腦波的拘束具，防止擅自發動NT-D系統。宇宙世紀0095年與2號機一同進行以新吉恩殘黨軍「袖章軍團」的艦隊及其包括新型MS：「AMX-107R龍飛改良型」在內的MS部隊為對手的對抗測試。
測試進行至後段時，被指令發動NT-D系統，與在較早前已發動NT-D系統的2號機及龍飛改良型的精神感應框架產生共鳴並失控，損毀了2號機胸部裝甲（導致其當時的強化人駕駛員死亡）及破壞作為本機母艦的地球聯邦軍戰艦的艦橋後，失控性加速脫離測試宙域，下落不明。從機體最後發出的訊號中確認到當時駕駛本機的強化人駕駛員死亡。
在公式外傳《最後的太陽》裡有出現，還與「喬里昂·德伊的「RIX-001鋼彈G-優先」交戰。
- 機體編號：RX-0
- 所屬方：地球聯邦軍
- 駕駛員：莉塔·貝爾納→約拿·巴斯特
- 機體高度：19.7公尺（獨角模式）、21.7公尺（毀滅模式）
- 機體重量：23.8噸
- 武裝：
- 60mm火神炮×2

聯邦軍不可或缺的裝備之一，可發射機關槍彈。
- 光束麥林步槍

獨角獸鋼彈的專用步槍，內置能量壓縮器，可以發射出具有與大型粒子炮一樣威力的光束，使用方面與普通光束步槍無異，不同之處在於麥林槍使用E-pac再充填系統，每一發粒子砲彈需要一個E-pac彈夾（電池），獨角獸可以在腰間帶十個E-pac彈夾。
- 光束軍刀×4

獨角獸鋼彈的近身戰裝備，其中兩把置於前臂，繼承了新安州的設計理念，手臂中的光束劍直接在連接在前臂的情況下使用；而進入毀滅模式後，背包中會出現另外兩把光束劍。
- 盾牌

獨角獸鋼彈專用盾牌，內置I-力場產生器，可以在兩種形態下使用，在破壞模式時會進一步展開。
- 武裝戰甲Defense-Extension （DE）（Armed Armor Defense-Extension （DE），アームドアーマーDE）×2

獨角獸高達專用盾牌組件，是集攻擊、防禦和機動為一體的複合兵裝。
除了作為盾牌的機能，也可以使用配置的光束炮。
- 名稱由來：

「藝魔／菲尼克斯／邪凰（Phenex）」一名的典故來自於「所羅門之鑰：所羅門七十二柱魔神」之中，所屬順位第三十七的惡魔菲尼克斯。
位階為侯爵，統帥20個師團。在惡魔學裡，就像納貝流士一樣，是異族神話被漸漸轉化成惡魔的。
形象近似於阿拉伯神話中的鳳凰（Phoenix），差異在於鳳凰被塑造為神聖的不死鳥；邪凰（Phenex）則為神話轉化而來的惡魔。其外貌常被敘述成身軀燃燒如火的禽鳥、或是美麗的小型鳥。聲音部分據說是天籟，有如小孩子般。可以變化為人形，但聲音會變的不堪入耳的沙啞。
在地獄，他是一個了不起的候爵（被賦予「不死侯」的稱號），有二十支惡魔軍隊服從他的命令。他教導所有美妙的科學，是一位優秀詩人，非常服從使用魔法者的要求。
菲尼克斯希望在1200年以後返回到天堂，但他所希望的結果是一場騙局。與馬可西亞一樣，在等待1200年後的第七王座的君王輪迴，以重返天界，出身是座天使。
天性善良溫和，能力是使人在文藝或詩詞上可以擁有才華，因此又被稱之為「華藝者之魔」。

## 地球聯邦軍

### RGM-79系列機動戰士
一般來說，是以「一年戰爭」時為「地球聯邦軍」立下了個龐大的戰績的名機——「RX-78系列機體MS」為藍本，大量生產的機種。運用度廣泛，适用性很高，被配備於地球聯邦任何一個部門，專門清除「吉翁殘黨軍」。一般的編號都是以RGM為主。
吉姆II（GM II）
「一年戰爭」時開發的「RGM-79吉姆」的微調版本，為「格林普斯戰役」期間，「地球聯邦」、「提坦斯」、「奧古」與「卡拉巴」所屬的泛用量產型MS。
按如今的標準看來，機體性能早已過時。雖然戰力微弱，但聯邦軍仍有一些設施在使用。
格林普斯戰役結束後，現有的胸部配色為紅色，而在沙漠就被換成靛色。
- 機體編號：RMS-179（地球聯邦、提坦斯）、RGM-79R（奧古、卡拉巴）
- 所屬方：地球聯邦軍
- 駕駛員：地球聯邦士兵
- 機體高度：18.1公尺（頭頂高）、19.1公尺（全高）
- 機體重量：40.5噸（本體）、58.7噸（全備）
- 武裝：
- 60mm火神炮×2

聯邦軍不可或缺的裝備之一，可發射機關槍彈。
- 光束軍刀

聯邦軍不可或缺的近身戰裝備，利用光束效果可將敵機砍成兩半。
- BOWA·BR-S-85-C2 光束步槍

聯邦軍不可或缺的裝備之一，其火力可對一般敵機的普通裝甲構成威脅。
- RGM*S-Sh-WF/S-00109 盾牌

聯邦軍不可或缺的防禦裝備，可抵擋敵機所發射的火力。
- 火箭筒

聯邦軍不可或缺的遠距離射程裝備，其火力可直接將敵機炸毀。
- 魚叉槍

聯邦軍為水陸用MS所設的射程裝備，可發射魚叉，能與水中型吉姆互相使用。
半突擊型吉姆II（GM II Semi Striker）
將「聯邦軍」布署於在地球上的要塞——「特林頓基地」的「RMS-179吉姆II」追加兩肩和左前臂增添了額外裝甲，並配備了近距離戰鬥時可使用的雙光束長矛所成的特裝機。
由於充其量只是重新利用了既有機體備用零件的當地修改機，因此並未更動其機型編號，僅稱此形態為「半突擊型」。
本機只在動畫版及漫畫《Bande Dessinee》登場
- 機體編號：RMS-179
- 所屬方：地球聯邦軍
- 駕駛員：地球聯邦士兵
- 機體高度：18.1公尺
- 機體重量：43.5噸（本體）、57.5噸（全備）
- 武裝：
- 60mm火神炮×2

聯邦軍不可或缺的裝備之一，可發射機關槍彈。
- 光束軍刀

聯邦軍不可或缺的近身戰裝備，利用光束效果可將敵機砍成兩半。
- 手甲

聯邦軍為該機體的左腕上所追加的簡易型防禦裝備，雖無法和普通盾牌一樣對全身進行防禦，但也可簡單地擋著敵機的匕首的突刺。
- 雙光束長矛

半突擊型吉姆II所裝備的近身戰裝備，利用長矛的原理，再加上光束效果，可直接將敵機砍成兩半。
吉姆III（GM III）
原是「卡拉巴」和「奧古」聯合開發的量產型MS。以「RMS-179吉姆II」為基礎，在設計上導入了「RX-178鋼彈MK-II」的驅動系統。武裝方面則為「RX-78系列MS」的簡略化裝備。
其肩部和腰部均可配備飛彈部件，也可作為支援用MS。雖然在「第一次新吉翁抗爭」時期時一直都是「聯邦軍」的戰略據點的主力裝備，但因整體性能低下，如今逐漸被後繼機體——「RGM-89傑剛」所取代。地面和宇宙軍均大量使用。
一般配色（胸部）為深青色，而在沙漠則是深棕色，其臉部攝影機也被改成深紅色。
- 機體編號：RGM-86R
- 所屬方：地球聯邦軍
- 駕駛員：地球聯邦士兵
- 機體高度：18.0公尺（頭頂高）、18.6公尺（全高）
- 機體重量：38.6噸（本體）、56.2噸（全備）
- 武裝：

- 60mm火神炮×2

聯邦軍不可或缺的裝備之一，可發射機關槍彈。
- 光束軍刀×2

聯邦軍不可或缺的近身戰裝備，利用光束效果可將敵機砍成兩半。
- 光束戟

原是「RX-78-2鋼彈」的近距離裝備，其光束效果可直接將敵機的裝甲擊毀。
- 专用光束步槍

以吉姆II的BOWA·BR-S-85-C2 光束步槍為藍本研發而成，由可再填充的E-CAP提供能量，其火力可對一般敵機的普通裝甲構成威脅。
- 盾牌

聯邦軍不可或缺的防禦裝備，可抵擋敵機所發射的火力。
- 4連裝中型導彈發射莢艙×2

吉姆III在雙肩上所安裝的額外裝置，總計4枚。
每個導彈裝有追踪攝像機，其攝像機可根據銀幕上的顯示，往敵人攻擊。
- 2連裝大型導彈發射莢艙×2

吉姆III在腰部上所安裝的額外裝置，總計2枚。其火力可直接將敵機擊毀。
尼姆（Nemo）
「格林普斯戰役」中，「奧古」所使用的量產型MS。戰後被編入「聯邦地面軍」和各軍事設施中。
儘管戰力強過同樣是作為地面軍使用的「RMS-179吉姆II」，但即使是現在，無疑其性能還是相對低下，然而在資深駕駛員的高超操作技術下，就能彌補這方面的缺憾。
- 機體編號：MSA-003
- 所屬方：地球聯邦軍
- 駕駛員：地球聯邦士兵
- 機體高度：18.5公尺（頭頂高）、19.5公尺（全高）
- 機體重量：36.2噸（本體）、55.6噸（全備）
- 武裝：
- 60mm火神炮×2

聯邦軍不可或缺的裝備之一，可發射機關槍彈。
- 光束軍刀×2

聯邦軍不可或缺的近身戰裝備，利用光束效果可將敵機砍成兩半。
- 170mm加農炮

尼姆為了應付在沙漠上的敵機的突襲，而裝備的遠程射程裝備。以「RX-79[G]陸戰型鋼彈」的YHI YF-RC180加農炮為藍本研發而成。
- 光束步槍

聯邦軍不可或缺的裝備之一，其火力可對一般敵機的普通裝甲構成威脅。
- HFW-GR·MR82-90mm吉姆步枪

原是「RGM-78N 吉姆特装型」的射擊裝備。
- 盾牌

聯邦軍不可或缺的防禦裝備，可抵擋敵機所發射的火力。
尼姆III（Nemo III）
為「阿納海姆」開發的「MSA-003尼姆」的發展型後繼機體，採用了「MSA-004 雷姆Ⅱ」的武裝，並對機體進行了全面的強化，使本機的火力、防禦力及運動性等綜合性能要高於尼姆。
於動畫第四集剛出場沒多久便被擊破。
本機只在動畫版及漫畫《Bande Dessinee》登場
- 機體編號：MSA-003
- 所屬方：地球聯邦軍
- 駕駛員：地球聯邦士兵
- 機體高度：18.5公尺（頭頂高）、21.4公尺（全高）
- 機體重量：35.4噸（本體）、56.1噸（全備）
- 武裝：
- 60mm火神炮×2

聯邦軍不可或缺的裝備之一，可發射機關槍彈。
- 光束步槍

聯邦軍不可或缺的裝備之一，其火力可對一般敵機的普通裝甲構成威脅。
- 光束軍刀

聯邦軍不可或缺的近身戰裝備，利用光束效果可將敵機砍成兩半。
- 光束加農

尼姆III所裝備的遠距離射程裝備，安裝在左肩上，可以執行中距離支援任務。
水中型吉姆（Aqua GM）
「地球聯邦軍」的量產型水中型MS，以「一年戰爭」時所用的「RGM-79吉姆」作為基礎而開發而成，但由於時間上太倉促，機體的機密性和耐壓性都不是很好。
在開發本機的同時，地球上的「吉翁軍」已處於明顯的潰敗狀態，所以本機在一年戰爭中只生產了少數。
雖然已經是過時機體，但由於水陸兩用機的重要性減低，因此沒有開發後繼機，所以聯邦為了應對「吉翁殘黨軍」MS的水中襲擊，而再次將本機量產，再繼續服役。
- 機體編號：RAG-79
- 所屬方：地球聯邦軍
- 駕駛員：地球聯邦士兵
- 機體高度：18公尺
- 機體重量：49.5噸（本體）、64.3噸（全備）
- 武裝：
- 手錨×2

水中型吉姆所裝備的爪狀裝備，不僅可以射出去，還可將敵機夾得牢固。
- 魚叉槍

聯邦軍為水陸用MS所設的射程裝備，可發射魚叉，能與吉姆II互相使用。
- 4連裝魚雷莢艙×2

水中型吉姆所裝備的額外裝備，其火力可直接將敵機擊毀。
- 光束刃×4

水中型吉姆所裝備的近身戰裝備，利用光束效果可將敵機刺倒。
- 10連裝導彈發射莢艙

水中型吉姆所裝備的額外裝備，其火力可直接將敵機擊毀。

### RGM-89系列機動戰士
簡單來說，就是在「夏亞之亂」期間的「RGM-89傑剛」的後續機種，其編號同様以RGM為主。在U.C.90年代一直是「聯邦軍」的主力機，運用性很高，代替了過去的「RGM-79系列機動戰士」。目前一共有5款機種，即D型、強襲型、偵察型、A2型、特務型和傑斯塔。
傑剛D型（Jegan D Type）
為「地球聯邦軍」自U.C.0090初期起便採用的主力量產機。這款傑作機可說是融合了地球聯邦軍的「吉姆系列MS」製造概念，以及「阿納海姆電子企業」所擅長的MS研發技術所成。
由於其可靠性極高，加上地球聯邦政府在「夏亞之亂」結束後傾向縮減軍備，因此這款機體在往後數年經由反覆進行小幅度改裝，繼續穩坐主力MS的寶座。
其傳感器探測範圍由14200公尺提升至16800公尺，總推力也由48.700噸升至61.4噸。成功改造完成後，傑剛D型由此往後的30餘年間一直在聯邦軍中服役，可以說是傑剛系MS中成員最為廣大的一支，顯示了其優秀的生產性、維護性和戰鬥性能。
此外，在夏延基地也配備了該機體，也換成了淺紫色。
- 機體編號：RGM-89D
- 所屬方：地球聯邦軍、隆德·貝爾
- 駕駛員：地球聯邦士兵
- 機體高度：19公尺（頭頂高）、20.4公尺（全高）
- 機體重量：21.3噸（本體）、47.3噸（全備）
- 武裝：
- 60mm火神炮×2

聯邦軍不可或缺的裝備之一，可發射機關槍彈。
- 光束步槍

聯邦軍不可或缺的裝備之一，其火力可對一般敵機的普通裝甲構成威脅。
- BR-87A專用光束步槍

夏延基地所屬機體的裝備，同瑪拉塞同型。
- 光束軍刀

聯邦軍不可或缺的近身戰裝備，利用光束效果可將敵機砍成兩半。
- 盾牌

聯邦軍不可或缺的防禦裝備，可抵擋敵機所發射的火力。
- 雙管小型導彈發射器×2

傑剛D型的護盾裡的額外裝備。
- 火箭筒

聯邦軍不可或缺的裝備之一，其實彈威力可將敵艦擊毀。
ジェガンD型（先行配備機）（Jegan D Type  (Initial Deployment Type)）
「RGM-89D 傑剛D型」的先行配備機，只是機身塗裝以「RGM-79 吉姆」系列的紅白色。
本機配備於克蘭普級巡洋艦《雲海》和《拉·德魯斯》，負責護送貨物（新安洲·原石）之用。
其後被「帶袖的」襲擊並交戰，最後被弗爾·伏朗托駕駛的新安洲·原石全部擊破。
本機只在追補小說《戰後的戰爭》及漫畫《Bande Dessinee Episode:0》登場。
偵查型傑剛（EWAC Jegan）
屬於「RGM-89D傑鋼D型」的換裝衍生機種，是地球聯邦以傑剛D型為基礎而開發的早期預警型MS。
基於其任務特性，僅配備最低限度的武裝，但經過強化的感測器能力彌補了裝備差異。機體採用了新銳量產機「RGZ-95里歇爾」的頭部探測器，以提高機體的探測能力，同時使用大功率有源相控陣列雷達APAR（Active Phased Array Radar），通過利用加裝於雙臂的新型可拆式攝像機及高性能米諾夫斯基粒子探測器，配合由超級計算機、複合式存儲晶片、激光通訊系統組成的戰術情報分配模塊以及將電子防護、電子作戰支援及敵我識別等於一身的電子作戰應用模塊組成的電子信息背包進行超視距的早期預警，並且將處理的信息傳送回作戰指揮中心，提高作戰規劃能力，堪稱是大部隊的「眼睛」。
曾有一台該型機配備在「擬·阿卡瑪」上，負責收集位於「工業七號」與擬·阿卡瑪號之間的「帶袖的」的訊息。
本機只在動畫版及漫畫《Bande Dessinee》登場
- 機體編號：RGM-89DEW
- 所屬方：地球聯邦軍、隆德·貝爾
- 駕駛員：地球聯邦士兵
- 機體高度：19.5公尺
- 機體重量：24.4噸
- 武裝：
- 光束步槍

聯邦軍不可或缺的裝備之一，其火力可對一般敵機的普通裝甲構成威脅。
- 光束軍刀

聯邦軍不可或缺的近身戰裝備，利用光束效果可將敵機砍成兩半。
- 三槽式手榴彈架

傑鋼系機體不可或缺的裝備之一，其實彈威力可將敵艦擊毀。
- 警戒系統

偵查型傑剛的偵查裝備，有其頭部與左前臂部位的感測器組件以及位於右前臂部位的攝影機組件。
武裝強化積根原型機（Prototype Stark Jegan）
傑鋼的「強襲戰樣式」，其設計初衷是為了特化長距離支援用，以及以在各種狀況下都能進行對艦攻擊為目的進行了基本設計。在開發當時，以正積極推進機種轉換的主力MS——「RGM-89傑剛」的初期型為基礎，進行了忽視了量產性的大幅度修改，並少數生產的運用試驗機。
在縮減軍備趨勢下，雖然第一線人員提出了各種要求，不過與其研發新型MS，最後還是採取變更此機體的規格來對應各種情況作為基本方針。這款被稱為武裝強化型傑鋼的特務規格機，正是在此情勢下誕生的衍生機型。
該機最大的特點就是基於異型全天週監視器的複座式樣，左側座席為操縱席，右側則為火器控制席，通過雙人操作，大幅提高了長射程攻擊精度。除了遠射程攻擊能力，該機在裝甲、機動性上也都有了十足的強化。
在防禦性能上，機體部分採用了高達尼姆合金作為裝甲，同時通過追加裝甲和大幅修改在內的各部裝甲來提高機體的耐彈性。在機動性和推進力方面則通過增加背部推進單元來達到高推力比數值。
在武裝方面，為了能夠達到對艦攻擊的設計目的，配備了對應各種射程的攜行火器，在肩部三連裝導彈莢艙兩端，甚至可裝備核彈頭。
更難得的是，雖然該機是以核兵器的運用為前提而設計的機體，但並沒有破壞了機體的高度泛用性，也正是在其基礎上，才使得「RGM-89S全裝型傑剛」的設計開發得以完成。U.C.0096年，曾有該型機作為補充戰力配備於「擬·阿卡瑪」號，參與了對小行星——「帛琉」的攻略戰。
本機只在動畫版及漫畫《Bande Dessinee》登場
- 機體編號：RGM-89S
- 所屬方：地球聯邦軍、隆德·貝爾
- 駕駛員：地球聯邦士兵
- 機體高度：19.2公尺
- 機體重量：29.1噸（本體）、69.8噸（全備）
- 武裝：
- 60mm火神炮×2

聯邦軍不可或缺的裝備之一，可發射機關槍彈。
- 光束步槍

聯邦軍不可或缺的裝備之一，其火力可對一般敵機的普通裝甲構成威脅。
- 光束軍刀

聯邦軍不可或缺的近身戰裝備，利用光束效果可將敵機砍成兩半。
- 盾牌

聯邦軍不可或缺的防禦裝備，可抵擋敵機所發射的火力。
- 雙管式小型導彈發射器×2

傑剛的護盾裡的額外裝備。
- 超级火箭筒

聯邦軍不可或缺的裝備之一，其實彈威力可將敵艦擊毀。
- 大型抗艦導彈×4

強襲型傑剛原型機額外裝備，其火力非常強大，其爆炸半徑也很大，可以輕鬆擊毀敵艦。
武裝強化積根（Stark Jegan）
設計的初衷是專門針對傑剛中距離火力貧弱、反艦能力並不突出的情況，進行以增加戰鬥模塊的形式的火力支援用的MS。
在防禦上，該機根據多年的全裝甲設計經驗，放棄了簡單的全裝甲設計，而採取局部重點防禦的設計理念，在裝甲中加入了25%的高達尼姆合金，在機體的駕駛艙、肩部、手臂、腿部都安裝了局部裝甲，並採取抗光束塗裝。同時，全身的裝甲可以根據需要、或者在局部破壞後直接破棄，以較為輕便的形態應對高機動戰的需要。
在武裝上，該機左右肩部裝甲上方各搭載導彈發射架一部，共6發反艦級導彈（彈藥可根據作戰需要而更換），手持的大型火箭炮同樣可以根據不同需求發射各類彈藥。其他裝備則與傑剛大致相仿。
在機動力上，由於增加了裝甲使重量增加，因此在機體的背部安裝了獨立的推進單元，在腿部裝甲元件也都安裝了推進部件，使得綜合的推進力甚至可以在中長距離中追趕穿梭機與貨運飛船。
雖然全裝型傑剛的數量並不多，但如果戰鬥需要，只要對傑剛進行改良強化，就可以改裝為全裝甲傑剛，通常優先裝備給經驗豐富、且駕駛綜合技術的皇牌機師作為編隊的小隊長機使用。
- 機體編號：RGM-89S
- 所屬方：地球聯邦軍、隆德·貝爾
- 駕駛員：地球聯邦士兵
- 機體高度：19.2公尺
- 機體重量：28.5噸（本體）、61.8噸（全備）
- 武裝：
- 60mm火神炮×2

聯邦軍不可或缺的裝備之一，可發射機關槍彈。
- 光束步槍

聯邦軍不可或缺的裝備之一，其火力可對一般敵機的普通裝甲構成威脅。
- 光束軍刀

聯邦軍不可或缺的近身戰裝備，利用光束效果可將敵機砍成兩半。
- 超级火箭筒

聯邦軍不可或缺的裝備之一，其實彈威力可將敵艦擊毀。
- 三管式小型導彈發射器×2

強襲型傑剛在雙肩上的的額外裝備，其火力非常強大，其爆炸半徑也很大，可以輕鬆擊毀敵艦。
- 手榴彈架

傑鋼系機體不可或缺的裝備，可丟擲手榴彈。
- 海蛇鞭

原是「RX-139漢布拉比」的特殊裝備，是以部隊為單位向目標發動電擊攻擊時使用的武器，只在追補小說《狩獵鳳凰》中裝備。
- 狙击步枪

只在追補小說《狩獵鳳凰》中伊阿古·哈卡纳駕駛的機體裝備。
傑剛（ECOAS規格機）（Jegan (ECOAS Type)）
聯邦特殊部隊——「ECOAS」專門配屬的特種機體。其成本和整備困難度高出原型機不少。
在外表上與傑剛D型除了塗裝之外，並沒有太大的區別。塗裝採取的是類似另一款ECOAS經常使用的「D-50C洛特」一樣的土褐色，而事實上塗裝在成分材料上與普通塗料有非常巨大的不同。由於米諾夫斯基粒子在阻礙對方偵測的同時，也如是告訴對方正處於不安全的處境，所以在隱秘任務中，ECOAS部隊並不會主動散佈米諾夫斯基粒子，大部分會在常規探測情況下進行。
在塗料上則採用了極其昂貴的即能夠吸收電磁波、紅外線等常規探測，又更為輕量堅韌的新型隱形材料。機體散熱佈局上也做了調整和隔熱強化，胸口增加了裝甲覆蓋，盡量減少在常規狀態下被發現的機率。在MS的頭部，使用了與普通傑剛不同的頭盔部件，遮罩傳感器後有更好的傳感效果和探測範圍。
雖然該機种只配備給ECOAS部隊使用，但如果「RGM-96X傑斯塔」正式量產的話，這種屬於「強襲型傑剛」和「傑剛D型」之間的改造機就會被取代。但事實上，由於大部分的傑斯塔實際投入給了隆德‧貝爾，ECOAS部隊只配備了「RGM-96X傑斯塔加農」這樣的少數幾機，所以大部分的ECOAS依然一直使用特務型傑剛來執行任務。
本機只在動畫版及漫畫《Bande Dessinee》登場
- 機體編號：RGM-89De
- 所屬方：ECOAS部隊
- 駕駛員：ECOAS部隊隊員、康洛依·哈金森
- 機體高度：19公尺
- 機體重量：22.8噸（本體）、49.5噸（全備）
- 武裝：
- 60mm火神炮×2

聯邦軍不可或缺的裝備之一，可發射機關槍彈。
- 光束步槍

聯邦軍不可或缺的裝備之一，其火力可對一般敵機的普通裝甲構成威脅。
- 光束軍刀

聯邦軍不可或缺的近身戰裝備，利用光束效果可將敵機砍成兩半。
- 火箭筒

聯邦軍不可或缺的裝備之一，其實彈威力可將敵艦擊毀。
- 短刀

康洛依·哈金駕駛的機體专用裝備，是一把實體刀。
其鋒利的刀頭可往敵機進行劇烈刺擊，沒有用時，可收納在左肩甲上。
- 手鎗

康洛依·哈金森駕駛的機體專用射擊裝備
- FHA-03M1型 超级MEGA粒子炮

原是「MSN-100 百式」的射擊裝備，康洛依·哈金森駕駛的機體擁有的裝備，其火力可直接將一般機體及戰艦擊毀。
- 盾牌

聯邦軍不可或缺的防禦裝備，可抵擋敵機所發射的火力。
擁有專用顏色（棕色）。
- 雙管式小型導彈發射器

傑剛的護盾裡的額外裝備。
- 手榴彈架

傑鋼系機體不可或缺的裝備，可丟擲手榴彈。在傑剛特務型眼裡，被俗稱為「火瓜子」。
傑剛A2型（Jegan A2 Type）
部署於「雷比爾將軍」號的傑鋼，這款以初期型為基礎進行過綜合性能提升的機型亦被稱為A2型，以推進機構為中心進行了大幅的強化改修（對比原型傑剛的背部，可以看A2型新增了更多推進器），讓A2型移動速度大大提升。
在防禦兵裝方面則是配備了專用大型護盾（內藏四連裝導彈發射器），令該機性能超越以往任何一款傑剛。
- 機體編號：RGM-89A2
- 所屬方：地球聯邦軍
- 駕駛員：地球聯邦士兵
- 機體高度：19公尺（頭頂高）、22.3公尺（全高）
- 機體重量：24.2噸（本體）、50.6噸（全備）
- 武裝：
- 60mm火神炮×2

聯邦軍不可或缺的裝備之一，可發射機關槍彈。
- 光束步槍

聯邦軍不可或缺的裝備之一，其火力可對一般敵機的普通裝甲構成威脅。
- 光束軍刀

聯邦軍不可或缺的近身戰裝備，利用光束效果可將敵機砍成兩半。
- 盾牌

聯邦軍不可或缺的防禦裝備，可抵擋敵機所發射的火力，但面積比一般的傑剛還要大。
- 四管式小型導彈發射器×2

傑剛D型的護盾裡的額外裝備。
- 手榴彈架

傑鋼系機體不可或缺的裝備，可丟擲手榴彈。
傑斯塔（Jesta）
這是在地球聯邦軍的UC計劃下，以「RX-0獨角獸鋼彈」為僚機的定位，由AE公司所開發的新型傑鋼系高階MS。
該機體作為毀滅模式有啟動時間限制的獨角獸鋼彈護衛機，以壓制敵方一般戰力，藉此創造讓獨角獸鋼彈與敵方新人類兵器直接對峙的「狀況」為主要任務。換句話說，這是聯邦軍為整頓「獵殺新人類」的舞台，因而期許能發揮清場功用的MS。
其頭部探測器沿用「RGM-89De傑剛（ECOAS式樣）」的式樣，經過改進後在探測能力上高於同期的傑剛系。裝甲為新型鈦合金/陶瓷複合裝甲和新型高達尼姆合金混合使用，並施加了能夠減少雷達散射截面的複合塗層，以提高機體的隱秘性。機體的推進力方面，為了使該型機能夠跟得上獨角獸高達的速度而更換了高出力型核融合爐及外部接口端。
武裝方面，主武器採用了兼具射速和射程的光束卡賓槍，其他武器方面，則能夠通用地球聯邦軍的其他常規武器，甚至可以使用「MSN-001A1德爾塔+」以及「獨角獸鋼彈」等MS所使用武器。同時為了加強整體地面作戰能力，設計團隊研發出專用氣墊式登陸艇作為地面作戰S.F.S.。
開發完成後，有12機被部署到「隆德·貝爾」進行測試評估，其中包括了配備於「拉·凱拉姆」上的精英——「隆德三連星」。
在小說版戲情，「瓦茨·斯特普尼」駕駛的機體，在最終決戰中被安傑洛．梭斐駕駛的「羅森．祖魯」擊毀。
- 機體編號：RGM-96X
- 所屬方：地球聯邦軍、隆德·貝爾
- 駕駛員：地球聯邦士兵、奈傑爾·蓋瑞特、達里爾·麥金尼斯、瓦茨·斯特普尼 （隆德三連星）
- 機體高度：19.3公尺
- 機體重量：24.8噸（本體）、57.2噸（全備）
- 武裝：
- 60mm火神炮×2

聯邦軍不可或缺的裝備之一，可發射機關槍彈。
- 专用光束步槍

傑斯塔的专用裝備之一，其火力可對一般敵機的普通裝甲構成威脅。
- 光束軍刀

聯邦軍不可或缺的近身戰裝備，利用光束效果可將敵機砍成兩半。
- 盾牌

聯邦軍不可或缺的防禦裝備，可抵擋敵機所發射的火力。
- 雙管式小型導彈發射器×2

傑剛的護盾裡的額外裝備。
- 手榴彈架

傑鋼系機體不可或缺的裝備，可丟擲手榴彈。
傑斯塔加農（Jesta Cannon）
此機體是以「RGM-96X傑斯塔」為基礎改修的強化了射擊模塊用以進行支援戰的MS。在傑斯塔開發之時，就考慮到今後可能會採取的特殊用途改造，因此機體裝甲上就設置了多個接口，以便進行模塊化的改造。
裝甲方面參考「RGM-89S全裝型傑剛」的局部重點防禦的設計理念，在受攻擊時能強制卸載受損裝甲，同時使用新型的輕量化複合塗層裝甲減輕負重，專用盾牌也從伸縮式背掛改為強化型抗光束塗層盾牌裝置於左臂上，以方便運動戰格擋。
作為支援型MS，其複雜的控制系統設計以及過於高昂的維護費讓聯邦軍望而卻步，僅僅生產少量幾台，同時雙供電系統可能導致融合爐不穩定以及機體反應時間可能無法跟上NT專用機速度，成為該機的致命缺陷，也最終令該機無望量產。
本機只在動畫版及漫畫《Bande Dessinee》登場
- 機體編號：RGM-96X
- 所屬方：地球聯邦軍、隆德·貝爾
- 駕駛員：瓦茨·斯特普尼
- 機體高度：19.3公尺
- 機體重量：39.7噸（本體）、75.5噸（全備）
- 武裝：
- 60mm火神炮×2

聯邦軍不可或缺的裝備之一，可發射機關槍彈。
- 专用光束步槍

傑斯塔的专用裝備之一，其火力可對一般敵機的普通裝甲構成威脅。
- 光束軍刀

聯邦軍不可或缺的近身戰裝備，利用光束效果可將敵機砍成兩半。
- 盾牌

聯邦軍不可或缺的防禦裝備，可抵擋敵機所發射的火力。
- 雙管式小型導彈發射器×2

傑剛的護盾裡的額外裝備。
- 三槽式手榴彈架×4

傑鋼系機體不可或缺的裝備，可丟擲手榴彈。
- 光束加農

傑斯塔加農在右肩上的射擊裝備，搭載採用小型電容與核融合爐相連的雙重供電系統。
- 試作型多功能發射器

傑斯塔加農在左肩上的射擊裝備，其射速高達450rds以上。
偵查型傑斯塔（EWAC Jesta）
隆德·貝爾隊為了清剿吉恩殘黨「袖章軍團」，而將以「RGM-89DEW 偵查型傑剛」的技術運用到「RGM-96X傑斯塔」上得到的新型特戰早期預警型MS。
該機的頭部傳感器採用高密度複合設計，機體探測性能較EWAC傑剛有所提升，並對大氣圈測試機體作出了大幅改進，刪減了原來空間作戰使用的輔助推進系統，改為適應陸地戰的輕量化防腐蝕、防塵、防輻射、防低濃度米粒干擾等裝置，同時機體使用了傳導性能良好的低視度吸波塗層，在陸地行動中發揮出較高的隱密性，還強化了腿部的避震系統，讓機體在各類地形擁有較出色的機動性。
機體沿用由超級計算機、複合式存儲晶片、激光通訊系統組成的戰術情報分配模塊以及將電子防護、電子作戰支援及敵我識別等於一身的電子作戰應用模塊組成的EWA（Electronic Warfare Associates）背包，而大功率有源相控陣列雷達APAR（Active Phased Array Radar）則回歸「MSA-007E偵查型耐羅」的風格，採用單個高性能APAR大範圍探測取代複數APAR的重疊式探測。
除了沿用EWAC傑剛可拆式攝像機及高性能米諾夫斯基粒子探測器分置在雙臂外，早期預警型耐羅的遙控飛行載具光學探測器機械人及探測能力強大的圓盤式複合傳感器等技術則被重新投入使用。有別於原來的線控航空載具光學探測器機械人，該機改用更先進的擁有人工智能的無人航空載具光學探測器機械人，除了提高探測效果外也減少機體被發現的風險。
武裝方面機體繼承EWAC傑剛的武器裝備系統，同時機體的E.W.A背包卸載系統改為局部性拆卸。在卸載後機體保留圓盤式複合傳感器及遙控飛行載具情況下，可使用「RGZ-95里歇爾」的MEGA光束發射器等大口徑光束武器進行遠距離支援狙擊。
- 機體編號：RGM-96X
- 所屬方：地球聯邦軍、隆德·貝爾
- 駕駛員：地球聯邦士兵
- 機體高度：19.5公尺
- 機體重量：24.4噸（本體）、60噸（全備）
- 武裝：
- 光束步槍

聯邦軍不可或缺的裝備之一，其火力可對一般敵機的普通裝甲構成威脅。
- 光束軍刀

聯邦軍不可或缺的近身戰裝備，利用光束效果可將敵機砍成兩半。
- 三槽式手榴彈架

傑鋼系機體不可或缺的裝備之一，其實彈威力可將敵艦擊毀。
- 警戒系統

偵查型傑剛的偵查裝備，有其頭部與左前臂部位的感測器組件以及位於右前臂部位的攝影機組件。
古斯塔夫·卡爾（Gustav Karl）
此機體是由RGM-89傑剛型派生出的地球聯邦軍的量產型MS，雖相當於RGM系列直系強化型MS，不過有別於包含在「UC計畫」中的傑斯塔，它是從其他路線進行研發的最新銳量產型通用MS。某個地球聯邦地面軍設施曾以運用試驗為名目，先行運用了此機體。
該機繼承了吉姆系列的設計思想，綜合性能比傑剛上了一個台階，平衡性十分優秀。指揮官用型則被稱為;多拉·卡爾（Dora Karl），其通訊天線和普通型的不同。
武裝方面也基本繼承了吉姆系列的特點，不過部分裝備則因設計考量而做出了獨特的設計改良。頭部火神炮的設計在先行配備機時為傳統的頭部左右兩側配備，而此後的製式配備機則改為了左側單砲塔設計，右臂握持光束步槍、光束劍等武器，左臂外側裝設了一具可發射手雷/榴彈的多用途擲彈投射器。防禦武器也並非常規的手持式盾牌，而是安裝在肩部，能夠防禦不同方向而來的攻擊。但由於被安裝在肩部的關係，反而對於軀幹部位的防護要較弱。
該機最早在0096年便被少量配備，主要部署在聯邦軍北美夏延防空司令部的警衛部隊。次年，確定進行實戰列裝，不過投產數量卻並不多，能夠得到該機的部隊也是屈指可數。
本機只在動畫版及漫畫《Bande Dessinee》登場
- 機體編號：FD-03
- 所屬方：地球聯邦軍
- 駕駛員：地球聯邦士兵
- 機體高度：22公尺
- 機體重量：29噸（本體）、60噸（全備）
- 武裝：
- 60mm火神炮×2

聯邦軍不可或缺的裝備之一，可發射機關槍彈。
- 光束步槍

聯邦軍不可或缺的裝備之一，其火力可對一般敵機的普通裝甲構成威脅。
- 光束軍刀

聯邦軍不可或缺的近身戰裝備，利用光束效果可將敵機砍成兩半。
- 折疊式護盾

古斯塔夫·卡爾防禦裝備，裝在左肩上。

### Zeta系列MS
作為在格林普斯戰役中名聲大嗓的「MSZ-006 Z鋼彈」，其正式的量產計劃已被作罷將近9年，在這9年內，阿納海姆電子企業根據許多的可變形MS如：「MSA-005梅塔斯」、「RGZ-91靈格斯」和「MSZ-008 ZII」（純屬已被凍結的方案）嘗試開發正式型的量產可變MS，終於開發了「RGZ-95里歇爾」。
而且目前里歇爾是第一款，也是唯一一款聯邦軍非鋼彈系的量產可變MS。
里歇爾（ReZEL）
這是以量產Z鋼彈為目標所研發的RGZ(重新設計型Z鋼彈)系列機體之一。其量產化基本上算是有了正面的成果，包含隊長機在內，一共分派了8架給「擬・阿卡馬」。以MSZ-006Z高達為開發素體、保證性能的情況下得以量產化為目的「RGZ（Refine Gundam Zeta）系列」的其中一機，其「ReZEL」之名是「Refine Zeta-Gundam Escort Leader」的首字母縮寫。
相對於同樣以量產化為目的姐妹機「RGZ-91 靈格斯」來說，該機在設計上並沒有使用BWS變形系統，而是繼續回到了單體可變機構這一點。藉以早期「Z計劃」中的「MSZ-008 ZⅡ」的開發經驗，變形機構退回到了「MSA-005 梅塔斯」的方式。同時，在開發起初就盡可能的以使用「RGM-89D 傑剛D型」的通用規格零件為其配件，因此與之前的幾種Z系列量產機相比，該機大幅減少了生產成本並獲得了良好的整備性。結果令該機成功成為了首台聯邦軍非鋼彈系的量產可變MS。
該機的MA形態效仿了Z高達的WR形態，並由新型OS進行輔助控制，可以在與MS形態時幾乎無異界面下進行操作，作為航宇飛行器也具有良好的性能，也符合讓裡歇爾作為傑剛D型等MS的SFS來使用的設計要求。此外，該機的武裝基本沿襲了Z鋼彈。
這种「具有高度性價比的量產可變式MS」自從「MSZ-006 Z鋼彈」誕生以來就一直是技術人員夢寐以求的目標，但也正是這個夢想，屢屢成為技術人員那道無法跨越的檻。而里歇爾活用Z系列MS與量產MS所積累的經驗和技術，終於突破了作為可變量產型MS的成本與技術性價比的瓶頸，讓無數技術人員的夢想成為了現實。
作為U.C.0095年才正式生產的聯邦量產型可變MS，早期優先配屬給了「隆德·貝爾」，其優秀的性能在與新吉恩的一些遭遇戰及破交戰中有相當大的發揮空間，與傑剛D型之間的配合，也成為了一段期間內聯邦軍主要的作戰方式。
在漫畵《Bande Dessinee》中有出現裝備「Defenser B-Unit」的量產機。
- 機體編號：RGZ-95
- 所屬方：地球聯邦軍、隆德·貝爾
- 駕駛員：地球聯邦士兵、利迪·馬瑟納斯
- 機體高度：20.5公尺
- 機體重量：25.8噸（本體/動畵）、29.2噸（本體/漫畵）、57.6噸（全備/動畵）、68.3噸（全備/漫畵）
- 武裝：
- 60mm火神炮×2

聯邦軍不可或缺的裝備之一，可發射機關槍彈。
- 光束步槍

RGZ-95 採用Z-鋼彈的光束步槍設計，其火力可對一般敵機的普通裝甲構成威脅。
- 光束軍刀×2

聯邦軍不可或缺的近身戰裝備，利用光束效果可將敵機砍成兩半。
- 盾牌

Z鋼彈防禦裝備，可抵擋敵機所發射的火力。但握法和Z鋼彈相反，其是倒著握。
- MEGA光束發射器

里澤爾射擊裝備之一，火力比一般的光束步槍還要強。
- 榴彈發射器

里澤爾額外裝備之一，用於中距離戰。
- MEGA BUSTER 米加粒子炮

里澤爾隊長機射擊裝備之一，其設計採用Z鋼彈的米加粒子炮設計,其火力比一般的光束步槍還要強。
里澤爾（隊長機）（ReZEL Commander Type）
里澤爾的隊長機式樣，於背包兩側的噴射器改成後掠翼，感測器顏色變為綠色。以機體出力上限較低的量產機作基礎，提升引擎推力的極限，並補強機體框架以承受高推力帶來的機體負擔。形式編號的C是「Commander」的意思。
為了保證機體的可靠性，技術人員將機體的骨架重新改修強化，用了更好的材料和技術，並在背部增加類似「MSN-001德爾塔高達」那樣的飛行翼，這樣一來，就能夠讓里澤爾徹底發揮出理論數據中的最高性能來。
在漫畫《Bande Dessinee》中有出現裝備「Defenser A-Unit」的本機。模塊中搭載有與「MSZ-010 ZZ高達」同型的高能光束劍，並安裝有能源輸出及安定裝置，以保障光束劍的運作，但區別是無法像ZZ高達那樣作為光束加農炮來使用。此外，在裝備背部和兩翼搭載有6部蜂窩式導彈發射囊，以作為中距離廣域打擊的實彈武器。
- 機體編號：RGZ-95C
- 所屬方：地球聯邦軍、隆德·貝爾
- 駕駛員：地球聯邦士兵、諾姆·巴瑟拉卡克
- 機體高度：20.5公尺
- 機體重量：27噸（本體/動畵）、28.3噸（本體/漫畵）、60.5噸（全備/動畵）、65.1噸（全備/漫畵）
- 武裝：
- 60mm火神炮×2

聯邦軍不可或缺的裝備之一，可發射機關槍彈。
- 光束步槍

聯邦軍不可或缺的裝備之一，其火力可對一般敵機的普通裝甲構成威脅。
- 光束軍刀×2

聯邦軍不可或缺的近身戰裝備，利用光束效果可將敵機砍成兩半。
- 超級光束軍刀×2

里澤爾的近身戰裝備，其光束效果比一般的光束效果還要強大。
利用光束效果可將敵機砍成兩半。
- 盾牌

Z鋼彈防禦裝備，可抵擋敵機所發射的火力。但握法和Z鋼彈相反，其是倒著握。
- MEGA BUSTER光束發射器

里澤爾射擊裝備之一，其設計採用Z-鋼彈的米加粒子炮設計,其火力比一般的光束步槍還要強。
- 榴彈發射器

里澤爾額外裝備之一，用於中距離戰。
- 導彈發射莢艙×6

里澤爾隊長機（A裝備模塊）的裝備之一，可發射大量導彈。
里澤爾C型（ReZEL Type C）
「RGZ-95里澤爾」的再研發版本，經過不計成本強化後，絕大多數被配置於「德哥斯·基亞」級的二號艦兼「地球聯邦靜止軌道艦隊」的總旗艦——「雷比爾將軍」號，並被施加了米色和橘色的專屬塗裝。
可以安裝「A裝備模塊」或「B裝備模塊」，又或者能以輕身的姿態下上陣。
從稀少的運用記錄中得知，U.C.0096年，試航途中的本艦被參謀本部秘密派遣執行滅口逐漸失控的「拉普拉斯事件」，大約有1個中隊的里澤爾C型被投入到了作戰，但遭到「新吉翁」殘黨「帶袖的」的「YAMS-132羅森·祖魯」的突襲，而這些U.C.0100年聯邦「不差錢」的產物大多數損毀。
- 機體編號：RGZ-95C
- 所屬方：地球聯邦軍
- 駕駛員：地球聯邦士兵
- 機體高度：20.5公尺
- 機體重量：27噸、28.3噸（本體）、60.5噸、65.1噸（全備）
- 武裝：
- 60mm火神炮×2

聯邦軍不可或缺的裝備之一，可發射機關槍彈。
- 光束步槍

聯邦軍不可或缺的裝備之一，其火力可對一般敵機的普通裝甲構成威脅。
- 光束軍刀×2

聯邦軍不可或缺的近身戰裝備，利用光束效果可將敵機砍成兩半。
- 超級光束軍刀×2

里澤爾近身戰裝備，其光束效果比一般的光束效果還要強大。
利用光束效果可將敵機砍成兩半。
- 盾牌

Z鋼彈防禦裝備，可抵擋敵機所發射的火力。但握法和Z鋼彈相反，其是倒著握。
- MEGA光束發射器

里澤爾射擊裝備之一，其火力比一般的光束步槍還要強。
- 榴彈發射器

里澤爾額外裝備之一，用於中距離戰。
- 導彈發射莢艙×6

里澤爾隊長機（A裝備模塊）的裝備之一，可發射大量導彈。
- MEGA粒子炮

里澤爾射擊裝備之一，其火力比一般的光束步槍還要強。
靈·格斯（Re-GZ）
宇宙世紀0080後期，隨着奧古與AE合作的“Z計劃”推進所開發出來「MSZ-006 Z高達」設計方案，使後來MS開發工作受益匪淺。Z高達無論在空間戰鬥還是在重力下戰鬥中都有高等級的機體性能，而且在當時能進行大氣圈突入TMS（可變形機動戰士）之中擁有首屈一指的攻擊力。
本機只在動畫版登場。
Z+ A1型（Zeta Plus A1）
曾經存在的「奧谷」支援組織——「卡拉巴」開發和使用的Z-鋼彈量產型可變MS。本機體是Z鋼彈及ZZ鋼彈外傳模型故事（GUNDAM SENTINEL）中首先登場
本機是將「MSZ-006 Z鋼彈」重新設計而成，有多種衍生機，其中這種A1型機體，主力在大氣層內進行長距離攻擊，生產效率特別高。
目前在「地球聯邦軍」的部分設施中，還有一定數目的機體在服役，現在主要部署在聯邦軍「北美夏延防空司令部」的警衛部隊。
本機只在動畫版及漫畫《Bande Dessinee》登場。
- 機體編號：MSZ-006A1（奥古）、MSK-006（卡拉巴）
- 所屬方：地球聯邦軍
- 駕駛員：地球聯邦士兵
- 機體高度：19.86公尺（頭頂高）、22.11公尺（全高）
- 機體重量：32.7噸（本體）、68.4噸（全備）
- 武裝：
- 60mm火神炮×2

聯邦軍不可或缺的裝備之一，可發射機關槍彈。
- 光束軍刀×2

聯邦軍不可或缺的近身戰裝備，利用光束效果可將敵機砍成兩半。
- 臀部光束加農×2

Z+ A1型的裝備之一，可以射出高超的火力。
無論是MS形態，還是乘浪者形態下，都能運用，其火力達2.4MW。
- 光束步槍

類似於Z鋼彈的裝備，火力達5.7MW，還附有E-Cap彈夾。
- 盾牌

Z鋼彈的防禦裝備，可抵擋敵機所發射的火力。
原型ZZ鋼彈（NITRO系統搭載型）（Prototype ZZ Gundam (NITRO System Equipment Type)）
原是U.C.0089年「奧古」所開發的「MSZ-009原型ZZ鋼彈」的2號機，首次配備額頭上的超級光束加農和超級光束軍刀，也可以變形成「G-堡壘形態」，更能分離成「G-頂部零式」（上半身）和「G-底部零式」（下半身）。
被儲藏在倉庫後的7年（即U.C.0096年），首次派上用場，由「地球聯邦軍」的特殊介入部隊——「赫拉斯瓦爾格爾」小組的隊長——「吉納多・卡爾」中尉搭乘。
本機只在外傳漫畫《最後的太陽》登場。
- 機體編號：MSZ-009BX
- 所屬方：地球聯邦軍
- 駕駛員：吉納多・卡爾
- 機體高度：19.02公尺
- 機體重量：30.3噸
- 武裝：
- 超級光束軍刀×2

ZZ鋼彈近身戰裝備，裝在背包上。
其光束效果比一般的光束效果還要強大，更可將敵機砍成兩半。
- 雙光束步槍

ZZ鋼彈主裝備，其威力比一般光束步槍還要強。
- 超級光束加農

ZZ鋼彈主要殺手鐧，裝在額頭上。
其威力遠遠超過任何一個MA所擁有的MEGA粒子炮。

### 德尔塔系列MS
從阿納海姆電子企業開發出「MSN-001德爾塔鋼彈（因其可變骨架受挫而產生阻礙）和「MSZ-000零式」（百式的前身）起，其可變技術更一度地進行檢討，終於重新研發出了一些衍生機，如「MSN-00100百式」、「MSN-001A1德爾塔+」和「MSN-001X德爾塔鋼彈改」。
德爾塔鋼彈（Delta Gundam）
「Z計劃」雖然早在0087年末便以「MSZ-006 Z高達」的完成告一段落。作為短期內設計、並且完成開發的Z高達，其帶來的效應雖然受到奧古以及戰後地球聯邦的認可，甚至是開發商自身的阿納海姆也將此捧作引以為豪的掌上明珠。
然而對應各種作戰要求的局地改良、全部性的火器以及裝甲強化等等，留給這台戰爭新生兒、號稱「第二個V作戰」開發計劃成果的機體的課題不久便依次浮出水面。其中最具代表性的仍然時至宇宙世紀0090年代仍未克服的Z計劃低成本的正統量產計劃。
阿納海姆並沒有滿足於Z高達，他們認為，將同樣作為傑作機的「MSN-00100百式」作為探索Z計劃可延伸性和量產化的平台不難得出新的答案，而德爾塔高達便是這個過程中的起點也可稱之為不可欠缺的斷點。
原本在代號為「γ高達」的「RMS-099利克·迪亞斯」研製完成後，接著進行開發的阿納海姆第4台高達、也就是百式按照原定計劃理所當然地被冠於代號為「δ」的「德爾塔高達」之名，「100」這個形式編號也有存在接於RMS-099之後的說法。
但實際上百式的形式編號，採用的是在通常的“MS”後加上主任開發者——「永野博士」名字縮寫的做法。在當時百式是博士在此計劃擔任完成的1號機，因此原本預定以「MSN-001」作為他的編號，可是因為博士強烈的要求「100=百式」這點，經過一番周折才成為了最終我們見到的、也就是最為常見的「MSN-00100/MSN-100」。
在開發經緯上，德爾塔高達雖被認為將百式計劃逆發展得到的成果，然而在Z計劃迎來成果的數年之後，該時點完成的德爾塔高達的意義，絕對不只是停留在阿納海姆將新技術彌補之前的挫敗如此簡單。
雖說該機可以說除了保留Z高達和百式優點之外沒有導入其他更新的開發理念，但是恰恰這兩台機體本身便可被稱為0087年之前最新銳的集結。從一開始這便奠定了德爾塔高達無可比擬的高完成度，在大部分難題已經得到解決的前提下，新機型的開發過程更為流暢，也注定了完成機的出色平衡性能。
德爾塔高達採取和Z高達同樣的規格開發，為達成Z規格機變形性能方面的標準，部分造型參考了更為接近百式的「MSZ-006-X1試作型Z高達X1」的設計，特別是該機的頭部和盾牌幾乎完全採用了試作型Z高達X1的方案。
為滿足變形需要頭部還捨棄了曾在百式投入的“畫像管理型符號化裝置”（Image Directive Encode，簡稱“IDE”）的鐳射攝像機系統。強調戰場的情報處理和通訊指揮性能的類V字天線、頭後部追加的單邊天線以及雙眼設計令德爾塔高達在主觀印象上更具有高達型MS的特徵。
雖然百式最終並沒有像其名字一樣「被運用一百年」如此誇張，但其本身很難以讓人想像他實質上只是Z計劃變形結構導入失敗後的產物，建立在可靠平衡性以及靈敏性能上的高完成度，鑄造了百式在Z計劃上不可動搖的位置。不久之後推出的各種衍生機也證明了這台機體開發的成功。
- 機體編號：MSN-001
- 所屬方：阿納海姆電子企業
- 駕駛員：利迪·馬瑟納斯
- 機體高度：19.6公尺
- 機體重量：32.5噸（本體）、65.5噸（全備）
- 武裝：
- 60mm火神炮×2

聯邦軍不可或缺的裝備之一，可發射機關槍彈。
- 光束步槍

德爾塔鋼彈的裝備，附有E-Cap彈夾。
其火力可對一般敵機的普通裝甲構成威脅。
- 光束軍刀×2

聯邦軍不可或缺的近身戰裝備，利用光束效果可將敵機砍成兩半。
- 盾牌

德爾塔鋼彈的防禦裝備，可抵擋敵機所發射的火力。
德爾塔Plus（Delta Plus）
是志在擁有變形結構的高機動泛用機體「德爾塔鋼彈」的發展型MS，可以說是德爾塔鋼彈的先行試作量產型。該機在在提高生產性的前提下，捨棄了「MSN-00100百式」所特有的金黃色耐光束塗料，改為使用略顯低調的暗灰色塗裝，可以變身成WR型態。
該機在完成時（僅研製了一台），「MSZ-006A1 Z+」成為了卡拉巴的主力量產型MS，奧古也使用Z+擔當低軌道巡航以及宙間警戒任務，這使得德爾塔+失去了用武之地。另一方面，雖然擁有出眾的性能，但這種機動性能也提高了對機師駕駛水平的要求，普通的駕駛員往往無法駕馭這匹迅捷的駿馬。
直到0096年的「拉普拉斯之爭」期間，遭到「袖章軍團」襲擊、損失數架MS的「隆德·貝爾」戰艦——「擬·亞卡瑪」急需補充戰力，塵封多年的該機在經過一些整備後，便作為支援機送往那裡，並被分配為「利迪·馬瑟納斯」少尉的座機。
儘管被艦上的整備兵視為10年前的古董機，但在利迪少尉的操縱下，其性能不但凌駕於新銳Z系列量產機——「RGZ-95里歇爾」之上，甚至可以達到高達級別的水準，袖章軍團親衛隊長——「安傑洛·梭裴」上尉將此機稱作「無角的鋼彈」。利迪少尉駕駛該機共參加了三場戰役，直到該機被「RX-0獨角獸鋼彈2號機報喪女妖」破壞。
- 機體編號：MSN-001A1
- 所屬方：隆德·貝爾
- 駕駛員：利迪·馬瑟納斯
- 機體高度：19.6公尺
- 機體重量：27.2噸
- 武裝：
- 60mm火神炮×2

聯邦軍不可或缺的裝備之一，可發射機關槍彈。
- 光束步槍

原是里歇爾的裝備之一，後用在德爾塔+身上。
其火力可對一般敵機的普通裝甲構成威脅。
- 光束軍刀×2

聯邦軍不可或缺的近身戰裝備，利用光束效果可將敵機砍成兩半。
沒有用時可收納在盾牌裡。
- 盾牌

德爾塔+的防禦裝備，可抵擋敵機所發射的火力。
可發射導彈和光束炮。
- 長管光束炮（小説/外傳）

原是「FA-100S 全裝甲百式改」的射擊裝備，其火力可直接將一般敵機擊毀。
德爾塔鋼彈改（Gundam Delta Kai）
為「MSN-001A1德爾塔+」的姐妹機，其開發目的是為了讓OT機師也能夠使用NT兵器的升級改造計劃。其基礎骨架上沿襲了德爾塔+的構造，但在局部改造上運用了很多新技術。
首先，恢復了高達頭型的V字型天線，增強通信能力的同時，提高了準塞可繆系統信號接收和輸出。其次，為了驅動準塞可繆系統，更換搭載了新型的核融爐，增加了輸出功率，並強化體內動力傳輸的冷卻系統，並在肩部增設的冷卻系統，可以變身成WR型態。
其最大重點是搭載了一款名為「n_i_t_r_o」的系統，但由於這款系統是試作品，具有高熱及性能有限的缺點，所以最多僅僅只能控制兩枚浮游炮，而機體在高出力時散熱口會產生青色火焰，也成為該機的一大特徵。
全新改造後的德爾塔高達改作為阿納海姆公司繼NT-D系統外的另一個迎合地球聯邦軍「UC計劃」的方案，提供給地球聯邦軍使用。
- 機體編號：MSN-001X
- 所屬方：地球聯邦軍
- 駕駛員：英·利尤迪
- 機體高度：19.6公尺
- 機體重量：28噸（本體）、68.6噸（全備）
- 武裝：
- 長管光束炮

以德爾塔+的光束步槍和全裝甲百式改的光束炮為研發藍本強化而成，其火力可直接將一般敵機擊毀。
- 60mm火神炮×2

聯邦軍不可或缺的裝備之一，可發射機關槍彈。
- 光束軍刀×2

聯邦軍不可或缺的近身戰裝備，利用光束效果可將敵機砍成兩半。
沒有用時可收納在盾牌裡。
- 盾牌

德爾塔鋼彈改的防禦裝備，可抵擋敵機所發射的火力。
可發射高達23MW火力，出力抑制了45%，在一定程度上可以連射的光束炮和機關槍。
- 試作型飛翼浮游炮×2

德爾塔鋼彈改的NITRO系統控制而成的額外裝備，在WR形態下，該浮游炮也可以作為搭載的肩炮形式發揮MEGA粒子炮發射器的作用。
陸戰型德爾塔鋼彈改（Land Combat Type Gundam Delta Kai）
為將其打造成即使在地面複雜殘酷環境下都能夠發揮出相當於宇宙中的性能的完美機體，開發部特意選擇位於熱帶，並在AE系MS的陸戰修改和實戰上都積累有相當的數據和經驗的「馬里亞納基地」作為陸戰改造和模擬戰的母基地，於是便衍生出「陸戰型德爾塔鋼彈改」。
与宇宙环境不同，在地球陆战环境下的通常获得胜利的一方正是更好适应环境的一方。面对地球的苛刻自然条件，即使90年代的最新锐TMS的它也无法回避这个问题。但得益于与陆战型MS典范之称的「MSK-100S陸戰型百式改」同为「德爾塔系MS」，在开发经验积累和零件装备储备的起点较高，很快就获得了非常让人满意的陆战性能。
肩部和膝部使用了陸戰型百式改的氣冷散熱裝備，撤銷了原型的具有攻擊型的膝部撞角。雖然本機依然具有變形為MA形態進行長途奔襲氣動飛行能力，但為了使得MS形態下也具有更好的機動性，MS的腳部換裝了懸浮噴射單元。通過氣墊噴射，可以使得機體能進行名為「徘徊」的移動方式，如果配合機師的微操作可以精確地做出最小反射弧的高機動迴避動作。
- 機體編號：MSN-001X[G]
- 所屬方：地球聯邦軍
- 駕駛員：英·利尤迪、布雷爾·利尤迪
- 機體高度：19.6公尺
- 機體重量：27.6噸（本體）、52.2噸（全備）
- 武裝：
- 60mm火神炮×2

聯邦軍不可或缺的裝備之一，可發射機關槍彈。
- 光束軍刀×2

聯邦軍不可或缺的近身戰裝備，利用光束效果可將敵機砍成兩半。
沒有用時可收納在盾牌裡。
- 盾牌

德爾塔鋼彈改的防禦裝備，可抵擋敵機所發射的火力。
可發射高達23MW火力，出力抑制了45%，在一定程度上可以連射的光束炮和機關槍。
- 梯形發射囊×6

德爾塔鋼彈改的炸裂栓裝備，可以在盾打擊的同時施加實彈極近距爆擊。
- 改良型光束步槍

德爾塔鋼彈改的裝備之一，除了可以發射光束和實彈，還附帶磁軌炮。
變身成WR型態時，可收納在右側機背部。

### V計劃系列衍生機
鋼加農DT（Guncannon Detector）
又稱「鋼加農探測者」，是將「MSA-005梅塔斯」改裝成砲擊戰式樣所得到的機體，雖然有「鋼加農」之名，但卻與「RX-77-2鋼加農」並沒有直系的血緣關係。
鋼加農DT的頭部對應支援用MS用途進行大幅度修改，原本頭頂的內置輔助滑軌探測器被拆除，改為在主探測器兩側加裝四個小型輔助探測器，以減輕主探測器負擔。頭部原本散熱管道及通訊線網為了適應陸地作戰，從原本裸露式設計改為內藏式設計。另外在頭部後方加裝類似於「RX-77系列MS」所使用的雙聯式激光通訊機，更有效提高聯合作戰的通訊性能。
動力系統方面，為了讓鋼加農DT擁有更充裕的動力輸出，將原本1640kW的核融合爐更換為新型的1780kW核融合爐，動力管道則採用半內藏式提高機體散熱效能，在背包及腿部裝置兩具推力達18.5噸熱核火箭發動機，還有兩具推力13.800噸的高性能熱核氣墊發動機，並在機身安裝10個姿勢噴嘴，以提高機體的機動性。
為提高整體防禦能力，該機大量運用一年戰爭時期的裝甲厚度數據，對四肢裝甲採用類似「RX-77D量產型鋼加農」的裝甲佈局，肩甲部分則採用在「MSA-004K尼姆Ⅲ」上裝備的高強度釘刺裝甲盾進行防護，令該機與同時期測試的支援用機體相比，有著極高的防禦性能。
由於是以梅塔斯為母體所設計的機體，所以也採用了可變系統，使機體能採用即座射擊體勢，能充分抑制射擊是產生的後座力，提高了射擊精度的同時，減少了因過去為調整射擊姿勢導致的近距離戰鬥無法防禦的窘況。另外胯部裝置有一支液壓輔助駐鋤，使用時輔助駐鋤著地與屈曲的腿部形成支架結構，保證機體不受額外振動影響。
在肩部搭載了兩門光束加農炮，另外對機體的各關節及發電機也進行了強化，使之更適合進行砲擊支援戰。由於是以梅塔斯為母體所設計的機體，所以也採用了可變系統，使機體能採用即座射擊體勢；背包內也採用了與「RX-77-3重裝型鋼加農」同型的傳動裝置，能充分抑制射擊是產生的後座力，提高了射擊精度。
- 機體編號：MSA-005K
- 所屬方：地球聯邦軍
- 駕駛員：地球聯邦士兵
- 機體高度：17.3公尺（頭頂高）、18.5公尺（全高）
- 機體重量：34.5噸（本體）、54.5噸（全備）
- 武裝：
- 60mm頭部火神炮×2

聯邦軍不可或缺的裝備之一，可發射機關槍彈。
- 光束加農炮×2

鋼加農DT的射程裝備，裝在雙肩上方。
採用直接散熱方式通過兩側的直連式排氣口快速散熱，從而實現連續射擊。
- 光束槍

鋼加農DT的射程裝備，裝在右肩上方。
配合光束加農炮在支援作戰中進行密集性射擊，其火力高達2.3MW。
- 光束步槍

鋼加農DT的射程裝備，附帶榴彈發射器。
槍身採用新型的收縮管設計，提高射擊速度。
鋼坦克II（Guntank II）
本機是一年戰爭後，聯邦軍以「RX-75鋼坦克」為原型開發的砲擊戰用量產型MS。
相比於鋼坦克，鋼坦克II更像一輛戰車。但是換個角度想，作為MS，鋼坦克沒有出色的性能，但以裝甲戰斗車輛來衡量的話還是相當不錯的。於是，作為支援步兵與MS部隊的突擊的裝甲火砲系統（Armored Gun System），簡稱「AGS」的一種，鋼坦克II便誕生了。
為了方便量產，控製成本，鋼坦克II使用的是傳統渦輪發動機，出力下降為211KW。裝甲也使用廉價的鈦合金，這使鋼坦克II的重量增加，防護力又有所下降。不過傳動裝置的改良使的速度反而提高了5公里/小時。
鋼坦克II的座艙分佈與鋼坦克相比有所改變。雖然仍然是雙乘員，但駕駛員的座艙往下移到更難被擊中，有更好裝甲防護的底盤裡去了。而砲手仍然坐在頭部危險的頂棚式座艙裡，不過座艙蓋加裝了一些金屬框架，雖然有損視野，但也稍微增加了些安全感。座艙頂部則增加了兩個輔助探測器。
鋼坦克Ⅱ雖然作為一款優秀裝甲火砲系統被聯邦軍量產，但由於聯邦的主要威脅仍然在宇宙，作為陸戰兵器的鋼坦克Ⅱ的產量也就被壓縮了。
一年戰爭後，一些鋼坦克II被部署在「加布羅」，直到「格利普斯戰爭」期間我們仍然可以看到這些鋼坦克Ⅱ在服役，甚至在0096年，仍可在「澳大利亞」的「特林頓基地」中發現它的身影。
- 機體編號：RMV-1
- 所屬方：地球聯邦軍
- 駕駛員：
- 機體高度：15.2公尺（頭頂高）、16.9公尺（全高）
- 機體重量：98.4噸（本體）、123.7噸（全備）
- 武裝：
- 120mm無後坐力砲×2

鋼坦克II的射程裝備，位於本機的第一層。
可以獨立於軀乾而自由旋轉，而不像鋼坦克那樣固定在軀幹上。
- 三連裝導彈發射器

鋼坦克II的射程裝備，位於本機的第二層（左側），可發射導彈。
- 四連裝火箭莢艙

鋼坦克II的射程裝備，位於本機的第二層（右側），可發射火箭砲。
- 60mm短管機關炮

鋼坦克II的射程裝備，位於本機的第三層，可發射機關槍彈。
- 煙霧彈×2

鋼坦克II的額外裝備，可噴射煙霧。
洛特（Loto）
地球聯邦軍特殊部隊裝備的小型MS，是專門為有「獵人」之稱的聯邦宇宙軍特殊作戰群——「ECOAS」、由「地球聯邦軍」的研究機關——「海軍戰略研究所」（簡稱SNRI）在極秘情況下暗地開發而成的特殊戰需求的MS，也是宇宙世紀最早小型化成功的MS之一，同時也是一台可在MS/坦克間互相切換的可變式MS。
通常都是以兩機為一組，以聯邦軍所要求的可以執行特殊近接戰、壓制據點、反恐任務、斬首行動運用為主要目標，同時具有極強的隱匿性，一機可以搭載一小隊8名步兵，能夠高機動情況下快速移動，是能夠進行快速展開隊形的綜合運用的可變型步兵戰車。
為了大幅度縮小MS的體積，S.N.R.I.採用了研究所獨自開發的超小型熱核反應爐。由於超小的核反應爐，在出力上就弱於與之前的MS，在獲得當時已經在MS產業獲得壓倒性地位的阿納海姆電子公司的技術協力後，小型的實用化最終成功。
以小型化核反應爐搭載技術為基礎，機體內外裝部件的通用尺寸都進行了調整，雖然高度縮小到只有12.2公尺，但機體體積的內部空間卻得到了十分合理的利用，以確保搭載兵員的數量。
該機僅僅保證裝甲材料的最低防彈性，目的是以機體的輕量化來彌補出力不足所導致的低運動性。考慮到當時技術的極限，開發部門以一種利弊互補的開發心態，在徹底的檢討了機體的綜合性能，以MS與坦克兩種形態切換得以獲得預期以上的12分的結果。而從實戰情況來看，該機的機動性頗為令人滿意，在對「吉翁殘黨」的戰鬥中優勢相當明顯。
由於操作複雜，洛特需要多個機師進行操作，作為核心區塊的上部為車長與駕駛員、通信員所在的駕駛室，下部的駕駛室則可以對應作戰內容而追加乘員作為輔助。搭載了包括慣性航法裝置（INS）等各種最新銳的技術，大量小型通信設備搭載，通過移動式通信車可以從作戰區域與指揮部進行通訊的功能。
為僅僅使用無後座力射擊武器的特戰隊員提供MS級的火力支援和步兵戰車級的輸送保護，其實戰數據在U.C.0100年逐漸成為的開發主流方向的小型MS開發中得到借鑒。此外，該機雖是可變式MS，其形式編號「50」卻是使用的坦克的編號。
- 機體編號：D-50C
- 所屬方：ECOAS部隊、隆德·貝爾
- 駕駛員：ECOAS部隊隊員、康洛依·哈金森、塔克薩·馬克爾
- 機體高度：12.2公尺
- 機體重量：16.84噸（本體）、22.1噸（全備）
- 武裝：
- 25mm實彈連射機關炮

洛特的射程裝備，裝在右肩上方。
主要對人、反裝甲車輛為主。可以發射機關槍。
- 機關炮

洛特的射程裝備，同様裝在右肩上方。
這是一種防空戰特化的四連裝機關炮，砲身裝備了對空精密瞄準系統，以高命中率而知名。
- 200mm長砲管滑膛砲

洛特的射程裝備，同様裝在右肩上方。
主要使用穿甲弹，具有很高的贯通能力。
- 四連裝導彈發射器×2

洛特的額外裝備，裝在雙手上。
組件通用性極強，可以替換成多種口徑和彈頭的導彈，如三連裝導彈或單發大型導彈，在多部洛特同時使用時，可以極其低成本的實施火力飽和覆蓋。
- 光束切割器×2

洛特的熔斷用裝備，裝在雙手前腕部。
類似焊槍般可以在彈頭出形成短刀形狀的光束，與光束劍大通小異。集中的高出力MEGA粒子可以輕鬆切割溶斷目標，也是格鬥戰中可以使用的武器。

### 泰坦斯系列衍生機
安克夏（Anksha）
是作為「NRX-044 亞席瑪」的後繼量產可變式MS而被開發出來的、能在大氣圈內高速機動並進行快速打擊的MS。
在被「UC計劃」吃掉了大量軍費的情況下，安克夏的開發要求和「RGZ-95 里歇爾」一樣，要充分考慮到與其它聯邦量產MS的共同性以降低成本，增加生產性。
考慮聯邦軍視泰坦斯為恥辱的印象，頭部傳感器取消了充滿泰坦斯特色的單眼設計，改為採取「吉姆系列」的複合攝像頭。作為「次飛行系統」也得以保留，盾和足部都追加起落架，以增強MA形態降落的穩定性，並且，利用高達79.6噸的推力，讓該機最多可以一次性搭載2台一般的MS。
武裝上，該機的武器是位於盾牌上的兩門光束步槍，在機體腹部也搭載有大型MEGA粒子發射器。光束劍搭載不同於一般MS的背部和手腕，而是膝部內測。同時由於採用了模塊化設計，MS形態可以使用當時各種量產MS所使用的各類武器，具有很好的戰場戰備能力。此外，該機的裝甲明顯要比亞席瑪厚重許多，並且使用了「鋼彈尼姆合金」，關節部位也都增加了裝甲以提升防禦性，因此在防禦性方面，也比亞席瑪要提升了很多。
該機開發完成後，在保留了亞席瑪原有優秀的滯空能力的同時，還具備了相當可觀的實用性，一機兩用的功能，在一定程度上也節約了「飛行艇」和多代改（Dodai Kai）的生產費用，因此受到了聯邦高層的一致好評。
到了U.C.0096年，該機開始生產列裝，先期被分配到一些重點保衛區域，同時被配備在超大型輸送機——「迦樓羅」級上，執行一些空中投放作戰。
- 機體編號：RAS-96
- 所屬方：地球聯邦軍
- 駕駛員：地球聯邦軍士兵
- 機體高度：22.3公尺
- 機體重量：28.3噸（本體）、43.9噸（全備）
- 武裝：
- 60mm頭部火神炮×2

聯邦軍不可或缺的裝備之一，可發射機關槍彈。
- 光束軍刀×2

聯邦軍不可或缺的近身戰裝備，裝在膝部內測。
利用光束效果可將敵機砍成兩半。
- 光束步槍×2

安克夏的主裝備，裝在雙腕上的護盾。
其火力可對一般敵機的普通裝甲構成威脅。
- 整流板×2

安克夏的兼顧武裝和盾的複合裝備，裝在雙腕上。
拜亞蘭·特裝型（Byarlant Custom）
「地球聯邦軍」對「泰坦斯」在「格利普斯戰爭」期間所開發，首部無需倚靠變形，可以進行重力圈內飛行的MS「RX-160拜亞蘭」、進行再改良的技術試驗機，該計劃完全是由「特林頓基地」的人員進行的，並不是由開發機關所提供的最新技術製造的，而是完全根據人的經驗製造的特定機。
該機強化了熱核噴氣式引擎及追加了噴氣燃料罐，兩肩採用泰坦斯可變機體「加普蘭」推進部件，使機體飛行總推力達到98300kg，極大的提高了機體在大氣層內的飛行能力。手腕增加另一部泰坦斯可變形機體「葛士尼」鉗狀手臂，作為主要格鬥武器。同時廢棄了原型的單眼式傳感器，改用了聯邦MS的複合式傳感器，傳感器探測範圍擴展到了11200公尺。而這種是根據聯邦軍總部唯一的指示，必須執行指定的修改，也是作為承認該機的開發計劃的憑證。其腳後的新部件有著類似高跟鞋的外形，可在360度範圍內的空中戰中發揮出格鬥武器的作用，可以說是在長期MS空中戰經驗和數據積累反饋下的改良。又由於本機類似拼裝機的設計，又被軍中戲稱為「麒麟」。
經過改造後的拜亞蘭特裝型的綜合性能大幅提升，是名副其實的特裝型。該型機存在有兩台，1號機作為新部件搭載宿主被放在修改工廠內進行各類適應性的檢查驗證測試，機師為此開發計劃的核心、特林頓灣岸基地整備兵——「羅賓·戴斯」——真實身份是格利普斯戰爭期間的泰坦斯的「多納」中尉。
U.C.0096年，由「吉恩殘黨軍」對「澳大利亞」的特林頓基地發動的襲擊時，該機第一次投入作戰。在基地被突襲，並且在局地戰數量對比極度懸殊的情況下，單場作戰1機創下了擊落8機的超級皇牌的戰績，極大的遏制了殘黨的攻勢，為後續聯邦軍戰力重組和支援爭取了時間，而自身卻只左肩中破，可以說是一雪格利普斯戰爭時期之恥。
本機只在動畫版及漫畫《Bande Dessinee》登場。
- 機體編號：RX-160S
- 所屬方：地球聯邦軍
- 駕駛員：羅賓·戴斯
- 機體高度：20.6公尺
- 機體重量：38.9噸（本體）、60.3噸（全備）
- 武裝：
- 鉗狀手臂×2

從泰坦斯可變形機體「RX-110葛士尼」鉗狀手臂移植而來，代替原型機的鉗狀手腕。
擁有類似猛禽類利爪般壓迫感的同時，也可以採用與猛禽類同樣的狩獵方式。
- MEGA粒子炮×2

拜亞蘭特裝型的主裝備，直接沿用一般型裝備。功率達4.7 MW。
- 光束軍刀×2

拜亞蘭特裝型的近身戰裝備，作為鉗狀手臂以外另一主要近接兵器。
拜亞蘭·特裝型2號機（Byarlant Custom 02）
以名為「使用即存技術提高MS單機滯空能力計劃」包裝，實則「拜亞蘭特改計劃」主要分成兩部分執行。除通過現有技術和收羅「泰坦斯」的殘餘MS部件來恢復已經廢棄久遠的「RX-160拜亞蘭」實戰能力的「RX-160S拜亞蘭特裝型1號機」外，真正意義上的完成型是在獲得數據反饋後再度改造的2號機。也就是說，與1號機僅僅恢復性能不同，2號機則要真正的獲得可以翱翔於天空的能力，成為實際意義上的空戰用MS。
採用普遍的5指結構的機械手，這樣一來不但可以手持制式武器和進行精密操作。而得益時代進步後得到的新部件，該機與1號機一樣恪守聯邦軍高層指示，改用了聯邦MS的複合式傳感器，傳感器探測範圍擴展達11200公尺。機體駕艙替換為人機界面更為友好的「94式飛行艇」的駕駛艙。而重新佈局的噴射輔助機構，使本機在空間機動性上的安定性較拜亞蘭大幅提高。
修改中還應用了「ORX-005加普蘭」那樣的專門進行超高空飛行的技術，MA形態下能在機體末端選擇搭載大型推進器，然後打上到甚至地球靜止軌道的超高高度執行截擊降下目標任務，而通常此時的降下目標是非常軟弱無力的。
U.C.0096年，為營救「米內瓦·拉歐·扎比」和為同胞復仇而突然聚集的殘黨強襲「特林頓基地」時，2號機依然處於裝配階段，連行走都無法進行。而真正等到其第一次登場則是在之後的「澳大利亞」沿海殘黨基地掃討作戰中。
由於特林頓基地遭到殘黨死士版的強襲，造成戰力的大量損失，澳洲聯邦軍的防衛圈和巡航範圍被迫大幅度縮小。同時，以海盜模式游弋的殘黨則在不斷猖獗得進犯。在確定充分發揮本機性能的「一擊脫離」戰術後，該機首次獲得出擊許可，機師為1號機原測試機師——「比亞·加特列姆」少尉；而根據另一項公式度不明的殘存記錄。
本機在漫畫《Bande Dessinee》中，作為降下地球大氣圈內的「隆德·貝爾」部隊旗艦「拉·凱拉姆」的補充戰力而正式配備入列。配屬於同艦搭乘的「利迪·馬瑟納斯」少尉駕駛的機體，機體塗裝採用暗灰塗裝，該機被「報喪女妖」破壞。
- 機體編號：RX-160S-2
- 所屬方：地球聯邦軍
- 駕駛員：比亞·加特列姆（「袖章軍團」整備班長的謳歌）、利迪·馬瑟納斯（Bande Dessinee）
- 機體高度：20.6公尺
- 機體重量：40.2噸
- 武裝：
- 光束軍刀×2

拜亞蘭特裝型的近身戰裝備，利用光束效果可將敵機砍成兩半。
- 航空護甲×2（Aero Armor）

原是「RAS-96安克夏」的兼顧武裝和盾的複合裝備，裝在雙腕上。
結合機身姿勢改變來獲得簡易的MA形態。
- 光束加農×2

拜亞蘭特裝型2號機的新裝備，裝在背包上。
可發射加農炮。
- 長管式光束步槍×2

拜亞蘭特裝型2號機的主裝備，同様裝在雙腕上。
使用了E-Cap供能。

### 技術驗證計劃系列MS
鋼彈G-優先（Gundam G-First）
根據「聯邦陸軍」訂單，「阿納海姆電子企業」所開發的泛用型MS。將「RX-94量產型ν鋼彈」的設計資料直接使用製造的的「技術驗證計劃」的試作機。
裝甲如此塗裝是為了U.C.0096年在「Side7宙域」舉行的紀念「一年戰爭」及「夏亞動亂」的英雄——「阿姆羅·雷」的儀式，以宣傳式的配色對機體設計的意匠進行了刷新。
- 機體編號：RIX-001
- 所屬方：地球聯邦軍
- 駕駛員：喬里昂·德伊
- 機體高度：21.8公尺
- 機體重量：29.8噸

鋼彈G-優先 DX（Gundam G-First DX）
與「RIX-00PT GF-坦克」合體後的樣式，採用了背包武裝系統。
其推動力更達到150%以上。
- 機體編號：RIX-001[GA]
- 所屬方：地球聯邦軍
- 駕駛員：喬里昂·德伊
- 機體高度：21.8公尺
- 機體重量：49.6噸

加農鋼（Cannongan）
「阿納海姆電子企業」以「RGM-89A2傑剛A2型」為基礎開發的中距離支援型MS，與「RIX-001鋼彈G-優先」同樣是技術驗證計劃中的一機。
因在儀式上令人想起「RX-77-2鋼加農」而改為此塗裝。雙臂安裝了具有光束步槍功能的機械手。
- 機體編號：RIX-003
- 所屬方：地球聯邦軍
- 駕駛員：佐伊·詹森
- 機體高度：20.2公尺
- 機體重量：34.3噸

加農鋼DX（Cannongan-DX）
與「RIX-00PT GF-坦克」合體後的樣式，採用了背包武裝系統。
負責中距離支援，超長距離的射擊能力也一度強化。
- 機體編號：RIX-003[GA]
- 所屬方：地球聯邦軍
- 駕駛員：佐伊·詹森
- 機體高度：20.2公尺
- 機體重量：54.1噸

GF-坦克（GF-Tank）
「阿納海姆電子企業」對「海軍戰略研究所」所開發的小型MS——「D-50C洛特」進行大幅改裝的試作機。
與「RIX-001鋼彈G-優先」、「RIX-003加農鋼」同樣是技術驗證計劃中重要的一機。還能與加農鋼與鋼彈G-優先合體。
- 機體編號：RIX-00PT
- 所屬方：地球聯邦軍
- 駕駛員：
- 機體高度：11.8公尺
- 機體重量：19.8噸
- 武裝：
- 四連裝導彈發射器×2

洛特的額外裝備，裝在雙手上。
組件通用性極強，可以替換成多種口徑和彈頭的導彈，如三連裝導彈或單發大型導彈，在多部洛特同時使用時，可以極其低成本的實施火力飽和覆蓋。
- 光束切割器×2

洛特的熔斷用裝備，裝在雙手前腕部。
類似焊槍般可以在彈頭出形成短刀形狀的光束，與光束劍大通小異。集中的高出力MEGA粒子可以輕鬆切割溶斷目標，也是格鬥戰中可以使用的武器。

### 其他MS
銀彈（Silver Bullet）
是「阿納海姆電子企業」以「新吉翁」的量產機——「AMX-014飆狼」為基礎改進而來的試作型MS，搭載有「準精神感應系統」，是連OT機師也能駕駛並發揮出接近NT機師效果的改良新銳機。
「第一次新吉翁戰爭」終結後，新吉翁軍主力所在的小行星基地——「阿克西斯」被「地球聯邦」接管，同時數架殘存於格納庫的飆狼也被悉數接收。而飆狼當年正是在「格利普斯戰役」後，由原聯邦所屬「奧古斯塔基地」的準塞可繆研究第一人——「中本博士」逃亡至阿克西斯時所帶去的「ORX-013鋼彈Mk-V」為基礎修改的機體。作為非NT的普通士兵都可以使用的準塞可繆武器，自然也引起了阿納海姆的強烈興趣，因此在得到聯邦軍轉交的飆狼後，阿納海姆便將其改頭換面，改造成了擁有「鋼彈」和「吉姆」兩個樣式的「ARX-014銀彈」。
修改後的銀彈獲得了比飆狼更高的耐用性，而性能在得到平衡後，在量產的可能性上又達到了一個更佳的比值。同時，也讓阿納海姆獲得了更多的關於準塞可繆技術運用和量產高端機的設計經驗。
測試完畢後的銀彈被作為機密機體由「畢斯特財團」旗下阿納海姆下屬企業管理，專門用來保護畢斯特財團核心所在地——「工業七號」，並在聯邦宇宙軍重建企劃的「UC計劃」中，作為「RX-0獨角獸鋼彈」模擬戰的對手，用以測試獨角獸鋼彈的性能。雖說是模擬戰，但由於銀彈的機師對獨角獸鋼彈心存不滿而故意使用了實彈。結果在數量佔優的情況下，被「NT-D系統」下獨角獸鋼彈僅以徒手擊破，成為UC計劃的犧牲品。
此外，另有一台銀彈由「賈爾·張」駕駛，在「弗爾·伏朗托」駕駛「NZ-999新吉翁號」攻入工業七號企圖搶奪「拉普拉斯之盒」時出擊阻擊新吉翁號，但由於性能的巨大差異而被大破，但也為「巴納吉·林克斯」坐上獨角獸鋼彈爭取了時間。
本機只在動畫版及漫畫《Bande Dessinee》登場
- 機體編號：ARX-014
- 所屬方：畢斯特財團
- 駕駛員：賈爾·張
- 機體高度：22.2公尺
- 機體重量：33.5噸
- 武裝：
- 光束軍刀×2

飙狼的近身戰裝備，裝在大腿內側。
利用光束效果可將敵機砍成兩半。
- 有線製禦式光束炮×2

又稱「INCOM」，是飙狼的特殊裝備，是一种準精神感應武器，裝在左背包上。
採取二次元攻擊，發射後有通過中繼系統進行折線飛行，搭載著有恐嚇射擊的微激光，具有「攻擊對手死角」與「根據自己意願控制」等優勢。
- 60mm火神炮×2

銀彈的額外裝備，裝在頭部上。
可發射機關槍彈。
- 可投射式手腕×2

飙狼的特殊裝備，是一种有線式裝備。
除了全範圍攻擊的用途外，還能在抓捏住目標機體後施加高壓電流攻擊。
- 12連裝導彈發射器×2

飙狼的額外裝備，裝在背包上。
可發射導彈。
- 光束加農×2

飙狼的額外裝備，裝在背包上。
可發射加農炮。
- 光束步槍

原是RGM-89D傑剛D型的射擊裝備，其火力可對一般敵機的普通裝甲構成威脅。
- 護盾

銀彈的防禦裝備，裝在左手上。
內藏二聯飛彈發射器和飆狼的MEGA發射器的槍口，以提高機體的存活率。
銀彈（浮游炮測試型）（Silver Bullet (Funnel Test Type)）
在當初改造「AMX-014飆狼」時，改造得來的第一台「ARX-014銀彈」被作為聯邦制式浮游炮的開發平台，被編號為「ARX-014P銀彈浮游炮測試型」。
作為浮游炮試驗機的該機搭載了大型有線式浮游炮，這種有線式大型浮游炮是在銀彈原有的準塞可繆武器有線製禦炮的基礎上開發，結合聯邦本身已經成型的MEGA粒子發生器的技術完成的，是之後在「MSN-001X德爾塔鋼彈改」上所運用的試作型飛翼浮游炮的前身，並在其後的「NITRO系統」中得以使得普通OT也能夠使用飛翼浮游炮這樣需要NT才能驅動的武裝。而這項技術也大大促進了聯邦塞可謬系統的發展，並最終使得「RX-93 ν鋼彈」的「飛翼浮游炮」得以順利開發。
- 機體編號：ARX-014P
- 所屬方：地球聯邦軍
- 駕駛員：
- 機體高度：22.2公尺
- 機體重量：35.2噸
- 武裝：
- 光束軍刀×2

飙狼的近身戰裝備，裝在大腿內側。
利用光束效果可將敵機砍成兩半。
- 有線製禦式光束炮×2

又稱「INCOM」，是飙狼的特殊裝備，是一种準精神感應武器，裝在左背包上。
採取二次元攻擊，發射後有通過中繼系統進行折線飛行，搭載著有恐嚇射擊的微激光，具有「攻擊對手死角」與「根據自己意願控制」等優勢。
- 60mm火神炮×2

銀彈的額外裝備，裝在頭部上。
可發射機關槍彈。
- 可投射式手腕×2

飙狼的特殊裝備，是一种有線式裝備。
除了全範圍攻擊的用途外，還能在抓捏住目標機體後施加高壓電流攻擊。
- 有線式浮游炮

銀彈浮游炮測試型的主裝備，在背包上。
在飆狼原有的準精神感應遠程有線指導武器的基礎開發，結合了聯邦本身已經成型的MEGA粒子發生器的技術。
- 光束加農×2

飙狼的額外裝備，裝在背包上。
可發射加農炮。
- 光束步槍

原是RGM-89D傑剛D型的射擊裝備，其火力可對一般敵機的普通裝甲構成威脅。
- 護盾

銀彈的防禦裝備，裝在左手上。
內藏二聯飛彈發射器和飆狼的MEGA發射器的槍口，以提高機體的存活率。

## 帶袖的 / 吉翁殘党軍

### MSN系列MS
MSN的全稱為Mobile Suit for Newtype，即為NT專用MS。
新安洲·原石（Sinanju Stein）
出自於MSV系列和小說《戰後的戰爭》的機體。雖然沿用自「MSN-04沙扎比」改良而來大推力熱核推進器，但整體佈局上則偏向「RX-93 ν鋼彈」。
頭部框架採用新吉翁特色的流線型設計。設備方面為了讓機體擁有MA級水平探測範圍，光學取景器、複合傳感器等則是採用源自沙扎比為基礎上改進而來試作品，雖然沿用其結構但同時保留了許多聯邦元素。例如探測系統默認採用聯邦制式的雙眼式感應器、頭部火神炮依舊作為標配等，激光通訊接收器類似於Z計劃德爾塔系列的緊湊型設計，似乎還預留加裝大功率接收天線的插槽。
背部搭載改良自沙扎比中置大推力發動機併兩個中型燃料桶提供額外動力，背部兩側不需要搭載感應炮的關係加裝了兩組大推力推進器，並在上下各裝置一組導流調速板加強整流及速度調整的效果。肩部和腿部加裝除了類似於ν鋼彈的推進器模塊外，還加裝了外置式導流罩、鰭片式可動熱核推進器及腳底的新型平衡推進系統，讓機體宇宙進行高速戰鬥中依舊保持良好的操控性。
U.C.0094年，新吉翁的「弗爾·伏朗托」攻擊阿納海姆的實驗室，搶奪兩架新安洲原石（純粹只是個障眼法）。被弗爾·伏朗托搶去的被修改成深紅色、且獨眼樣式的新安洲；而另一台則用於補充零件。
本機只在追補小說《戰後的戰爭》及漫畫《Bande Dessinee Episode:0》登場。
- 機體編號：MSN-06S
- 所屬方：阿納海姆電子企業
- 駕駛員：弗爾·伏朗托，佐爾坦·艾肯涅
- 機體高度：22.6公尺
- 機體重量：23.1噸、54.2噸（全備）
- 武裝：
- 60mm火神炮×2

聯邦軍不可或缺的裝備之一，可發射機關槍彈。
- 高出力光束步槍

取自於ν鋼彈HWS裝備型的裝備，其高超的火力可直接將敵機擊毁。
- 光束軍刀×2

新安洲原石的近身戰裝備，其中置於前臂，手臂中的光束劍直接在連接在前臂的情況下使用。其設計理念後也用在獨角獸鋼彈身上。
- 護盾

新安洲原石專用盾牌，形狀同ν鋼彈相同。
新安州（Sinanju）
新安洲原石的改版本，為「帶袖的」在U.C.0094年從AE公司搶奪走的試作MS。
由於其骨架有有部分材質採用了精神感應框體，因此在利用這架機體驗證了該設計可以提升傳導性和強度等各方面性能後，才根據這些資料進一步完成了獨角獸鋼彈。
被搶奪的兩台試驗機被送回「帶袖的」的根據地——「帕勞」。其中一架作為材料機被解體，其材料被後部分流用到「NZ-666剎帝利」及「YAMS-132羅森·祖魯」上。另一架則作為「帶袖的」統帥，被稱為「夏亞再臨」的假面男子——「弗爾・伏朗托」的專用機接受了改造。
機體塗裝改為紅色，均令人聯想到過去的「紅色彗星」；主監視器被改造成像徵吉翁精神的獨眼式監視器，全身華麗的裝飾也體現出吉翁風格的懷古主義。
然而，新安洲並沒有搭載諸如感應炮之類的任何精神感應武器，其設計初衷在於突出MS單體的基本性能。背部安裝有一對大型推進翼，全身各處也搭載了大量推進器和姿勢調節噴嘴，整機的機動性能極其出眾。當「擬·阿卡馬」從「工業七號」脫出時，該機利用漂浮在宇宙空間的殘骸碎片作為掩護，以「僚機三倍的速度」接近擬·阿卡馬並展開攻擊，其鬼魅般的高超機動性令擬·阿卡馬的艦員深刻的感受到紅色彗星壓倒性的力量。
動畫第二集登場，與「獨角獸鋼彈」對戰；後於動畫第三集再度與其對戰，其頭部和右腳嚴重受損。
- 機體編號：MSN-06S
- 所屬方：新吉翁
- 駕駛員：弗爾·伏朗托
- 機體高度：22.6公尺
- 機體重量：25.2噸（本體）、56.9噸（全備）
- 武裝：
- 60mm火神炮×2

新安洲的額外裝備之一，可發射機關槍彈。
- 光束軍刀×2

新安洲近身戰裝備，其中置於前臂，手臂中的光束劍直接在連接在前臂的情況下使用。
利用光束效果可將敵機砍成兩半。
- 光束步槍

原是「AMX-107R龍飛改良型」的射擊裝備，配以光學校準儀，可以精準的狙擊遠距離的目標。
沒有用時可收納在后腰甲上。
- 護盾

新安洲專用盾牌，添加了帶袖的的標誌，形狀和沙薩比若干相同。
- 光束斧×2

原是「AMX-107R龍飛改良型」的近身戰裝備，其中置於護盾，展開時可以使出光束效果，其效果有長和短。
沒有用時可收納在護盾上方，也可用作手持武器。
- 火箭筒

新安洲所裝備的遠距離射程裝備，其砲身部分可伸縮，以便於接近戰使用，並可收納於盾牌內側和后腰甲上。
除了可以和光束步槍合體，進行發射實彈，也可以用作手持武器。
乍得·德卡（Jagd Doga）
「新生新吉翁軍」在馬沙的叛亂 (馬沙的反擊)使用的新人類和強化人專用MS,本機以残存的葵絲駕駛的機体修復及改修而成。
本機曾經在戰爭中失去的一隻手臂，以骨架相同的基拉·德卡的手臂及背包代替，裝甲顏色也被改成黃色和深灰色。
本機只在OVA版及漫畫《Bande Dessinee》登場，在追補小說《狩獵不死鳥》中代替新安洲成為新自護號的核心組件。
- 機體編號：MSN-03
- 所屬方：新吉翁
- 駕駛員：：傑克.斯托
- 機體高度：21公尺（頭頂高）、29.21公尺（全高）
- 機體重量：28噸（本體）、64.6噸（全備）
- 武裝：
- 感應炮×2

乍得·德卡主要裝備之一，共計2個，裝在左臂上。
可射出足以對敵機的裝甲構成威脅的光束槍，在燃料不足時，可返回夾艙內，進行能源和燃料的補充。
- 導彈

內藏於肩部的護盾內，3連裝。
- 光束機關槍

取自基拉·德卡射程裝備，擁有相當高的射速。
還附帶榴彈發射器。
- 護盾

乍得·德卡的防禦裝備，內藏的4連裝MEGA粒子砲。
只在漫畫《Bande Dessinee》裝備。

### AMS系列MS
基拉·德卡（Geara Doga）
在3年前的「夏亞之亂」中，曾以「新吉翁軍」的主力MS而活躍於戰場上。
在U.C.0096年的「拉普拉斯之爭」中，殘存的機體被加上「帶袖的」的裝飾，仍然被派上戰場前線。
- 機體編號：AMS-119
- 所屬方：新吉翁
- 駕駛員：新吉翁士兵
- 機體高度：20公尺
- 機體重量：23噸（本體）、50.8噸（全備）
- 武裝：
- 光束機關槍

基拉·德卡射程裝備，擁有相當高的射速。
還附帶榴彈發射器。
- 護盾

基拉·德卡防禦裝備，裝在左手上。
- 光束劍

基拉·德卡近身戰裝備，可以根據FCS系統任意啟動攻擊形態。
可以根據程序控制光束刃的啟動方式，有劍、斧和特殊的穿甲釘模式，分別對應長度、力度和穿甲效果三種需求，同時機體FCS還可以計算與敵機的距離以及攻擊位置來決定啟動形態，這種設計從一定程度上確保了近身戰攻擊的效果。
- 鐵拳榴彈發射器×4

吉翁公國所生產的搭載裝備，擁有支架支撐著，搭在護盾內。
本來是因高度的性價比而被普及為攜帶用武裝的，但「帶袖的」為了提高命中精度增設了握把和瞄準具。
基拉·德卡（弗爾·伏朗托専用機）（Geara Doga (Full Frontal Use)）
是在遊戲《機動戰士鋼彈UC：The Postwar》中登場的一款「AMS-119基拉·德卡」的衍生機。
最初是為了增加其部件的耐久性而進行改造得來，但是卻由於過度的改造而使得機體的平衡性被破壞。
原本該被給予拆除的該機之後卻被施以紅色塗裝，作為「弗爾·伏朗托」的專用機，來顯示「紅色彗星再現」的形象。
本機只在追補小說《戰後的戰爭》及漫畫《Bande Dessinee Episode:0》登場。
- 機體編號：AMS-119C
- 所屬方：新吉翁
- 駕駛員：弗爾·伏朗托
- 機體高度：20公尺
- 機體重量：23噸（本體）、50.8噸（全備）
- 武裝：
- 光束機關槍

基拉·德卡的射撃裝備，擁有相當高的射速，但本機裝上了瞄準器。
還附帶榴彈發射器。
- 護盾

基拉·德卡的防禦裝備，裝在左手上。
- 光束劍

基拉·德卡的近身戰裝備，可以根據FCS系統任意啟動攻擊形態。
可以根據程序控制光束刃的啟動方式，有劍、斧和特殊的穿甲釘模式，分別對應長度、力度和穿甲效果三種需求，同時機體FCS還可以計算與敵機的距離以及攻擊位置來決定啟動形態，這種設計從一定程度上確保了近身戰攻擊的效果。
- 鐵拳榴彈發射器×4

吉翁公國所生產的搭載裝備，擁有支架支撐著，搭在護盾內。可投射手榴彈。
本來是因高度的性價比而被普及為攜帶用武裝的，但袖章軍團為了提高命中精度增設了握把和瞄準具。
基拉·德卡（重武装様式）（Geara Doga Heavy Armed Type）
是「新吉翁」以「AMS-119基拉·德卡」為基礎所改修的長距離砲擊戰用機體。
為了提高機體的機動力及行動範圍，技術人員在機體的背部安裝了大型的噴射推進器。這種以重裝背包為基礎的使用概念，由後來的「AMS-129基拉·祖魯」所繼承。
在U.C.0096年的「拉普拉斯之爭」中，還能看到該機的身影。
本機只在動畫版及漫畫《Bande Dessinee》登場 ，在追補小說《戰後的戰爭》及漫畫《Bande Dessinee Episode:0》為「弗爾·伏朗託」的親衛隊隊長——「安傑洛·梭裴」中尉的專用機體登場，機體塗裝為其個人傾向的紫羅蘭色。
- 機體編號：AMS-119
- 所屬方：新吉翁
- 駕駛員：新吉翁士兵、安傑洛·梭裴
- 機體高度：20公尺
- 機體重量：28噸（本體）、62.1噸（全備）
- 武裝：
- 200mm長管布爾諾炮

基拉·德卡（重武装様式）的主裝備，裝在背包上，屬於實彈裝備。
- 光束機關槍

基拉·德卡的射程裝備，擁有相當高的射速。
還附帶榴彈發射器。
- 光束劍

基拉·德卡近身戰裝備，可以根據FCS系統任意啟動攻擊形態。
可以根據程序控制光束刃的啟動方式，有劍、斧和特殊的穿甲釘模式，分別對應長度、力度和穿甲效果三種需求，同時機體FCS還可以計算與敵機的距離以及攻擊位置來決定啟動形態，這種設計從一定程度上確保了近身戰攻擊的效果。
- 鐵拳榴彈發射器×4

吉翁公國所生產的搭載裝備，擁有支架支撐著，搭在護盾內。可投射手榴彈。
本來是因高度的性價比而被普及為攜帶用武裝的，但袖章軍團為了提高命中精度增設了握把和瞄準具。
基拉·祖魯（Geara Zulu）
是「阿納海姆電子企業」在「AMS-119基拉·德卡」的基礎上繼續開發設計而來的量產型MS，在OS、材料和維護性上都有著顯著的提升，機體顯得更為務實、更易維護，延續了基拉·德卡優秀的泛用性，基拉·祖魯也能對應不同的戰局而更換使用不同的武裝。
考慮到「帶袖的」的本身實力，軍事實力比以往「吉翁公國」和「亞克西斯」都要弱小，且並不存在獨立的開發製造能力和大量的預備機師，所以MS要具有較基拉·德卡有更強的生存能力及更簡單的維護成本、修改途徑、強化餘地成為重中之重。
通過基拉·德卡的生產所獲得經驗，結合幾年中材料技術的進步，也為本機的開發提供了性能新的上升增長點。同時也存在著換狀為作為重武裝式樣的長距離炮裝備的大型背包的衍生機等等。
該機在新吉翁殘黨——「帶袖的」中作為少數精銳、近衛部隊裝備的機體，根據任務不同、駕駛者的級別，有頭部裝飾和袖飾設計、外部裝甲形狀不同的區別。
在最終決戰中「葛蘭雪與擬・阿加瑪」聯合陣營的基拉·祖魯，而且大腿部分施加了橘色的塗料，以示區別。
- 機體編號：AMS-129
- 所屬方：新吉翁
- 駕駛員：新吉翁士兵、奇波亞·桑特
- 機體高度：20公尺
- 機體重量：21.8噸（本體）、55.2噸（全備）
- 武裝：
- 光束機關槍

基拉·祖魯射程裝備，擁有相當高的射速。可以從槍口像機槍一樣連射出小團狀的光束。
槍身下可以加掛可單獨使用射出榴彈的榴彈發射器單元。使用MS的手腕投擲的手柄型手榴彈。
雖然該武裝很原始，但是能在各種局面下都能期待一定效果的標準性武裝。也裝備著對應時限、磁力、接觸、熱感應等複數模式的信管。
- 鐵拳榴彈發射器×8

吉翁公國所生產的搭載裝備，擁有支架支撐著，搭在護盾內。可投射手榴彈。
本來是因高度的性價比而被普及為攜帶用武裝的，但「帶袖的」為了提高命中精度增設了握把和瞄準具。
- 光束鉞

基拉·祖魯的近接戰鬥用的斬擊、突刺用光束武器。
內藏了兩基光束髮生器，除了斬擊用的鉞狀的光束刃之外，還能形成貫通力強的鎬狀光束，便於區分狀況使用。
- 光束格林機槍

奇波亞·桑特駕駛基拉·祖魯的射擊裝備，其射速非常高。
- 120mm扎古機槍

原是「扎古系列」的標準裝備，是一把實彈槍，其射速非常高。
只在動畫版及漫畫《Bande Dessinee》中「葛蘭雪隊」裝備。
- 360mm巨型火箭炮

原是「德姆系列」的遠距離射擊裝備，可發射火箭炮。
只在動畫版及漫畫《Bande Dessinee》中「葛蘭雪隊」裝備。
- 長管布魯諾炮・改

奇波亞·桑特駕駛基拉·祖魯的射擊裝備，與200mm長管布爾諾炮相比，其火力一度改善。
- 75mm格林機关槍

原是「MS-07B-3 老虎特装型」的射擊裝備，裝備在老虎特装型的護盾。
只在動畫版及漫畫《Bande Dessinee》中「葛蘭雪隊」裝備。
- 斯科尔

是吉翁军开发的一款辅助武器系统，由一个可移动的武装平台和一门大型光束炮组成，通过平台上的MS进行武器的控制。
只在動畫版及漫畫《Bande Dessinee》中「葛蘭雪隊」裝備。
- 2連装扎古火箭砲

原是「扎古系列」的遠距離射擊裝備，可發射火箭炮。
只在動畫版及漫畫《Bande Dessinee》中「葛蘭雪隊」裝備。
- 多功能火箭炮

原是「RMS-099力奇·戴亞斯」的遠距離射擊裝備，可發射火箭炮。
只在動畫版及漫畫《Bande Dessinee》中「葛蘭雪隊」裝備。
- 火箭发射器

原是「RGM-79【G】 陆战型吉姆」的遠距離射擊裝備
只在動畫版及漫畫《Bande Dessinee》中「葛蘭雪隊」裝備。
- 護盾

基拉·德卡的防禦裝備，裝在左手上。
基拉·祖魯（親衛隊樣式）（Geara Zulu Guard Type）
「帶袖的」主力MS——「AMS-129基拉·祖魯」的親衛隊規格。因為必須與「MSN-06S新安州」聯合行動，大幅強化推動力。
外形方面，除了兩肩更換了大型的尖鋒裝甲，讓外形更具攻擊力外，手腕和胸部則有揭示「帶袖的之由來的紋路」，分佈範圍較一般機體更廣，以顯示機體屬於親衛隊。
在最終決戰中「葛蘭雪與擬・阿加瑪」聯合陣營的基拉·祖魯，而且大腿部分施加了橘色的塗料，以示區別。
- 機體編號：AMS-129
- 所屬方：新吉翁
- 駕駛員：新吉翁士兵、塞爾吉、柯朗
- 機體高度：20公尺
- 機體重量：22.3噸（本體）、56.5噸（全備）
- 武裝：
- 光束機關槍

基拉·祖魯射程裝備，擁有相當高的射速。可以從槍口像機槍一樣連射出小團狀的光束。
槍身下可以加掛可單獨使用射出榴彈的榴彈發射器單元。使用MS的手腕投擲的手柄型手榴彈。
雖然該武裝很原始，但是能在各種局面下都能期待一定效果的標準性武裝。也裝備著對應時限、磁力、接觸、熱感應等複數模式的信管。
- 鐵拳榴彈發射器×8

吉翁公國所生產的搭載裝備，擁有支架支撐著，搭在護盾內。可投射手榴彈。
本來是因高度的性價比而被普及為攜帶用武裝的，但袖章軍團為了提高命中精度增設了握把和瞄準具。
- 光束鉞

基拉·祖魯的近接戰鬥用的斬擊、突刺用光束武器。
內藏了兩基光束髮生器，除了斬擊用的鉞狀的光束刃之外，還能形成貫通力強的鎬狀光束，便於區分狀況使用。
- 護盾

基拉·德卡的防禦裝備，裝在左手上。
基拉·祖魯（安傑洛·梭裴專用機）（Geara Zulu (Angelo Sauper Use)）
屬於「弗爾·伏朗託」的親衛隊隊長——「安傑洛·梭裴」少尉的專用「AMS-129基拉·祖魯（親衛隊樣式）」。
塗裝為其個人傾向的紫羅蘭色，並對肩部和腿部的裝甲做了修改，並配備了一個更大的背部燃料艙，提供了更高的推力和更長的行動時間。
於OVA第3集在「魯姆戰役遺址」附近的戰鬥中被「RX-0獨角獸鋼彈」重創，後被改修成「YAMS-132羅森·祖魯」。
- 機體編號：AMS-129
- 所屬方：新吉翁
- 駕駛員：安傑洛·梭裴
- 機體高度：20公尺
- 機體重量：27.3噸（本體）、61.4噸（全備）
- 武裝：
- 光束機關槍

基拉·祖魯射程裝備，擁有相當高的射速。可以從槍口像機槍一樣連射出小團狀的光束。
槍身下可以加掛可單獨使用射出榴彈的榴彈發射器單元。使用MS的手腕投擲的手柄型手榴彈。
雖然該武裝很原始，但是能在各種局面下都能期待一定效果的標準性武裝。也裝備著對應時限、磁力、接觸、熱感應等複數模式的信管。
- 光束短步枪

攜帶式光束炮，原是「MSN-04 沙薩比」的射程裝備改良，只在動畫版中裝備。
- 鐵拳榴彈發射器

吉翁公國所生產的搭載裝備，擁有支架支撐著，搭在護盾內。可投射手榴彈。
本來是因高度的性價比而被普及為攜帶用武裝的，但袖章軍團為了提高命中精度增設了握把和瞄準具。
- 光束鉞

基拉·祖魯的近接戰鬥用的斬擊、突刺用光束武器。
內藏了兩基光束髮生器，除了斬擊用的鉞狀的光束刃之外，還能形成貫通力強的鎬狀光束，便於區分狀況使用。
- 護盾

基拉·德卡的防禦裝備，裝在左手上。
- 長管布魯諾炮・改

基拉·祖魯（親衛隊機）的射程裝備，與200mm長管布爾諾炮相比，其火力一度改善。
克雷克·祖魯（Krake Zulu）
只出現在漫畫《BANDE DESSINEE》裡，是「新吉翁殘黨」——「帶袖的」開發的一款以高機動宇宙戰配合遠程準塞可繆精度打擊為目的的特化MS，機體的核心是「AMS-129基拉·祖魯（親衛隊樣式）」，但是從外表就可以明顯看出一款17年前的MS的設計風格——「MSN-01 精神感應系統運用試驗用扎古」。
該機本身並沒有在既存部件上進行大幅度改良和附加新機能，採用「一年戰爭」時期的「MSN-01 精神感應系統運用試驗用扎古」的原肩部部件，從雙肩伸出的巨大雙腕，雙腕可以通過有線控制，進行飛離本體，進行遠程飛行。
腿部配備著擁有巨大推力的氣體推進器，機體全體給人一種特異的感覺。同時，該機還配備了使長距離航行變成可能的燃料儲箱單元，燃料槽和推進器部分與腳部相互連接，提供巨大的推力，還能夠攜帶其他MS同行。
目前只生產了幾台，其中一台由「帶袖的」親衛隊隊長——「安傑洛·梭裴」少尉駕駛，並塗裝成紫羅蘭色，在其後的作戰中，該機用強奪兩台「MSN-06S新安洲」其中一台的部件進行升級，最終開發為具有精神力干擾裝置、幾乎可以擊破「RX-0獨角獸鋼彈」的「YAMS-132羅森·祖魯」。
本機只在漫畫《Bande Dessinee》登場。
- 機體編號：YAMS-130
- 所屬方：新吉翁
- 駕駛員：新吉翁士兵、安傑洛·梭裴
- 機體高度：21.1公尺
- 機體重量：36.6噸（本體）、64.38噸（全備）
- 武裝：
- 光束機關槍

基拉·祖魯射程裝備，擁有相當高的射速。可以從槍口像機槍一樣連射出小團狀的光束。
槍身下可以加掛可單獨使用射出榴彈的榴彈發射器單元。使用MS的手腕投擲的手柄型手榴彈。
雖然該武裝很原始，但是能在各種局面下都能期待一定效果的標準性武裝。也裝備著對應時限、磁力、接觸、熱感應等複數模式的信管。
- 光束鉞

基拉·祖魯近接戰鬥用的斬擊和突刺用光束武器。
內藏了兩基光束髮生器，除了斬擊用的鉞狀的光束刃之外，還能形成貫通力強的鎬狀光束，便於區分狀況使用。
- 有線式MEGA粒子炮×2

克雷克·祖魯度主裝備，搭載了最新的準精神感應技術，裝在巨型手腕上。
可以進行超視界攻擊，且無論是NT機師還是普通機師均能運用。
羅森·祖魯（Rozen Zulu）
是「帶袖的」在其根據地——「帕勞」中，以「AMS-129基拉·祖魯」為基礎，沿用「AMX-103悍馬·悍馬」的設計元素與作為預備零件而拆卸的之前在「阿納海姆電子企業」測試中強奪兩台「MSN-06S新安洲」中的一台開發而成的試作MS。
本機在開發思路上十分的直白，即限制對方NT駕駛員駕駛的NT用MS的性能，強化該機NT駕駛員的NT抗干擾能力。也就是說，首先該機是一台給NT使用的機體，其次，該機還是一台具有反NT用MS能力的MS，能夠限制NT用MS，讓敵人的NT能力無從發揮。
在NT技術逐漸成熟後，一度有線製導武器不再作為一種先進的技術而NT用MS上優先應用。可能是「帶袖的」資源過渡缺乏，也可能是有線製導Bit技術的可靠，因此在工業設計階段就應用了「AMX-103悍馬·悍馬」的設計元素。修改過的腿部因為過於修長的後跟，幾乎無法在有重力的環境下支撐自重，更多是宇宙戰適用的情況下，進行貴族氣質的修飾。
在「拉普拉斯之爭」中，由袖章軍團親衛隊隊長——「安傑洛·梭裴」少尉駕駛，在與「RX-0獨角獸鋼彈」的交戰中一度成功限制了「巴納吉·林克斯」的NT能力，抑制了獨角獸鋼彈的行動，但最終還是由於巴納吉的NT能力爆發，衝破了腦波傳導干擾器的禁製而將本機擊破，但本人卻安然無恙。
- 機體編號：YAMS-132
- 所屬方：新吉翁
- 駕駛員：安傑洛·梭裴
- 機體高度：22.5公尺（頭頂高）、25.2公尺（全高）
- 機體重量：25.8噸（本體）、72.6噸（全備）
- 武裝：

- 脑波传导干扰装置×6

羅森·祖魯主要裝備之一，共計6個，裝在背包上。外型接近於玫瑰，像花瓣一頭包裹著中央「花蕾」。
在運用上與Bit或浮游炮沒有區別，並且當6枚腦波傳導干擾裝置在空間內形成八面體，將敵方NT用MS置於八面體內，即可對對方的腦波傳導進行100%的干擾，使得對方性能下降，同時Bit或浮游炮類武器無法控制使用。而這樣的運用則要求本機本身需要NT駕駛員或搭載準精神感應發生器，可謂「矛盾的結合」。
- 有線製導式可伸縮戰鬥爪×2

羅森·祖魯的主要裝備之一，是一種有線製導式裝備，裝在雙腕上。
左右手均可搭載三連MEGA粒子炮，而繼承了悍馬·悍馬的攻擊用實體爪作為近距離格鬥武器，取消了手掌的握取能力。
- 射擊盾

羅森·祖魯的講究著「攻守一體」的裝備，原本是裝在左腕上，後來因為右腕的有線製導式可伸縮戰鬥爪被去除，而改裝在右腕上。
內置I-力場發生器和3連裝MEGA粒子炮。
傑·祖魯（Zee Zulu）
是以「AMS-129基拉·祖魯」為基礎改修的水陸兩棲MS，在沿用了基拉·祖魯的通用骨架的基礎上，通過增加一些水中戰部件達到在水中運用的目的，簡而言之就是讓基拉·祖魯穿上一套「潛水服」的概念。
在背部裝備了潛水所需要的潛浮水箱，同時在後部安裝了噴射推進背包、噴射水流推進器在水中和水面都可以獲得足夠的推力。在機體的腳掌上安裝上了水中用腳蹼以獲得在水中的額外推力。通過了這些潛水用裝備，讓本機擁有近乎於那些獨立開發的「水產」的水中性能，而在陸地上，又能夠通過撤下水中裝備來保證陸地用的機動性，可以說是非常便捷人性化。
本機以一種折中式的設計，大力發掘了基拉·祖魯的衍生性能，節約大量的生產成本，性能上不能算是很優秀，但是用來對付「聯邦軍」那些縫縫補補用了17年的「RAG-79水中型吉姆」還是綽綽有餘的。
在U.C.0096年的「拉普拉斯之爭」中，由「帶袖的」率領的兩架傑·祖魯在協同「AMA-X7尚布羅」一起襲擊了聯邦軍的「達卡爾」，給當時的守備部隊造成了巨大的損害。另外在「特林頓基地」中也有兩台該型機參與了對基地的攻擊行動，但被「RX-160S拜亞蘭特裝型」重創。
在外傳漫畫《帶袖的機工長是詩人》中，1號機由「帶袖的」的艾維爾駕駛，2號機由吉翁殘黨軍的泰瑟勒駕駛，在「特林頓基地」之役後返回基地集中修復1號機，並迎戰海賊之進攻。
- 機體編號：AMS-129M
- 所屬方：新吉翁、吉翁殘黨軍
- 駕駛員：艾維爾、泰瑟勒
- 機體高度：20.3公尺
- 機體重量：28.9噸（本體）、42.8噸（全備）
- 武裝：
- 熱能爪×8

傑·祖魯的近身戰裝備，外形如同一對大爪。
利用熱能效果可對敵機造成顯著的傷害。
- 熱能匕首×2

傑·祖魯近身戰裝備，可對敵機進行刺倒的效果。
- 光束機關槍

基拉·祖魯射程裝備，擁有相當高的射速。可以從槍口像機槍一樣連射出小團狀的光束。
槍身下可以加掛可單獨使用射出榴彈的榴彈發射器單元。使用MS的手腕投擲的手柄型手榴彈。
雖然該武裝很原始，但是能在各種局面下都能期待一定效果的標準性武裝。也裝備著對應時限、磁力、接觸、熱感應等複數模式的信管。

### NZ系列MS/MA
在U.C.0089年，新吉翁開發了史上最高大的MS——「NZ-000昆曼沙」，之後新吉翁開發NT專用MS的技術也逐漸一日千里。
其編號數字都是3個數字，而且都是111的乘數。目前僅存的NT系列MS有「NZ-666剎帝利」和「NZ-999新吉翁克」。
剎帝利（Kshatriya）
新吉翁開發的以「NZ-000昆曼沙」為藍本，進行小型化而成的NT專用MS。
隨著科技的進步，全新的精神感應技術應用成為了可能。在獲得結合納米技術後完成的精神感應骨架，並將其用於製造機體駕艙而盡可能的接近駕駛者，來更易於接收腦電波和低耗的傳輸接收後的腦電波。從而減小了精神感應裝置的體積，大大縮小了機體的體積，終於將本體控制在了20米左右，淨重29.7噸，這才得以將機體成功小型化。
但是因為「夏亞之亂」期間，新吉翁均將MS開發和建造委託給了「阿納海姆電子企業」完成。在解決了本體體積後則引入了外掛式多用途夾艙的工業設計，以獲得與京曼沙相同、甚至更加繁多的功能。
多用途夾艙簡單呈現為大型單片肩甲，首先肩甲化的多用途夾艙作為機體的額外的平衡、推進外掛部件，以AMBAC系統和矢量噴口外本體為基礎功能。肩甲寬部內側的兩具矢量噴口可180度萬向旋轉，在肩甲外側的小型噴口則提供穩定AMBAC時所需要的噴射。
肩甲夾艙同時還是推進劑儲存槽的掛載處，全武裝狀態的肩甲夾艙共4枚,由可變骨架與本體連接。表面良好的弧度設計在對付實彈武器時是相當好的防禦盾牌。當4枚肩甲夾艙全數合攏,巨大的肩甲將機體本體包裹在如同豆莢當中。
動畫第二集與「巴納吉·林克斯」的「獨角獸鋼彈」對戰不果，以後在「弗爾・伏朗托」的「新安洲」幫忙下成功俘獲了獨角獸鋼彈；後於動畫第三集被獨角獸鋼彈打敗並被俘虜，左手、右腳、頭部和後面兩個夾艙被損毀。
- 機體編號：NZ-666
- 所屬方：新吉翁
- 駕駛員：瑪莉妲·庫魯斯
- 機體高度：22.3公尺
- 機體重量：29.7噸（本體）、74.02噸（全備）
- 武裝：
- 感應炮×24

剎帝利的主要裝備之一，共計24個，每個夾艙內裝有6個。體積縮小甚至達到被誤認為殘骸的地步，從而獲得了更好機動性和搭載數量。
可射出足以對敵機的裝甲構成威脅的光束槍，在燃料不足時，可返回夾艙內，進行能源和燃料的補充。
動畫第三集被獨角獸鋼彈的精神感應系統所控制，最後全滅。
- 光束軍刀×6

剎帝利近身戰裝備，共計6把。利用光束效果可將敵機砍成兩半。
其中2把被收納在前臂，另外4把則被收納在輔助臂內。
- MEGA粒子炮×12

剎帝利射程裝備，胸部設有4個，另外4個夾艙兩側則設有8個（每個夾艙2個）。
直徑屬於中口徑，可正反兩個側面射擊，解決了死角的問題。
- I-力場產生器×4

剎帝利防禦裝備，共計4個，每個夾艙內設有1個。
使得一定程度的光束武器在其面前無效化。
- 輔助臂×4

剎帝利額外裝備，共計4個，每個夾艙內設有1個。
可幫助本機執行一定的任務。
剎帝利（Kshatriya Repaired）
在「帕勞攻略戰」中，被「巴納吉・林克斯」的「獨角獸鋼彈」大敗，被收容到「隆德·貝爾」的旗艦——「擬·阿卡馬」號上，只能在「帶袖的」的主導下，進行單方面的維修。這是經由「擬・阿卡馬」號組員，作出進一步現場維修後的形態。
損失了的兩組夾艙，變為大型推進器，兩足的臨時骨格，安裝了光束格林機槍，左前臂安裝了「獨角獸鋼彈」的可選用武器超級光束標槍。
OVA第七集得到「蘇貝羅亞·辛內曼」的「瑪莉妲·庫魯斯」駕駛本機出擊，與「利迪・馬瑟納斯」的「報喪女妖・命運女神」交戰。最後被遭受精神錯亂的利迪誤殺，後化成一道綠光。
本機只在動畫及漫畫《Bande Dessinee》登場。
- 機體編號：NZ-666
- 所屬方：隆德·貝爾
- 駕駛員：瑪莉妲·庫魯斯
- 機體高度：22.3公尺
- 機體重量：27.9噸
- 武裝：
- ×12

剎帝利的主要裝備之一，共計12個，每個夾艙內裝有6個。
與感應炮相比，它具有一定的機動性，同時射出去後，可往目標攻擊，並以爆炸效果呈現。
- 光束軍刀×3

剎帝利的近身戰裝備，共計3把。利用光束效果可將敵機砍成兩半。
其中1把被收納在前臂，另外2把則被收納在輔助臂內。
- 超級光束標槍

原是獨角獸鋼彈的近身戰裝備，代替被損毀的左臂。
利用光束效果可將敵機砍成兩半。
- MEGA粒子炮×6

剎帝利射程裝備，胸部設有2個，另外2個夾艙兩側則設有4個（每個夾艙2個）。
直徑屬於中口徑，可正反兩個側面射擊，解決了死角的問題。
- 光束格林機槍

剎帝利射程裝備，代替被損毀的右脚。
擁有相當高的射速。
- I-力場產生器×2

剎帝利防禦裝備，共計2個，每個夾艙內設有1個。
使得一定程度的光束武器在其面前無效化。
- 輔助臂×2

剎帝利額外裝備，共計2個，每個夾艙內設有1個。
可幫助本機執行一定的任務。
- 大型推進劑助推器×2

原是「YAMS-130克雷克·祖魯」的推動裝置。
新吉翁克（Neo Zeong）
這是以「MSN-06S新安州」為核心組件的據點攻略用巨大MA。已經超越合體的領域，擁有堪稱是讓新安州搭載在其中的威容，讓這架「紅色彗星」用機體從人型轉變成擁有壓倒性力量的怪物。它配備了大量以精神感應框體技術為基點的新武裝，使「弗爾・伏朗托」能以最佳狀態迎向最後決戰。
站立高度達到116米，為宇宙世紀最大的MA。其設計概念是來自於「一年戰爭」末期時，「吉翁公國」所臨時出動的未完成機體——「MSN-02吉翁克」，因此該機也被辛尼曼說過沒有腿，但是相對的新吉翁克安裝了兩個巨型推進器，在推進器被破壞後，新吉翁克亦有自己的內置推進器來推進自己。
新安洲作為控制單元安置於於該機體的體內，類似於「RX-78GP03」在「石斛蘭」中的作用，因此新安洲可以用自己的手臂使用光束軍刀或者火箭炮。
由於其改進過的精神力骨架駕駛艙，弗爾·伏朗托即便沒有身處駕駛艙，也可以利用自己的面具進行遠距離操控（類似於「村雨·鳳」遠距離操縱精神感應鋼彈）。其6個大型手臂出力很強，可緊緊地抓住敵機，即使是前面兩個巨型臂正常運作或被損壞了，後面4個也可以運作，還可以180°迴轉。
OVA第七集襲擊「巴納吉・林克斯」所身處的「墨瓦臘泥加」，後與其和「利迪・馬瑟納斯」的「報喪女妖・命運女神」交戰，交戰中帶著巴納吉的「獨角獸鋼彈」去見證這17年來的局面，過後在弗爾的靈魂離開肉體後，新吉翁克連同新安洲立即風化成殘骸，只剩下其逃生艙。
本機只在動畫及漫畫《Bande Dessinde》登場，在追補小說《狩獵不死鳥》中是以「MSN-03 乍得·德卡」為核心組件。
- 機體編號：NZ-999
- 所屬方：新吉翁
- 駕駛員：弗爾・伏朗托
- 機體高度：59公尺、116公尺（附有推進槽）
- 機體重量：153.8噸（本體）、324.3噸（全備）
- 武裝：
- 60mm火神炮×2

新安洲的額外裝備之一，可發射機關槍彈。
- 光束軍刀×2

新安洲近身戰裝備，其中置於前臂，手臂中的光束劍直接在連接在前臂的情況下使用。
利用光束效果可將敵機砍成兩半。
- 護盾

新安洲專用盾牌，添加了袖章軍團的標誌。
在新安洲與大型武裝庫合體時，可收納在上方兼本體的後方。
- 火箭炮×2

新安洲所裝備的遠距離射程裝備，其砲身部分可伸縮，以便於接近戰使用，並可收納於盾牌內側和后腰甲上。
除了可以和光束步槍合體，進行發射實彈，也可以用作手持武器。
- 有線式感應炮×60

新吉翁克的主要裝備，集中於6個巨型臂上，共計60個，每個巨型臂可裝有10個感應炮（外面和里面各5個）。
如同其他浮游炮一樣，這些致命的武器可以同時進攻多個對手或者集火單個目標，可以如同精神感應鋼彈的手指炮一樣作為固定兵裝使用也可以釋放出去進行全方位打擊。
每個浮游炮都能放出三條帶鑽頭的電線，射向敵機時，可強行控制敵機的正常運作，轉而對付自身的機體。在OVA中，這項功能只有在自動操縱時才被使用，因此有人操縱時這項功能是否可用還未知。
- 超大肩部MEGA粒子炮×6

新吉翁克的高火力裝備，集中於雙肩上，共計6個（前面4個，後面則2個）。
可以發射出火紅色的散射光束或者高能收束光束，收束時的光束可以直接擊穿殖民衛星外壁。
- 大口徑MEGA粒子炮

新吉翁克的高火力裝備，集中於腰部上。
雖然射速有限，但是其出力卻是所有兵器裡最高。可以發射藍色的擴散光束炮或高能收束光束炮。
- 腰部I-力場產生器×4

新吉翁克的防禦裝備，同様集中於腰部上，共計4個（前面2個，後面則2個）。
雖然使得一定程度的光束武器在其面前無效化，但缺陷是由於其體積I-立場並不能完全覆蓋新吉翁克的全身。
- 輔助臂×2

同「PMX-003 The O」一样的額外裝備，共計2個。可在推進器被摧毀後當做起落架使用。
- 精神感應光環產生器

新吉翁克根據精神感應骨架科技開發出的最終殺手鐧，其發生器安裝在新吉翁克的裙甲周圍和肩部收納倉內。
透過全身所展示出的光環合併裝置，合併成一個六角形環圈，過後慢慢映出一道金色的光環。
這些物體能產生一股能量立場摧毀對手的武器，原理是過熱對手的電容器和彈夾，所以即便是內置的火神炮和光束軍刀（除了護盾）也不能倖免。
- 推進槽×2

新吉翁克的外置式推動裝置，估計有57公尺高，集中在裙甲的底部。

### 加薩系列MS
「加薩系列MS」原為亞克西斯本土生產的工程用MS，在其警衛型研製後，無裝備的亞克西斯更名為「AMX-001加薩A」。當然，警衛型則為「AMX-002加薩B」。 亞克西斯如同舊世紀的「蘇維埃政權」將拖拉機改造升級成坦克那樣，以現有民用經驗豐富的MS為基礎，改良出了具備一定戰鬥能力的簡易軍用可變MS——「AMX-003/MMT-1 加薩C」 。
目前除了本機，還有「AMX-006 加薩D」和「AMX-008 加佐姆」。
加薩C（Gaza-C）
在「格里普斯戰役」中大量派上戰場的「AMX-002加薩B」的發展機，屬「亞克西斯」的量產型可變MS，性價比高。
至U.C.0096年，仍有多部機體配置到「帶袖的」的根據地——「帕勞」中，後被「SCVA-76擬阿卡瑪」的超級MEGA粒子砲擊毀。
- 機體編號：AMX-003
- 所屬方：新吉翁
- 駕駛員：新吉翁士兵
- 機體高度：18.3公尺（MS形態/頭頂高）、22.5公尺（MS形態/全高）、10.9公尺（MA形態）
- 機體重量：40.8噸（本體）、72.5噸（全備）
- 武裝：
- 破壞炮

加薩系列MS統一裝備，其火控系統與掛吊組件以機械連接的方式吊起，来減輕了手腕部的負擔。
且當火控組件與光束炮聯動時，即可發揮超高的精度與打擊火力。功率達6.7 MW。
- 光束軍刀×2

加薩系列MS近身戰裝備，利用光束效果可將敵機砍成兩半。
沒有用時可收在肩部夾艙內。
- 光束槍×2

加薩系列MS射程裝備，裝在背包上。
只能在MA形態下使用，功率達2.3 MW。
加薩D（Gaza-D）
在「第一次新吉翁戰爭」中大量派上戰場的「AMX-003加薩C」的發展機，屬「新吉翁軍」的量產型可變MS，性價比高。
至U.C.0096年，仍有多部機體配置到「帶袖的」的根據地——「帕勞」中。
- 機體編號：AMX-006
- 所屬方：新吉翁
- 駕駛員：新吉翁士兵
- 機體高度：17公尺（頭頂高）、23.66公尺（全高）
- 機體重量：28.7噸（本體）、68.4噸（全備）
- 武裝：

- 破壞炮

加薩系列MS統一裝備，其火控系統與掛吊組件以機械連接的方式吊起，来減輕了手腕部的負擔。
且當火控組件與光束炮聯動時，即可發揮超高的精度與打擊火力。功率達6.7 MW。
- 光束軍刀×2

加薩系列MS的近身戰裝備，利用光束效果可將敵機砍成兩半。
沒有用時可收在肩部夾艙內。
- 光束槍×2

加薩系列MS射程裝備，裝在背包上。
只能在MA形態下使用，功率達2.3 MW。
- 導彈發射器×2

加薩D額外裝備，裝在肩部夾艙內。
夾艙內設有兩對4連裝和14連裝導彈，可發射將近36枚導彈。
加佐姆（Ga-Zowmn）
是「AMX-006加薩D」除「AMX-007加薩E」之外的另一套改进方案，其實際上是「加薩系列」的最終形。
本機體在「第一次新吉翁戰爭」末期大量投產，也在「帶袖的」的最終戰中現身。
- 機體編號：AMX-008
- 所屬方：新吉翁
- 駕駛員：新吉翁士兵
- 機體高度：18公尺（頭頂高）、18.56公尺（全高）
- 機體重量：31.6噸（本體）、58.2噸（全備）
- 武裝：

- 超級破壞炮

卡佐姆的主裝備，功率達4.1 MW。
不僅使用了可再充能的E-Cap供能，還裝上了獨立式感測器。
- 光束軍刀×2

卡薩系列MS的近身戰裝備，利用光束效果可將敵機砍成兩半，也可當作光束槍來使用。
- 9連裝導彈發射器×2

卡佐姆的額外裝備，裝在雙肩上。
可發射近18枚導彈。
- 80mm火神炮×2

卡佐姆的額外裝備，裝在額頭上。
可發射近400枚導彈。

### 扎古系列MS
扎古I・狙擊型（Zaku I Sniper Type）
該機為「吉翁尼克公司」的「扎古I系列MS」的高端特殊用途衍生機，也是「吉翁公國」早期擁有光束武器的MS，也正由於如此，只有極少數量的存在於吉翁公國的MS大隊中，主要擔任著遠距離高精度威懾、戰艦級別火力支援、敵設施破棄、重點目標排除等任務。
狙擊型扎古I選用了「MS-05扎古I」為修改基礎，頭部傳感器處取消了主攝像中央的頭部支撐梁，從額部開啟空間，換裝了鏡頭，並修改了偵察所需的高倍變焦為定向變焦，同樣具備夜視模式、熱譜成相功能來應付複雜條件下的取景需要。
頭部左側安裝有偵測遙感天線，在兼顧近距離無線通訊功能的同時，主旨於探測周圍環境參數，比如大氣不同時段散射程度、空氣比熱、甚至風速以及塵埃含量。而這些參數將被傳輸到機體專用的OS中的環境演算模塊中，通過數據分析達到「米諾夫斯基粒子」散佈狀態下盡可能高的精度。
該機的右腿的修改主要則表現在拆除膝裝甲，以可折疊收納膝蓋支撐架代替。支撐架表面採取鋸齒狀承壓紋路。當進行狙擊動作時，支撐架展開，令機體達到相對穩定狀態。
狙擊型扎古Ⅰ極大可能於「一年戰爭」中期出現在地面戰場上，當然也不排除宇宙戰也會有類似修改型的存在。而直到U.C.0096年的「拉普拉斯之爭」中，「吉翁殘黨軍」的「約姆·卡克斯」少校還駕駛著加裝了外部輔助反應器的改型機參與了對「地球聯邦軍」的「特林頓基地」的襲擊戰，但是登上陸地後，發現局勢突然逆轉，約姆也因此決定對敵方發起自殺式攻擊，最後本機與本人犧牲。
於小說版及漫畫《Bande Dessinee》中被報喪女妖擊毀 (小說版以光束麥林步槍，漫畫《Bande Dessinee》以武裝戰甲BS)。
- 機體編號：MS-05L
- 所屬方：吉翁殘黨軍
- 駕駛員：約姆·卡克斯
- 機體高度：17.5公尺
- 機體重量：67.9噸
- 武裝：
- MIP-X79-E0型光束狙擊步槍

狙擊型扎古I主裝備，有一說該型由「繆塞級戰艦」的主砲修改而來。該裝備是由「MIP公司」專門為此研製的光束振盪裝置以及電子瞄準儀器。
但由於吉翁公國本身基礎技術的限制，因此採用了背包式獨立核熔爐來支持步槍能源。
能源通過動力管直接提供至步槍的MEGA粒子發生器並激發，通過加長型槍管多次加速和收束，達到即擁有戰艦級別威力卻又高於戰艦級別精度的光束攻擊，射程號稱達到當時的地面最遠的程度。
由於能源直接到達光束步槍，而射擊後的高溫則必須槍體自帶冷卻劑強製冷卻，所以在射擊次數上可能有相當的限制。
- 熱能斧

扎古系列MS的標準裝備，利用電熱效果可將敵機砍成兩半。
- 120mm扎古機槍

扎古系列MS的射擊裝備。
扎古沙漠型（Zaku Desert Type）
是「一年戰爭」時期設計的「MS-06J 扎古IIJ型」的基础上，增加了由「反聯邦軍游擊組織」作出的改良設計，憑著可選擇安裝的噴射式摩托，可在沙中高速移動，为应对沙漠地区作战而进行适应性改造后得到的机型。
在U.C.0096年的「拉普拉斯之爭」中，仍被「吉翁殘黨軍」使用，與「MS-09G德瓦基」和「MS-06V-6 扎古坦克（綠獼猴）」負責救援「葛蘭雪」。
- 機體編號：MS-06D
- 所屬方：吉翁殘黨軍
- 駕駛員：昆特
- 機體高度：17.5公尺（頭頂高）、18.2公尺（全高）
- 機體重量：61.3噸（本體）、79.4噸（全備）
- 武裝：
- 熱能斧

扎古系列MS的標準裝備，利用電熱效果可將敵機砍成兩半。
- M-120AS 120mm機關槍

扎古沙漠型的射擊裝備，1個彈盤裡裝有145發子彈。
可發射機關槍彈。
- 290mm火箭發射器

扎古沙漠型的遠程射程裝備，可發射火箭炮。
- 三連發榴彈發射器

扎古沙漠型的額外裝備，裝在左腕上。
以彌補了中近距離武器真空的問題。
沙漠扎古（Desert Zaku）
是「一年戰爭」時期設計的「MS-06D 扎古沙漠型」的衍生型號，增加了由「反聯邦軍游擊組織」作出的改良設計，憑著可選擇安裝的噴射式摩托，可在沙中高速移動。
在U.C.0096年的「拉普拉斯之爭」中，仍被「吉翁殘黨軍」使用，成為襲擊「特林頓基地」的戰力之一。
- 機體編號：MS-06D
- 所屬方：吉翁殘黨軍
- 駕駛員：
- 機體高度：18.5公尺、19.6公尺
- 熱能斧

扎古系列MS的標準裝備，利用電熱效果可將敵機砍成兩半。
- M-120AS 120mm機關槍

沙漠扎古的射擊裝備，1個彈盤裡裝有145發子彈。
- 噴氣滑雪裝備×2

沙漠扎古的腳掌專用的地效飛行器，外表極似滑雪板。
運用其自身的推進設備，可以使MS的地面加速度上升到0.23G，從而跟上德姆系列MS的移動速度，擁有不輸MS-09德姆的局地戰性能。
- 60mm火神炮×2

沙漠扎古的額外裝備，裝在額頭上。
可發射機關槍彈。
- 290mm火箭發射器

沙漠扎古的遠程射程裝備，可發射火箭炮。
- 三連發榴彈發射器

沙漠扎古的額外裝備，裝在左腕上。
以彌補了中近距離武器真空的問題。
扎古II改（Zaku II Kai）
是「吉翁公國」在實施了MS生產改進方案——「統合整備計劃」後生產出的「MS-06F扎古II」的改良型機體。
由於扎古II的部件可以與新型機種通用，因此獲得了高水平的生產性與穩定性。
本機改進了駕駛艙，增強了助推器，從而獲得了比F型更靈活的運動性。但不可否認的是，助推器的大型化造成了推進劑消耗量急劇增加，儘管增加了推進劑裝載總量，但是持續戰鬥時間還是減少到了原來的一半。
在U.C.0096年的「拉普拉斯之爭」中，仍被「吉翁殘黨軍」使用，成為襲擊「特林頓基地」的戰力之一，之後被擊毀。
本機只在OVA版登場
- 機體編號：MS-06FZ
- 所屬方：吉翁殘黨軍
- 駕駛員：
- 機體高度：17.5公尺
- 機體重量：56.2噸（本體）、74.5噸（全備）
- 武裝：
- H&L SB25K/280mmA-P 280mm火箭筒

扎古系列MS遠程射擊裝備，一個彈筒共4發子彈，後備彈筒可掛在裙甲掛架。
扎古加農（Zaku Cannon）
一年戰爭末期，「吉翁公國」所開發的「MS-06F扎古II」的中距離支援規格機。
雖然在後來的戰爭中被「地球聯邦軍」接收，成為其戰力，但在U.C.0096年的「拉普拉斯之爭」中，在「吉翁殘黨軍」中發揮出真正力量。
- 機體編號：MS-06K
- 所屬方：吉翁殘黨軍
- 駕駛員：坎德爾
- 機體高度：17.7公尺（頭頂高）、18.4公尺（全高）
- 機體重量：59.1噸（本體）、83.2噸（全備）
- 武裝：
- 180mm加農炮

扎古加農主裝備，裝在右肩上。
可發射加農炮，並由彈箱負責供彈。
- 「大槍」雙火箭吊艙

扎古加農主裝備，是一個使用連接臂以及可動骨架，吊裝著每邊一個導彈/火箭發射器的武器系統。
每一個發射器都帶有折疊式握把，能由MS握持並且改變發射方向。
由於有兩個發射管，可以採用不同的彈藥並一同發射，彈藥使用彈匣式電動裝填，每一個彈匣帶彈6發。
- 120mm扎古機槍

扎古系列MS標準裝備，是一把實彈槍，其射速非常高。
扎古坦克（綠獼猴）（Zaku Tank Green Makaku）
由「加里曼丹島」的「吉翁公國」所製造的作業用MS。
背部加設了作業用升降機；最為特別的是它的遙控臂，可以換裝多種形式的高性能工具以從事複雜的工作。
可以說本機充分發揮了士兵的想像力、創造力，對士兵來講是一種擁有特殊意義的機械。
在U.C.0096年的「拉普拉斯之爭」中，與「MS-09G德瓦基」和「MS-06D 扎古沙漠型」負責救援「葛蘭雪」。
- 機體編號：MS-06V-6
- 所屬方：吉翁殘黨軍
- 駕駛員：
- 機體高度：14公尺
- 機體重量：50噸

特拉傑（Dra-C）
於U.C.0083年的「迪拉茲紛爭」中，「迪拉茲艦隊」所開發的量產型MS。
出於對宇宙戰機動性的重視，設計人員在機體的肩部加裝了推進器；排除了原先「MS-06F2 扎古IIF2型」的腳部，而代之以大型的燃料艙兼推進器。
由右腕的格林機槍開始翻新，機體全身佈滿雕刻，讓人不覺得它是舊世代MS。
於U.C.0096年的「拉普拉斯之爭」，负责捍卫「帶袖的」根據地——「帕勞」，但由於性能懸殊，最終在「帕勞攻防戰」中以被擊毀的方式完成其歷史使命。
本機只在動畫版及漫畫《Bande Dessinee》登場
- 機體編號：MS-21C
- 所屬方：新吉翁
- 駕駛員：
- 機體高度：29.8公尺
- 機體重量：23.9噸（本體）、49噸（全備）
- 武裝：
- 格林機槍

特拉傑新裝備，代替了裝在右手的3連裝40mm火神炮。
- 光束軍刀

特拉傑近身戰裝備，利用光束效果可將敵機砍成兩半。
沒有用時可收納在護盾內。
- 護盾

特拉傑防禦裝備，裝在左手上。
扎古III（Zaku III）
該機原本其是作為「新吉翁」的主力量產機而設計的，但競爭中敗給了幾乎是同時開發的「AMX-014飆狼」，因此未能實現量產，僅生產了數台試作機。
在新吉翁內戰中，本機基本上被配備在「哈曼軍」及「葛雷米軍」雙方的陣營中。
而在U.C.0096年的「拉普拉斯之爭」中，「帶袖的」的陣營中也配備有該型機，並在原有基礎上增加了裙甲部的副臂系統。
本機只在動畫版及漫畫《Bande Dessinee》登場
- 機體編號：AMX-011
- 所屬方：新吉翁
- 駕駛員：
- 機體高度：21公尺（頭頂高）、23.9公尺（全高）
- 機體重量：44.2噸（本體）、68.3噸（全備）
- 武裝：
- 光束軍刀

扎古III近身戰裝備，利用光束效果可將敵機砍成兩半。
- 副臂系統

裝備在原本安裝光束炮的裙甲內。
可幫助本機執行一定的任務。
- 光束機關槍

取自基拉·德卡射程裝備，擁有相當高的射速。
還附帶榴彈發射器。
- 嘴部光束槍

扎古III額外裝備，額定輸出功率達1.6MW。
可發射光束炮。

### RMS系列MS
高扎古（Hizack）
「地球聯邦軍」以「一年戰爭」時，「吉翁公國」最著名的MS——「MS-06扎古II」為開發藍本，再融入了「RGM-79吉姆」的設計思想而成的新型機體，原是「泰坦斯」在「格里普斯戰役」中的量產機。
在U.C.0096年的「拉普拉斯之爭」中，為吉翁共和國主力MS，於本作中吉翁共和國因應聯邦軍禁止吉翁塗裝，所以機身以白色塗裝為主。
本機只在小說版登場。
- 機體編號：RMS-106
- 所屬方：吉翁共和國
- 駕駛員：
- 機體高度：18公尺（頭頂高）、20.6公尺（全高）
- 機體重量：38.7噸（本體）、59.6噸（全備）
- 武裝：
- 光束軍刀

狙击型高扎古近身戰裝備，利用光束效果可將敵機砍成兩半。
- 肩盾

狙擊型高扎古防禦裝備，裝在右肩上。
- 手持盾牌

高扎古的専用防禦裝備。
- 3管式導彈莢艙×2

狙击型高扎古額外裝備，可發射導彈。
- 熱能斧

扎古系列MS標準裝備，利用電熱效果可將敵機砍成兩半。
- 120mm扎古機槍·改

扎古系列MS標準裝備，是一把實彈槍，其射速非常高。
- BR-87A專用光束步槍

高扎古射擊裝備，其火力可對一般敵機的普通裝甲構成威脅。
高扎古特裝型（Hizack Custom）
原是「泰坦斯」名機——「RMS-106高扎古」的狙擊特化改良型，重點強化了動力爐的出力，使得機體能夠同時搭載2件光束兵器。
直到U.C.0096年的「拉普拉斯之爭」中，依然有「吉翁共和國」在使用該型機。
本機只在小說版登場。
- 機體編號：RMS-106CS、RMS-116
- 所屬方：吉翁共和國
- 駕駛員：
- 機體高度：18公尺（頭頂高）、19.9公尺（全高）
- 機體重量：35.6噸（本體）、60.7噸（全備）
- 武裝：
- 光束軍刀

高扎古特裝型近身戰裝備，利用光束效果可將敵機砍成兩半。
- 肩盾

高扎古特裝型防禦裝備，裝在右肩上。
- 光束發射器

高扎古特裝型主裝備，可在敵機未察覺的時候，發射光束炮。
- 3管式導彈莢艙×2

高扎古特裝型額外裝備，可發射導彈。
- 熱能斧

扎古系列MS標準裝備，利用電熱效果可將敵機砍成兩半。
- 120mm扎古機槍·改

高扎古系列MS標準裝備，是一把實彈槍，其射速非常高。
- BR-87A專用光束步槍

高扎古射擊裝備，其火力可對一般敵機的普通裝甲構成威脅。
瑪拉塞（Marasai）
在「地球聯邦軍」內亂時發生的「格里普斯戰役」中，其中一支軍閥——「泰坦斯」使用的攻擊型MS，是「RMS-106高扎古」的後繼機，強化了發電機的輸出，能源供應更為安定。
雖然這台機體是聯邦軍的得意之作，卻富有「吉翁軍」的風格，其後落入「吉翁殘黨軍」手中，作為吉翁機體毫無違和感。
本機只在動畫版及漫畫《Bande Dessinee》登場。
在漫畫《Bande Dessinee Episode:0》中「帶袖的」的陣營也有配備該機體，於「新安洲原石強奪戰」中活躍。
- 機體編號：RMS-108（泰坦斯）、MSA-002（阿納海姆電子企業）
- 所屬方：吉恩殘黨軍、新吉翁軍
- 駕駛員：
- 機體高度：17.5公尺（頭頂高）、20.5公尺（全高）
- 機體重量：33.1噸（本體）、59.4噸（全備）
- 武裝：
- BR-87A專用光束步槍

瑪拉塞射擊裝備，其火力可
只在漫畫《Bande Dessinee》裝備。
- 光束機關槍

取自基拉·德卡射程裝備，擁有相當高的射速。
還附帶榴彈發射器。
只在漫畫《Bande Dessinee Episode:0》裝備。
- 60mm火神炮

瑪拉塞的額外裝備，裝在額頭上。
可發射機關槍彈。
- 海蛇鞭

原是「RX-139漢布拉比」的特殊裝備，是以部隊為單位向目標發動電擊攻擊時使用的武器。
只在動畫版裝備。
- 大型長管光束步槍

原是「RX-110加普斯利」的主裝備，出力達6.6 MW，可輕易擊破一艘戰列艦，並且可作光束劍用，實用性很強。
只在動畫版裝備。
偵查型扎古（EWAC Zack）
是以「RMS-106高扎古」為基礎，預定在低「米諾夫斯基粒子」濃度環境下進行電子戰而改修的早期警戒機，主要進行了偵查用裝備的換裝。
U.C.0096年的「拉普拉斯之爭」中，也有該型機被部署在「帕勞」的記錄。隨後被「隆德·貝爾」的「SCVA-76擬·阿卡瑪」的超級MEGA粒子砲擊毀。
- 機體編號：RMS-119
- 所屬方：新吉翁
- 駕駛員：新吉翁士兵
- 機體高度：18.5公尺（頭頂高）、19.2公尺（全高）
- 機體重量：41.6噸（本體）、73.5噸（全備）
- 武裝：
- 被動雷達系統

偵查型扎古的主裝置，是一個裝在背包上的中央部的圓形組件。
以每分鐘6轉的速度捕捉超長距離外敵機發出的雷達電波。但是單機的被動雷達系統對雷達的掃描範圍只有192度，所以一般為了做到全領域的掃描偵查，會安排2機執行任務。而使用了紅外線和激光掃描的該機的最大搜索半徑是一般機的2倍多。
- 120mm機關炮改

偵查型扎古的射程裝備，由彈盤負責供彈，1盤100發。
備用彈盤可掛於掛點。
- 光束軍刀

偵查型扎古的近身戰裝備，利用光束效果可將敵機砍成兩半。
- 攜行用可選式防盾

原是RMS-106高扎古的防禦裝備，內置2個長形E-Pack匣。
水手扎古（Zaku Mariner）
「地球聯邦軍」以「吉翁公國」的「MS-06M 水中用扎古」為基礎並將其改良，在「第一次新吉翁戰爭」中被「新吉翁」接收。是擁有著複雜歷史的水陸兩用機動戰士，現在由「吉翁殘黨軍」使用。
- 機體編號：RMS-192M
- 所屬方：吉翁殘黨軍
- 駕駛員：
- 機體高度：17.5公尺（頭頂高）、19.4公尺（全高）
- 機體重量：48.8噸（本體）、68.3噸（全備）
- 武裝：
- 3連裝魚雷×2

水手扎古的額外裝備，裝在雙肩上。
可發射魚雷。
- 4連裝魚雷×2

水手扎古的額外裝備，裝在背包上。
可發射魚雷。
- 磁力栓

水手扎古的拖拽裝備，裝在左手上。
纜繩長度達60公尺。

### 德姆系列MS
U.C.0079年6月，「吉翁公國」開發了第二款量產MS——「MS-09德姆」，隨後出現了許多衍生機。
德姆由於腿部裝有氣墊，而擅長於地上戰，為此出現了像「MS-09F/trop熱帶型德姆」和「MS-09G德瓦基」等這地上式機體。
而在宇宙上，「MS-09R力克德姆則更換成推進器，也為此出現了像「AMX-009德雷森」和「ATMS-09R佐姆」等這宇宙式機體。
熱帶型德姆（Dom Tropen）
「吉翁公國軍」的重裝MS，也是「MS-09大魔」的重新設計版本，用於進行沙漠和熱帶的局部地區戰。
足部的盤旋構造經改良，提高防沙和防塵性能。在「一年戰爭」末期，被投入非洲戰線上。
U.C.0096年，與「MS-09G德瓦基」和「MS-06D沙漠扎古」一同參與「特林頓基地」襲擊戰。
- 機體編號：MS-09F/trop
- 所屬方：吉恩殘黨軍
- 駕駛員：吉恩殘黨軍士兵
- 機體高度：18.5公尺
- 機體重量：44.8噸（本體）、79噸（全備）
- 武裝：
- MMP-80型90mm機槍

熱帶型德姆的射程裝備，擁有相當高的射速。
- 實體式電熱軍刀

德姆的標準裝備，利用電熱效果可將敵機砍成兩半。
沒有用時可裝在背包上。
- 胸部擴散光束炮

德姆標準裝備，裝在胸部左側。
能以擴散方式發射光束炮。
- 坦克杀手火箭炮

熱帶型德姆的遠距離射程裝備，可發射火箭砲。
- 手榴彈

熱帶型德姆的額外裝備，拋出去後可當作指令信號或可轟炸敵方的地盤。
德瓦基（Dwadge）
「吉翁公國軍」重型MS、也是「MS-09大魔」的最終生產規格機。戰後經過各種改良維修，更新為第二世代MS的規格。
根據記錄，這台機體曾在「第一次新吉翁戰爭」中，被「吉翁殘黨軍」和「反聯邦游擊隊」使用。
U.C.0096年，與「MS-09G德瓦基」和「MS-06D沙漠扎古」一同參與「特林頓基地」襲擊戰。
- 機體編號：MS-09G
- 所屬方：吉恩殘黨軍
- 駕駛員：吉恩殘黨軍士兵
- 機體高度：18.2公尺（頭頂高）、19.3公尺（全高）
- 機體重量：43.5噸（本體）、81.7噸（全備）
- 武裝：
- 30mm火神炮×4

德瓦基的額外裝備，囊在頭部上。
可發射機關槍彈。
- 120mm扎古機槍

扎古系列MS的標準裝備，是一把實彈槍，其射速非常高。
- 專用光束手槍

原本是「RMS-099 力奇‧戴亞斯」的射擊裝備。
只在外傳漫畫《帶袖的機工長是詩人》中裝備。
- 實體式電熱軍刀

德姆的標準裝備，利用電熱效果可將敵機砍成兩半。
沒有用時可裝在背包上。
- 胸部擴散光束炮

德姆的標準裝備，裝在胸部左側。
能以擴散方式發射光束炮。
- 手榴彈

德瓦基的額外裝備，拋出去後可當作指令信號或可轟炸敵方的地盤。
- 雙刃型電熱戰斧

德瓦基的專用裝備，利用電熱效果可將敵機砍成兩半。
德萊森（Dreissen）
於「第一次新吉翁战争」时开发的量产型重装MS。
U.C.0096年，以「MS-09德姆」的运用理念为基础，换上新武装和「帶袖的」的装饰。负责捍卫其根據地——「帕勞」。
本機只在動畫版及漫畫《Bande Dessinee》登場。

- 機體編號：AMX-009
- 所屬方：新吉翁
- 駕駛員：薩繆、泰爾絲
- 機體高度：22公尺（頭頂高）、23.4公尺（全高）
- 機體重量：38.7噸（本體）、66.8噸（全備）
- 武裝：
- 三翼旋刃

德萊森的特殊裝備，採用熱能感應方式為主、米諾夫斯基粒子探測為輔的引導方式。
使用高達尼姆合金材質的高剛性翼片，翼片待機狀態下可收束為一片方便收藏。旋轉機構採用小型高速電機，推進系統為可充電式工質推進器。
這種武器在非作戰狀態下固定於專設背部充電背包上，使用時解除閉鎖解除後自動伸展並以高速旋轉狀態對目標進行直線撞擊。
- 3連裝光束炮

德萊森的額外裝備，裝在雙腕上，功率達2.8 MW。
能以連射方式發射光束炮。
- 實體式電熱軍刀

德姆的標準裝備，利用電熱效果可將敵機砍成兩半。
沒有用時可裝在背包上。
- 巨型火箭炮

以新安州所裝備的火箭炮為基礎而成。
佐姆（Zuom）
是「吉恩殘兵」以「MS-09R力克德姆」為基礎加上經加工的多年來回收的MS殘次部件而成。因種種原因聚集的「吉恩殘兵」隱居於「姆塞級輕級巡洋艦」——「美爾美爾」號上。
經其住民——「艾吉斯·索頓」之手誕生的防御用手工MS，現完成的兩機的配置個操作性也大不相同。
- 機體編號：ATMS-09R
- 所屬方：新吉翁
- 駕駛員：
- 機體高度：18.6公尺
- 機體重量：33.3噸（一號機）、39.4噸（二號機）

### 傑爾古格系列MS
U.C.0079年10月，「吉翁公國」開發了初期量產MS——「YMS-14原型傑爾古格」，兩個月後，成功開發了第三款量產MS——「MS-14A傑爾古格」。
但是由於光束步槍的實用化過於遲緩，大戰末期才剛投入量產。結果本機還沒來得及大展身手，大戰就宣告結束了。
儘管如此，「新吉翁」還是對其進行量產，全面投入「第一次新吉翁戰爭」，目前除了本機，還有一些衍生機如「MS-14J里傑爾格」和「MS-14D沙漠型傑爾古格」。
傑爾古格（Gelgoog）
吉翁公國的第一款以光束步槍作為標準裝備的量產MS。
雖然在「一年戰爭」最終戰，是以高性能機體的姿態登場，如今已完全過時，但戴在袖子上的袖飾，完全顯示本機體並非僅用來湊數的。
本機只在動畫版及漫畫《Bande Dessinee》登場
- 機體編號：MS-14A
- 所屬方：新吉翁
- 駕駛員：新吉翁士兵
- 機體高度：19.2公尺
- 機體重量：42.1噸（本體）、73.3噸（全備）
- 武裝：
- 光束機關槍

傑爾古格的射撃裝備，同吉拉·德卡同型。
- 雙光束軍刀

傑爾古格統一裝備，其握柄左右都有光束效果產生系統。
利用光束效果可將敵機砍成兩半，沒有用時可收在後裙甲上。
里傑爾格（ReGulgu）
「MS-14A傑爾古格」的改進和強化版本，專用來培訓新兵。
雖然「帶袖的」亦把它當在訓練機，但亦具備經得起實戰考驗的性能。這一點已經在本機問世的「第一次新吉翁戰爭」時得到證實。
本機只在動畫版及漫畫《Bande Dessinee》登場
- 機體編號：MS-14J
- 所屬方：新吉翁
- 駕駛員：新吉翁士兵
- 機體高度：21公尺（頭頂高）、23.1公尺（全高）
- 機體重量：43.7噸（本體）、82.6噸（全備）
- 武裝：

- 光束機關槍

里傑爾格的射撃裝備，同指揮官用吉拉·德卡同型。
- 雙光束軍刀

里傑爾格的統一裝備，其握柄左右都有光束效果產生系統。
利用光束效果可將敵機砍成兩半，沒有用時可收在後裙甲上。
- 8連裝導彈發射器

里傑爾格的額外裝備，裝在背包上。
可發射導彈。
- 手榴彈發射器×2

里傑爾格的額外裝備，裝在雙腕上。
可發射手榴彈。
沙漠型傑爾古格（Desert Gelgoog）
參與「一年戰爭末期」戰事的吉翁軍MS，「MS-14A傑爾古格」的沙漠戰規格機。
原本預定在沙漠或熱帶地帶中作戰，因此強化了動力系統的冷卻機能，機體的各部分也都做了防塵處理。更裝有火箭推進器，跳躍能力得到大幅增強。
確認在U.C.0096年出現，最後被「RX-160S拜亞蘭特裝型」擊毀。
本機只在動畫版登場
- 機體編號：MS-14D
- 所屬方：吉恩殘黨軍
- 駕駛員：吉恩殘黨軍士兵
- 機體高度：19.8公尺
- 機體重量：43.7噸
- 武裝：
- 光束步槍

傑爾古格的標準裝備，其火力可對一般敵機的普通裝甲構成威脅。
- 雙光束軍刀

傑爾古格的統一裝備，其握柄左右都有光束效果產生系統。
利用光束效果可將敵機砍成兩半，沒有用時可收在後裙甲上。
- 武裝暴風之拳火箭炮

沙漠型傑爾古格的遠距離射程裝備，裝在左臂外側上。
不僅可以發射實彈砲，還可以180°旋轉。

### 卡爾斯系列MS
卡爾斯J（Galluss J）
原是「新吉翁」為侵攻地球而開發的陸戰用MS。滿足地球圈陸地戰的局地戰用，設計重點放在了遠距離攻擊後的壓制行動中。
在「第一次新吉翁戰爭」的「地球侵攻作戰」中取得積極的戰果，本機直到U.C.0096年的「拉普拉斯之爭」依然有一定數量的該型機服役於「吉恩殘黨」。
本機只在動畫及漫畫《Bande Dessinee》登場
- 機體編號：AMX-101
- 所屬方：吉恩殘黨軍
- 駕駛員：
- 機體高度：19.5公尺（頭頂高）、21.1公尺（全高）
- 機體重量：52.7噸（本體）、78.3噸（全備）
- 武裝：
- 能量槍

卡爾斯J的試驗性質裝備，功率達3.8MW。
其火力可對一般敵機的普通裝甲構成威脅，同時配置了一個掛載式的四連裝小口徑導彈發射器。
只在漫畫《Bande Dessinee》裝備。
- BR-87A專用鐳射步槍

原本是「RMS-108 瑪拉塞」的射擊裝備，其火力可對一般敵機的普通裝甲構成威脅。
只在動畫版裝備。
- 光束軍刀

卡爾斯J的近身戰裝備，利用光束效果可將敵機砍成兩半。
- 2連裝導彈發射器

卡爾斯J的額外裝備，裝在胸部左側上。
可發射導彈。
疾風卡爾斯（Schuzrum Galluss）
是其以重力下擅長近接作戰的「AMX-101卡爾斯J」為基礎改造而成的強襲特種作戰用的MS。
「帶袖的」受制於本身技術和資金的困擾，在推進技術沒有長足的進步和配件的冗餘情況下，他們主要承襲公國時代開發的強襲用MS的經驗。為了獲得甚至可以突破據點防禦級的高機動和加速性，AMX-101E疾風卡爾斯除了保持了卡爾斯J的動力佈局和基礎骨架外，該機不僅拆除了所有外部裝甲，甚至連推進用的外裝推進原件也都徹底的進行了極致的輕量化修改。完成機相比起原型的模樣機體, 重量大幅減輕達50%。
為獲得了更大的輕量化的疾風卡爾斯，取消了推進單元的該機通常可以由「AMX-102茲沙」作為載具編隊運用或投送，彼此性能互補。
該機被作為「帶袖的」補充戰力，加入了「新吉翁」的旗艦——「留露拉」的序列而參加了U.C.0096年的「拉普拉斯戰役」的最後「工業7號」的突襲作戰。在突破「隆德·貝爾」的旗艦——「擬·阿卡馬」號的最終防衛線後，為壓制甲板的過程中起到了讓人捏一把汗的作用。不過其另人擔憂的防禦薄弱暴露無遺，最終被阻止在臨界點上，被「RX-0全裝甲型獨角獸鋼彈」以燃料罐物理撞擊後漂流於宙域。
本機只在動畫版及漫畫《BANDE DESSINEE》登場
- 機體編號：AMX-101E
- 所屬方：新吉翁
- 駕駛員：比蘭夏
- 機體高度：19.5公尺
- 機體重量：24.9噸
- 武裝：
- 磁錨×2

疾風卡爾斯的牽制型裝備，裝在雙肩內部，可以在礁石區域採用游擊戰法。
- 秒殺式護盾×2

原本是「MS-06 渣古II」的手持式釘盾及「AMS-119 基拉德卡」的折疊式護盾組合而成。
疾風卡爾斯的格鬥戰裝備，裝在雙肩後方。
每個護盾上附有3個刺狀體，可以進行拳打，而且護盾上還附有防光束塗層。
- 鏈彈

原是「MS-18E京寶梵」的爆炸裝備，主要針對大型目標，以磁力吸附的手提箱式的裝箱搭載於該機背部，可通過吸附引爆，又或者定時神風等方法來使用。
卡爾斯K（Galluss K）
是一款作為「地球侵攻作戰」計劃中的「AMX-101 卡爾斯J」為基礎支援型機體而開發的MS。
由於是中遠距離的支援型MS，機體對運動性要求不如近距離MS那麼高，因此設計人員將卡爾斯J上的多噴嘴裝甲撤換成了帶有釘刺的裝甲，來提昇機體的防禦性。雙肩的兩個大推力推進器也被拆除以騰出空間裝武器。背部兩側裝備的兩具熱核可變道矢量推進器改為同功率的標準推進器，姿勢噴嘴也由原本的16個減至12個。
卡爾斯K在地球侵攻作戰中發揮了積極作用，直到U.C.0096年的「拉普拉斯之爭」時仍然被「吉翁殘黨」所使用，參與了對「地球聯邦軍」的「特林頓基地」的突襲作戰行動。但由於戰術運用失當以及作為主攻的「AMA-X7尚布羅」沒有按計劃展開攻勢，最終導致在與「隆德三連星」駕駛的「RGM-96X傑斯塔」對戰中被壓倒性擊毀。
- 機體編號：AMX-101K
- 所屬方：吉恩殘黨軍
- 駕駛員：
- 機體高度：19.5公尺
- 機體重量：52.7噸（本體）、78.3噸（全備）
- 武裝：
- 巨型火箭砲

原本是「MS-09R2 力克德姆II」的遠距離射程裝備，可發射火箭砲。
只在小說版裝備。
- 新型速射光束加農炮

原本是「AMX-008卡佐姆」的射程裝備，裝備在左肩上。
擁有更快的射速及強大的破壞力，也能使用切割功能的集束模式。
- 二連裝導彈發射器

原是「MS-06K扎古加農」的額外裝備，裝在左腕上。
可發射導彈。
- 三連發榴彈發射器

原是「MS-06D扎古沙漠型」的額外裝備，裝在左腕上。
以彌補了中近距離武器真空的問題。

### 其他MS
古夫重裝型（Gouf Heavy Arms Type）
是從「MS-07B古夫」改修而來的以承擔步兵支援任務為主的火力增強型MS。
與以往的機動兵器不同的是其設計概念是「具有機動力的裝甲炮」。
本機也為了施加火力裝備而廢除了系列以來必備的盾牌，而通過強化裝甲來彌補防禦力的下降。
本機只在動畫版登場。
- 機體編號：MS-07C-3
- 所屬方：吉恩殘黨軍
- 駕駛員：
- 機體高度：17.7公尺
- 機體重量：64.2噸
- 武裝：
- 5連裝85mm機關炮

古夫重裝型的主要裝備，其形狀類似於手指頭。
其火力可直接將一般敵機擊毀。
- 30mm機關槍

古夫重裝型的額外裝備，裝在額頭上。
可發射機關槍彈。
伊芙利特·施奈德（Efreet Schenid）
是「吉恩殘黨軍」以其中一台「MS-08TX伊芙里特」為基礎，經反復修改後得到試作型局地近戰用MS。
該機通過多方渠道，將裝甲材質和零件都進行了升級替換，首先是部分主體裝甲改成了「鋼彈尼姆合金」，核熔爐出力也提升至2202KW，傳感器探測距離則達到了12200公尺，基本具有了第二世代MS的性能。
該機一直以游擊戰的形式活躍到0090年代。U.C.0096年，地球方面的吉恩殘黨配合「帶袖的」對「澳大利亞」的「特林頓基地」發動奇襲，該機作為殘黨方面戰力之一參與作戰，並與「聯邦軍」中同為近戰強化改造機的「RMS-179半打擊型吉姆II」交戰。
持有短兵器的該機在同持有長兵器的對手戰鬥中，也確實顯示出了相當敏捷的速度，在數回合間便將對手擊破，顯示了其極為優秀的近戰能力。
本機只在動畫版及漫畫《Bande Dessinee》登場。
在外傳漫畫《帶袖的機工長是詩人》中出現於海賊的陣營，實際上為吉恩殘黨軍之「昆特中尉」的安排，其後擊破海賊首領駕駛的「AMX-011 渣古III」後離去。
- 機體編號：MS-08TX/S
- 所屬方：吉恩殘黨軍
- 駕駛員：弗列德．利柏
- 機體高度：17.2公尺
- 機體重量：52.4噸（本體）、84.4噸（全備）
- 武裝：
- 電熱軍刀

原是「MS-07B 老虎」的標準裝備，利用電熱效果可將敵機砍成兩半。
- 光束軍刀

伊芙利特勇士型的近身戰裝備，利用光束效果可將敵機砍成兩半。
- H&L-GB03K/360mm巨型火箭筒

原是「MS-09德姆」的遠距離射程裝備，可發射火箭炮。
- 電熱飛刃×14

伊芙利特勇士型主要裝備，共計14把，一種小型手裡劍型電熱兵器。
使用時刃全體發散出赤熱色，能夠作為中程投擲武器或近身格鬥突刺切割的匕首使用。
沒有用時可收在雙肩上（左右和前後各4把）、左腕護盾（4把）和後裙甲後左側（2把）。
- 42mm獵槍

原是「MS-18E肯普法」射程裝備，是一種使用「月鈦塗裹彈丸」的中範圍面殺傷的中近距離射擊武器。
基本一發就可以使對手徹底喪失戰鬥力。
茲薩（Zssa）
「第一次新吉翁戰爭」時，「新吉翁」開發的後勤支援機。
體型雖小，卻可運載大量飛彈，裝上了在宇宙中可被用作對艦用特攻武器的大型可變式加速器飛彈艙，顯露出本機體的重火力特徵。
在「帶袖的」的規格方面，為了彌補不擅長對MS戰的缺陷，借用其他MS的手提武器，帶出超越支援角色的戰鬥力的魅力。
- 機體編號：AMX-102
- 所屬方：新吉翁
- 駕駛員：
- 機體高度：15公尺（頭頂高）、15.85公尺（全高）、25.11公尺（附加大型可變式加速器飛彈艙）
- 機體重量：40噸（本體）、74.5噸（全備）
- 武裝：
- 光束機關槍

取自基拉·德卡的射程裝備，擁有相當高的射速。
還附帶榴彈發射器。
- 護盾

取自基拉·德卡的防禦裝備，裝在左手上。
- 30mm火神炮×2

茲薩的額外裝備，裝在額頭上。
可發射機關槍彈。
- 導彈發射器

茲薩的主裝備，分別裝在雙肩（7連裝、4連裝）、雙腳（10連裝）、大腿（6連裝）、腰部（3連裝）和雙腕（3連裝）上。
可發射導彈。
- 42mm獵槍

原是「MS-18E京寶梵」的射程裝備，是一種使用「月鈦塗裹彈丸」的中範圍面殺傷的中近距離射擊武器。
基本一發就可以使對手徹底喪失戰鬥力。
杜賓狼（Döven Wolf）
是以「MRX-010 重高達Mk-II」的技術資料和「ORX-013 高達Mk-V」的本體為藍本，開發而成的量產機，全面投入「第一次新吉翁戰爭」。
U.C.0096年的「帕勞攻略戰」中，也發現了該機的踪影，不過小說和動畫沒有登場，只出現在漫畫《Bande Dessinee》裡。
在外傳漫畫《最後的太陽》裡，有一台飆狼被塗成深藍色和紅色，成為「新吉翁」的成員之一的「沃克拉茲·班漢姆」的專用機。
- 機體編號：AMX-014
- 所屬方：新吉翁
- 駕駛員：新吉翁士兵、沃克拉茲·班漢姆
- 機體高度：22公尺（頭頂高）、25.9公尺（全高）
- 機體重量：36.8噸（本體）、74.5噸（全備）
- 武裝：
- 30mm火神炮×2

杜賓狼的額外裝備，裝在頭部上。
可發射機關槍彈。
- 光束步槍

杜賓狼的主裝備，功率達12.5 MW。
與機身腹部的MEGA粒子砲連接，運用加速器最大出力可達40.2 MW的MEGA發射器機能。
- 護盾

原是「AMX-103悍馬・悍馬」的防禦裝備，裝在左手上。
其三個洞口可發射光束炮。
只在沃克拉茲專用機裝備。
- 光束軍刀×2

杜賓狼的近身戰裝備，裝在大腿內側。
利用光束效果可將敵機砍成兩半。
- 大型光束軍刀

原是「NZ-000 昆曼沙」的近身戰裝備，裝備在沃克拉茲·班漢姆専用杜賓狼的右手上。
利用光束效果可將敵機砍成兩半。
只在沃克拉茲專用機裝備。
- 有線製禦式光束炮×2

又稱「INCOM」，是杜賓狼的特殊裝備，是一种準精神感應武器，裝在左背包上。
採取二次元攻擊，發射後有通過中繼系統進行折線飛行，搭載著有恐嚇射擊的微激光，具有「攻擊對手死角」與「根據自己意願控制」等優勢。
- MEGA粒子炮×2

杜賓狼的射程裝備，裝在腹部上。
可發射粒子炮。
- 可投射式手腕×2

杜賓狼的特殊裝備，是一种有線式裝備。
除了全範圍攻擊的用途外，還能在抓捏住目標機體後施加高壓電流攻擊。
- 12連裝導彈發射器×2

杜賓狼的額外裝備，裝在背包上。
可發射導彈。
- 光束加農×2

杜賓狼的額外裝備，裝在背包上。
可發射加農炮。
龍飛（Bawoo）
是「新吉翁軍」開發的泛用試作型可變MS。拥有能分別變形成具有單獨航行能力的「龍飛攻擊者」和「龍飛瘋狂者」的變形機構。
在U.C.0096年的「拉普拉斯之爭」中，「帶袖的」陣營中也曾發現配備有龍飛。
本機只在動畫版及漫畫《Bande Dessinee》登場。
- 機體編號：AMX-107
- 所屬方：新吉翁
- 駕駛員：
- 機體高度：18.5公尺（頭頂高）、22.05公尺（全高）
- MS形態翼展：24.26公尺（龍飛攻擊者）、13公尺（龍飛瘋狂者）
- 機體重量：34.7噸（本體）、67.5噸（全備）、46.3噸（龍飛攻擊者）、21.2（龍飛瘋狂者）
- 武裝：
- 60mm火神炮×2

龍飛的額外裝備，裝在額頭上。
可發射機關槍彈。
- 光束軍刀×2

龍飛的近身戰裝備，利用光束效果可將敵機砍成兩半。
- 四連裝榴彈發射器×2

龍飛的額外裝備，裝在雙腕上。
可發射手榴彈。
- 光束機關槍

取自指揮官用基拉·德卡的射程裝備，擁有相當高的射速。
- 護盾

龍飛的防禦裝備，把原本內藏的5連裝MEGA粒子炮省略以增強防禦力，可裝在龍飛攻擊者的下方。
龍飛改良型（Rebawoo）
「新吉翁」以「AMX-107龍飛」為主力機而改造而成的「精神感應骨架」搭載機。替換時顯得相對簡易，以致在MS形態下本機和原機的工業設計相差無幾。
而在MA形態下，也維持具有類似「MSZ-010 ZZ鋼彈」同樣的分離牽引模式變形機構，「龍飛攻擊者」和「龍飛瘋狂者」兩個飛行單元由於使用了精神感應骨架分離、對接變得更加高效和精準。
在U.C.0095年12月3日，本機被拍攝到突然在暗礁地區進行對抗試驗時遭遇「RX-0獨角獸鋼彈2號機報喪女妖」與「RX-0獨角獸鋼彈3號機鳳凰」。由於性能和數量差異，僅僅在引發邪凰暴走後即被擊破，行方不明。而根據「帶袖的」的不確切信息表示，本機的機師最後關頭，以龍飛攻擊者的形態脫出，並順利返回接應的船團，可以說即有機體性能的優勢也得益於機師技術高超。
本機只在漫畫《Bande Dessinee》登場。
- 機體編號：AMX-107R
- 所屬方：新吉翁
- 駕駛員：盧杰·盧克
- 機體高度：19.6公尺
- 機體重量：40.4噸
- 武裝：
- 60mm火神炮×2

龍飛的額外裝備，裝在額頭上。
可發射機關槍彈。
- 光束軍刀×2

龍飛的近身戰裝備，利用光束效果可將敵機砍成兩半。
- 四連裝榴彈發射器×2

龍飛的額外裝備，裝在雙腕上。
可發射手榴彈。
- 護盾

龍飛的防禦裝備，可裝在龍飛攻擊者的下方。
- 光束步槍

龍飛改良型的射程裝備，配以光學校準儀，可以精準的狙擊遠距離的目標。
- 光束斧×2

龍飛改良型的近身戰裝備，其中置於護盾，展開時可以使出光束效果，其效果有長和短。
沒有用時，可收納在護盾上方，也可用作手持武器。
吉剛（Gigan）
「茲溫尼公司」所開發的以中長距離支援及對空防衛為目的的砲擊戰用試作型MS，它的特點是技術含量低、成本低、生產性高、操縱性好，以及使用車輪來代替MS慣用的兩足步行裝置。
另外有部分冷卻系統被改修的宇宙式樣的吉剛配備到了月面的「格拉納達」使用。由於大戰末期「吉翁公國」優先量產的是「格魯古古系列MS」，吉剛沒有進行大規模的量產。
在U.C.0096年的「拉普拉斯之爭」中，「帶袖的」陣營中也曾發現配備有吉剛。
本機只在動畫版及漫畫《Bande Dessinee》登場。
- 機體編號：MS-12
- 所屬方：新吉翁
- 駕駛員：
- 機體高度：13.9公尺（頭頂高）、16.2公尺（全高）
- 機體重量：71.1噸（本體）、101.3噸（全備）
- 武裝：
- 180mm無後座力砲

吉剛的主裝備，裝在頭部上方。
- 4連裝120mm機關炮

吉剛的主裝備，裝在右手上。

### 水陸兩用MS / MA
卡普爾（Capule）
「哈曼·坎恩」率領的「新吉翁」開發的水陸兩用MS，作為局部地區戰之用，設計靈感來自「吉翁公國」的「MSM-03C高戰蟹」，同樣具備伸縮臂。
它把伸出來的各部分縮入體內，可以變形為球形的巡航形態，能在水中和水中高速移動。
在U.C.0096年，和新舊的水陸兩用MS，一同在宇宙世紀中的大海戰鬥。
- 機體編號：AMX-109
- 所屬方：吉翁殘黨軍
- 駕駛員：奇辛
- 機體高度：14公尺（MS形態/頭頂高）、16.5公尺（MS形態/全高）、9.9公尺（MA形態）
- 機體重量：38.7噸（本體）、57.5噸（全備）
- 武裝：
- 激光光束炮

亞克西斯的MS通用裝備，以大出力和穩定性為主要特點。
配合駕駛員的頭盔瞄準器，和主觀測器捆綁的激光光束系統真正意義上做到了「目擊即瞄準」，極大地提高了作戰效率。
- 音速爆彈

卡普爾的特殊裝備，裝在腰部上。
- 8連裝導彈發射器

卡普爾的額外裝備，裝在胸部上。
可發射導彈。
- 格鬥爪

卡普爾的格鬥裝備，裝在可收縮環形柔臂上。
可利用其尖利的爪來攻擊敵機。
裘亞克（Juaggu）
在「一年戰爭」期間，為是以中距離砲擊戰為目的而開發的水陸兩用試作型MS，也是在「MSM-04亞克蓋」的開發過程中誕生的衍生機之一。
原本預定參加「加布羅攻略戰」，但在試作階段開發就終止了，沒有投入實戰。
在U.C. 0096年，負責攻占「地球聯邦」的首都——「達喀爾」，隨後被「RGM-86R吉姆III」擊毀。
本機只在動畫及漫畫《Bande Dessinee》登場，在漫畫《Bande Dessinee》中為「約姆·卡克斯」駕駛的機體，後被「隆德三連星」駕駛的積斯達擊毀，駕駛員卡克斯獲自護殘黨軍救出。
- 機體編號：MSM-04G
- 所屬方：吉恩殘黨軍
- 駕駛員：丘葛（外傳漫畫《帶袖的機工長是詩人》）、約姆·卡克斯（漫畫《BANDE DESSINEE Episode》）
- 機體高度：17.4公尺
- 機體重量：137.3噸（本體）、198.7噸（全備）
- 武裝：
- 3連裝320mm火箭炮×2

裘亞克的射程裝備，裝在雙手上。
可發射火箭炮。
- 收束式光束炮×4

裘亞克的射程裝備，裝在胸部上。
可發射光束炮。
- 3連裝火神炮

裘亞克的射程裝備，同様裝在雙手上（換裝而成）。
可發射機關炮。
兹寇克（Z'gok）
「吉翁公國」在「一年戰爭」期間，為了進行地面戰而開發的水陸兩用MS。機體的設計特意減輕重量，方便在水陸環境中的高速移動。
U.C. 0096年，僅存的一台兹寇克從「東南亞」趕到位於「澳大利亞」東方的「特林頓基地」實施突襲，最後被緊急啟動的「RX-160S拜亞蘭特裝型」用光束砲擊毀，結束了悲劇般的命運。
本機只在動畫及漫畫《Bande Dessinee》登場。
- 機體編號：MSM-07
- 所屬方：吉恩殘黨軍
- 駕駛員：
- 機體高度：18.4公尺
- 機體重量：65.1噸（本體）、96.4噸（全備）
- 武裝：
- 240mm導彈發射器×6

兹寇克的額外裝備，裝在頭部上。
可潛射導彈以及火箭彈，每門備彈5發，共30發。
- 鋼鐵爪×2

兹寇克的格鬥裝備，可利用其尖利的爪來攻擊敵機。
- MEGA粒子炮×2

兹寇克的額外裝備，裝在腕部上。
可發射光束炮，且其射程距離達20公里。
兹寇克E（Z'gok E）
「吉翁公國」在實施了MS生產改進方案——「統合整備計劃」後生產出的「MSM-07 兹寇克」的改良型機體。。
U.C. 0096年，由吉恩殘黨軍卡克斯隊的駕駛員「泰瑟勒中尉」駕駛。
本機只在外傳漫畫《帶袖的機工長是詩人》登場。
- 機體編號：MSM-07E
- 所屬方：吉恩殘黨軍
- 駕駛員：
- 機體高度：18.4公尺
- 機體重量：65.1噸（本體）、96.4噸（全備）
- 武裝：
- 240mm導彈發射器×6

兹寇克E的額外裝備，裝在頭部上。
可潛射導彈以及火箭彈，每門備彈5發，共30發。
- 鋼鐵爪×2

兹寇克E的格鬥裝備，可利用其尖利的爪來攻擊敵機。
在本作中由於維修零件的不足，本機缺少右臂。
- MEGA粒子炮×2

兹寇克E的額外裝備，裝在腕部上。
可發射光束炮，且其射程距離達20公里。
佐寇克（Zogok）
水陸兩用MS——「MSM-07 茲寇克」的衍生型MS，格鬥能力得到提升，擁有其他MS所沒有的獨特裝備。
其附有衝擊樁機構的「擴展式手臂」因配合伸縮手腕可以在能使用許多「吉翁公國」生產的武器的同時，而獲得更廣域的攻擊範圍。
原本是在「加布羅攻略戰」時使用，但由於設計概念上存在錯誤，加之完成時間過晚，導致本機沒有投入實戰。直到17年後，該機被列裝在「吉翁殘黨軍」的陣營中，並參與了殘黨對「澳大利亞」的「特林頓基地」的奇襲之中。
本機只在動畫版及漫畫《Bande Dessinee》登場。
- 機體編號：MSM-08
- 所屬方：吉恩殘黨軍
- 駕駛員：
- 機體高度：18.2公尺（頭頂高）、18.8公尺（全高）
- 機體重量：77.4噸（本體）、107.3噸（全備）
- 武裝：
- 刀型迴旋鏢×10

佐寇克的特殊裝備，裝在頭部上，共計10把（頭部左右各5把）。
可以將熱能刀片以彈射的形式射出，如同「飛去來器」一樣。
- 電熱劍

佐寇克的近身戰裝備，利用電熱效果可將敵機砍成兩半。
- 鐵拳榴彈發射器×2

吉翁公國所生產的搭載裝備，擁有支架支撐著。
可投射手榴彈。
- BR-87A專用光束步槍

原是「RMS-108 馬拉賽」的射擊裝備，其火力可對一般敵機的普通裝甲構成威脅。
只在外傳漫畫《帶袖的機工長是詩人》裝備。
目前水陸兩用MA已經是不復存在，不過還有一些水陸MA為了壓制地球聯邦軍，而奮身作戰，「吉翁殘黨軍」是「AMA-X7尚布羅」就是一個例子。
尚布羅（Shamblo）
是「帶袖的」邀請有「杜拜之末裔」之稱的「賈維一族」族長——「馬哈迪·賈維」在其屬下企業——「賈維企業」所完成新型可變MA，機體的開發參考了吉恩此前留下來的MA的設計思路。
頭部設計樣式採用了「MA-06 瓦爾·瓦洛」的氣密式流線型設計，激光通訊天線修改為魚鰭狀降低水流阻力影響。另外機體沿用「MA-05系列MS」的可變遮蓋結構，在水下巡航模式下軌道探測器的安全罩會閉合降低頭部裝備受壓風險。頭部採用「AMA-01X 傑姆魯·芬」的連接管設計，通過收納式機械連接管與軀幹相連接，在需要時可以進行收縮使頭部和軀幹直接連接。這種設計除了減少機體在高速潛航時產生阻力外，也讓機體的頭部可動範圍及防禦力有所增加。
起初為了方便操作駕駛系統採用在新吉翁的TMA操作系統，同時沿用傳統MA上採用的複座式駕駛艙設計。為了更有效的提高作戰效率，袖章軍團將當時只有少數高端機體採用的新型精神感應裝置——精神感應骨架架作為技術支援提供給開發工廠，經過調整後開發出配置塞可繆系統的新型複座駕駛艙。由於賈維家族具備相當的新人類特質，在駕駛時通過塞可繆框架影響下在操控能力、武器反應、敵人探知、快速防禦方面得到了大幅度提升。同時作為替補方案，機體可以通過特殊操縱桿作聯動式微控進行自動操作。雖然人數減少，但仍然能保持高水準操作。
推進系統方面，尚布羅利用熱核氣墊噴射發動機、超導磁流體水流發動機（Magneto Hydro Dynamics）和米諾夫斯基懸浮系統這三套系統的結合，確保了機體無論在水下還是在陸地上都擁有與其體型好不相符的低噪聲和高機動性；探測器方面，該機配備米諾夫斯基粒子探測器及可變深度聲納（Variable Depth Sonar），在採用超導磁流體技術下聲納的探測範圍大幅提升至240公里，遠高於聯邦軍的「朱諾」等現役潛水艇探測範圍。雖然機體著重於潛航時的探測能力，但陸上仍舊保持12800米的探測距離，單憑這一點，該機被聯邦軍方面成為「海底幽靈」。
該機在賈維企業花了6年的時間開發完成後，由「吉恩殘黨」的「新幾內亞部隊」的領導人——「約恩·卡克斯」及馬哈迪遺孤——「羅妮·賈維」對地球聯邦軍首都——「達喀爾」的「聯邦議會總部」及「特林頓基地」發起攻擊，對城市造成了極其慘烈的破壞，導致數万平民在攻擊中喪生，最終因「巴納吉·林克斯」和「利迪·馬瑟納斯」少尉所牽制下，與在無法完成任務並在駕駛員的失控下被擊毀，而羅妮則以曇花一現方式結束了自己短暫一生。
在小說版中是由馬哈迪指揮他的三個兒女駕駛本機，而在動畫版中由羅妮獨自駕駛本機。
- 機體編號：AMA-X7
- 所屬方：吉恩殘黨軍
- 駕駛員：羅妮·賈維
- 機體高度：31.8公尺
- 機體長度：77.8公尺
- 機體重量：196.8噸（本體）、283.9噸（全備）
- 武裝：
- 大口徑MEGA粒子炮

尚布羅的高火力裝備，集中於本機的嘴部裡。
可射出超高火力的光束炮。
- 大功率擴散MEGA粒子炮×2

尚布羅的高火力裝備，集中於本機的雙肩上。
能以擴散方式發射粒子炮。
- 新型智能化光束反射鏡×10

原為「MRX-010 重高達Mk-II」的額外裝備，集中於背部上。通過採用在工業常用的無人航空裝置（Unmanned Aerial Vehicle）式直升機代替原來的智能衛星設計更有效提升大氣圈運作效率。
而承載方面則採用收納於彈道導彈的方案，通過裝設於背部的垂直發射系統（Vertical Launching System）單元進行發射。
戰鬥時擴散式MEGA粒子炮通過智能化光束反射鏡進行折射，在提高殺傷面積的同時也解決了擴散米加粒子炮對僚機誤傷的問題。
- 大型機械爪×2

尚布羅的爪狀裝備，集中於本機的手部上。
由於MEGA粒子炮在水下攻擊的衰減問題，因此以「MAM-07 格拉布羅」的設計為藍本研發而成。
因採用新型工程機械結構，機械爪的伸展度較過去MA更遠，在進行水下突襲時效果尤為明顯。

## 其他

### 小型MS
特洛捌（Torohachi）
「畢斯特財團」旗下工業學院——「工業7號」所生產的最新型的小型工業用MS。
其正式名稱為「特魯洛社制小型作業用機動戰士TOLRO-800型」，俗稱「特洛捌」。
- 機體編號：TOLRO-800
- 所屬方：畢斯特財團
- 駕駛員：工業7號工作人員、巴納吉·林克斯
- 機體高度：3公尺

### 輔助飛行系統
日語：サブ・フライト・システム 英語：Sub Flight System
在U.C.0080年代，輔助飛行系統已經是繼可變形MS之後，已大受廣泛的輔助裝置。還能讓其他MS搭乘。目前除了一般的飛行艇，還有「89式」和「94式」的樣式。
基座承載機（Base Jabber）
是「一年戰爭」結束後，「地球聯邦軍」以「德戴YS」為基礎開發的輔助飛行系統便是這款地球用飛行艇。在「格里普斯戰役」及「第一次新吉翁抗爭」中，「泰坦斯」、「新吉翁」和「吉翁殘黨軍」亦有使用這款飛行艇。
地球聯邦軍的配色為淺藍色，而吉翁殘黨軍則是米黃色。
- 所屬方：地球聯邦軍、吉恩殘黨軍
- 駕駛員：地球聯邦軍士兵、吉恩殘黨軍士兵
- 武裝：
- MEGA粒子炮

飛行艇的主裝備，裝在本機的前方。
89式基座承載機（Type 89 Base Jabber）
三年前的「夏亞之亂」時期，「地球聯邦軍」所運用的宇宙型飛行艇，可以大幅增加MS的巡航距離並快速投入戰線。
上方與下方都附有握把，可讓兩架MS搭乘（一架在上方，另一架在下方）。
- 所屬方：地球聯邦軍

- 駕駛員：地球聯邦軍士兵

94式基座承載機（Type 94 Base Jabber）
獨角獸鋼彈的專用飛行艇。
- 所屬方：地球聯邦軍
- 駕駛員：地球聯邦軍士兵

德戴YS（Dodai YS）
是「一年戰爭」時期，「自護公國軍」開發的次飛行系統便是這款地球用飛行艇，主要以地面轟炸及承載MS移動為主。
- 所屬方：吉恩殘黨軍
- 駕駛員：吉恩殘黨軍士兵
- 武裝：
- 導彈

飛行艇的主裝備，裝在本機的前方。
德戴II（Dodai II）
是「一年戰爭」時期，「自護公國軍」以「德戴YS」為基礎開發的地球用飛行艇。主要及承載MS為主。
- 所屬方：吉恩殘黨軍
- 駕駛員：吉恩殘黨軍士兵

查古茲（Shackles）
三年前的「夏亞之亂」時期，「新自護」所運用的宇宙型飛行艇，主要及承載MS為主，本機和「格林普斯戰役」中「奧古」所運用的宇宙型飛行艇相同，但是只是機體名稱相同，外觀同設計等大大不同。
- 所屬方：新自護軍
- 駕駛員：新自護軍士兵

## 戰艦
擬·阿卡瑪（Nahel Argama Kai）
U.C.0088年的「第一次新吉翁戰爭」時由奧干以阿卡瑪（Argama）為基礎建造的改良型艦艇，戰後由聯邦軍接收並進行改造，成為屬於的「隆德·貝爾」的突擊登陸艦。
由於不存在同型艦導致缺少互換性，難以運用與維修，主要是以單艦出擊。
- 編號：SCVA-76
- 所屬方：隆德·貝爾
- 艦長：奧特·米塔斯
- 艦員：蕾亞姆·巴林尼亞、美尋·奧伊瓦肯
- 艦隻長度：380公尺

武裝：
- 超級MEGA粒子炮

擬·阿卡瑪的主裝備，集中於本艦的前方和兩邊艦橋的中心。
可發射高出力的粒子炮。
- 雙管防禦槍×28

擬·阿卡瑪的主裝備，集中於本艦的全身。
拉·凱拉姆（Ra Cailum）
在「馬沙之亂」時期，派上戰場進行實戰的「地球聯邦軍」的「隆德·貝爾」的旗艦之一。
搭載了新的「米諾夫斯基漂浮裝置」，為了進行軍行試驗而來到地面。
- 所屬方：隆德·貝爾
- 艦長：布萊德·諾亞
- 艦隻高度：167公尺
- 艦隻長度：487公尺
- 艦隻寬度：165公尺
- 武裝：
- 導彈發射器×6

拉·凱拉姆的裝備之一，可發射導彈。
- 雙管防禦槍×2

拉·凱拉姆的主裝備。
克拉普級（Clop class）
在「馬沙之亂」時期，派上戰場進行實戰的「地球聯邦軍」的「隆德·貝爾」的宇宙巡洋艦。
朱諾（Juneau）
「地球聯邦軍」服役將近17年的潛水艇，配備了一些「RAG-79水中型吉姆」。
後被「自護殘黨軍」的「AMA-X7尚布羅」擊毀。
- 所屬方：地球聯邦軍
- 艦隻長度：200公尺
- 武裝：
- 導彈發射器×8

朱諾的裝備之一，可發射導彈。
- 魚雷發射器×6

朱諾的裝備之一，可發射魚雷。
雷比爾將軍號（General Revil）
以「一年戰爭」時期的名將——「約翰･伊布拉印･雷比爾」將軍命名，以「泰坦斯」建造的多哥斯·基亞（Doggose Giar）級為基礎重新建造的2號艦，外型上和一號艦有一定的差異。（首艦和2號艦的差異不小，動畫第5、6集中新安州的識別系統就未將兩艦識別為同一級艦艇）
擁有四個彈射器及甲板、四個MS大隊，共計能搭載48機MS的超大型戰艦，為「地球聯邦宇宙軍」再編成的象徵性新旗艦。
- 所屬方：地球聯邦軍
- 艦長：
- 艦員：亞伯特·畢斯特
- 艦隻長度：630公尺

迦樓羅（Garuda）
根據「迦樓羅構想」而建造的巨大運輸機。六輛就能分佔地球的防空區上，若發生事故，能馬上派出MS應對。
雖然在兩次戰亂期間喪失大部分機同型艦，但作為首艦的迦樓羅經反復改裝，規模幾乎已變成空中要塞。
- 所屬方：地球聯邦軍
- 艦隻長度：317公尺
- 艦隻翼展：524公尺

安巴爾（Aonbarr）
根据联邦陆军订单建造的米诺夫斯基飞行装置搭载舰，轮廓给人以强烈的飞马级强袭扬陆舰的印象，却是一艘无武装运输舰，各部分皆是旧船的通用品的改良沿用，但是续航能力却不亚于新型战舰。在U.C.0096年的SIDE7的仪式上作为仪式船舰使用。
- 所屬方：地球聯邦軍
- 艦長：
- 艦員：藍底·霍金斯
- 艦隻長度：248公尺

葛蘭雪（Garencieres）
本來是宇宙—地球間往返輸送專用船，後被新自護偽裝成民用輸送船，所屬「帶袖的」的航宇貨物船。
外形像三角錐，載有船員33名，奉命停靠在工業殖民地——「工業7號」，能夠搭載四台MS，擁有突入大氣圈的能力，也能夠在重力下飛行。
於小說第八集（OVA第六集）重返宇宙後自爆，艦上所有人都逃往「擬·阿卡瑪」。
- 所屬方：新吉翁
- 艦長：斯貝洛亞·辛內曼
- 艦員：布拉特·斯考爾、亞力克、奇波亞·桑特
- 艦隻高度：146公尺
- 艦隻長度：112公尺

布蘭達穆爾（Brindamour）
葛蘭雪的同級2號艦。
本艦只在外傳漫畫《最後的太陽》中登場。
留露拉（Rewloola）
在「馬沙之亂」時期「新自護軍」的旗艦，是當時MS搭載量跟火力皆最大的船艦，具備大氣突入與大氣圈內航行能力。
不同於以往的「格瓦金系列戰艦」，留露拉級戰艦採用接近生物的外型設計，但因為如此，除了紅色跟球球燃料槽外，剩下部分看起來都不是那麼像格瓦金系列的戰艦。修復後仍繼續使用。
於OVA第七集被「格里普斯II」的鐳射砲擊毀。
- 所屬方：新吉翁
- 艦長：希爾·戴森
- 艦員：弗爾·伏朗托、安傑洛·梭裴
- 艦隻長度：250公尺

姆薩卡（Musaka）
在「馬沙之亂」時期「新自護軍」的主力艦種，以「一年戰爭」時期活躍的「姆薩爾（Musa）」為基礎發展而成。
為了提升巡航能力及便於進行閃電作戰而提高了引擎的出力，因此艦體具有巨大的放熱翼，於本作中艦身以綠色塗裝為主。
於OVA第七集被「格里普斯II」的鐳射砲擊毀。
- 所屬方：新吉翁
- 艦隻長度：160公尺
- 武裝：
- 導彈發射器×6

姆薩卡的裝備之一，可發射導彈。
- 雙管/三管防禦槍×12

姆薩卡的主裝備。
- 雙管高出力光束炮×4

姆薩卡的主裝備。
美爾美爾（Melmel）
自護殘黨的姆薩爾級戰艦。同時也是「岡斯·阮」的出生地。
恩多拉（Endra）
是新自護軍在「格里普斯戰役」及「第一次新自護戰爭」的主力艦種，以「一年戰爭」時期活躍的「姆薩爾」為基礎發展而成。
姆薩爾改（Musa Kai）
是「自護共和國」軍的主力艦種，以「一年戰爭」時期活躍的「姆薩爾」為近代化修改而成。
本艦只在小說版中登場。
胖叔叔（Fat Uncle）
是自護军开发的一款大型运输机，一如其名，该机拥有庞大的机身外观，机身大部分区域均作为机库，最多可搭载3台MS，拥有十分优秀的运输能力。
胖叔叔改（Fat Uncle Kai）
胖叔叔的改造機，與胖叔叔不同的是本艦側身改以滑動式設計，為「約姆·卡克斯」少校駕駛的「渣古I狙擊型」固定於本艦內進行高空射擊以掩護友軍機體之用。
愛爾蘭級（Irish Class）
在「格里普斯戰役」時期，「奧干」以亞加瑪的設計為基礎製造的宇宙戰艦，其設計思想與亞加瑪相類似，但廢除了回轉式居住區而增加了搭載的炮塔數量，MS的發射台也增加了1個，總計達到3個之多。
在「第一次新自護戰爭」終結後，地球联邦军开始重新建造同型艦。
灰色幽靈（Gray Phantom）
是「一年戰爭」時期地球聯邦軍的飛馬級強襲揚陸艦，現時其中一艘擱淺於亞洲山區作為當地的「自護殘黨軍」作據點使用。